# Liste der Kulturdenkmale in Wahren
Die Liste der Kulturdenkmale in Wahren enthält die Kulturdenkmale des Leipziger Ortsteils Wahren, die in der Denkmalliste vom Landesamt für Denkmalpflege Sachsen mit Stand 2017 erfasst wurden.

## Legende
- Bild: Bild des Kulturdenkmals, ggf. zusätzlich mit einem Link zu weiteren Fotos des Kulturdenkmals im Medienarchiv Wikimedia Commons. Wenn man auf das Kamerasymbol klickt, können Fotos zu Kulturdenkmalen aus dieser Liste hochgeladen werden:
- Bezeichnung: Denkmalgeschützte Objekte und ggf. Bauwerksname des Kulturdenkmals
- Lage: Straßenname und Hausnummer oder Flurstücknummer des Kulturdenkmals. Die Grundsortierung der Liste erfolgt nach dieser Adresse. Der Link (Karte) führt zu verschiedenen Kartendiensten mit der Position des Kulturdenkmals. Fehlt dieser Link, wurden die Koordinaten noch nicht eingetragen. Sind diese bekannt, können sie über ein Tool mit einer Kartenansicht einfach nachgetragen werden. In dieser Kartenansicht sind Kulturdenkmale ohne Koordinaten mit einem roten bzw. orangen Marker dargestellt und können durch Verschieben auf die richtige Position in der Karte mit Koordinaten versehen werden. Kulturdenkmale ohne Bild sind an einem blauen bzw. roten Marker erkennbar.
- Datierung: Baubeginn, Fertigstellung, Datum der Erstnennung oder grobe zeitliche Einordnung entsprechend des Eintrags in der sächsischen Denkmaldatenbank
- Beschreibung: Kurzcharakteristik des Kulturdenkmals entsprechend des Eintrags in der sächsischen Denkmaldatenbank, ggf. ergänzt durch die dort nur selten veröffentlichten Erfassungstexte oder zusätzliche Informationen
- ID: Vom Landesamt für Denkmalpflege Sachsen vergebene, das Kulturdenkmal eindeutig identifizierende Objekt-Nummer. Der Link führt zum PDF-Denkmaldokument des Landesamtes für Denkmalpflege Sachsen. Bei ehemaligen Kulturdenkmalen können die Objektnummern unbekannt sein und deshalb fehlen bzw. die Links von aus der Datenbank entfernten Objektnummern ins Leere führen. Ein ggf. vorhandenes Icon  führt zu den Angaben des Kulturdenkmals bei Wikidata.

## Liste der Kulturdenkmale in Wahren
| Bild                                    | Bezeichnung | Lage                                                 | Datierung | Beschreibung | ID       |
| --------------------------------------- | --- | ---------------------------------------------------- | --- | --- | -------- |
| Direkt Bild zu diesem Denkmal hochladen | Eisenbahnviadukt mit zwei Eisenbahnbrücken und zwei Eisenbahndämmen | (Karte)                                              | 1902 (Viadukt) | die im Ortsteil Wahren liegenden Bestandteile der zum Leipziger Güterring gehörenden Strecke 6380 Leipzig-Leutzsch – Leipzig-Wahren, überführt werden Neue Luppe, Weiße Elster, Friedrich-Bosse-Straße, Georg-Schumann-Straße, verlängerte Stammerstraße/Am Viadukt (von Süd nach Nord), bildet über weite Teile die Ortsteilgrenze zu Möckern, die Eisenbahnbrücken besteht aus Ziegelmauerwerk und Sparbeton mit gelben Verblendklinkern und Sandsteingliederungen, mit 566 Metern Gesamtlänge ist der Viadukt die zweitlängste Eisenbahnbrücke Sachsens, ortsbildprägend, eisenbahngeschichtlich, ortsentwicklungsgeschichtlich und baugeschichtlich von Bedeutung | 09297475 |
|                                         | Obelisk mit Postament, Voluten und mehreren Einzelteilen | Am Fischerhaus 1 (bei) (Karte)                       | 1895 (Obelisk) | aktuell zerteilt in einem Gartengrundstück, Herkunft und Bedeutung unbekannt, baugeschichtlich von Bedeutung | 09297606 |
|                                         | Wohnhaus eines Bauernhofes | Am Hirtenhaus 3 (Karte)                              | um 1850 (Bauernhaus)                                                                                               | zum Teil in Lehmziegeln, Putzfassade, eines der letzten ländlichen Lehmhäuser der alten Ortslage, ortsentwicklungsgeschichtlich und wissenschaftlich (Erforschung der sächsischen Volksbauweise) bedeutend Denkmaltext Sehr wahrscheinlich um 1840 entstandenes giebelständiges Wohnhaus aus Lehmziegeln mit Satteldach. Das freistehende, zweigeschossige und zehnachsige Gebäude fasste ursprünglich vier Wohnungen und war in eine Dreiseithofsituation eingebunden. Scheune und Seitengebäude sind nicht mehr bzw. nur noch in Rudimenten erhalten. Im Norden schloss sich ehemals ein großer Garten an, der ab der zweiten Hälfte des 19. Jahrhunderts sukzessive bebaut und schließlich parzelliert wurde. Für das Jahr 1870 ist eine seitliche Erweiterung des Wohnhauses belegt, was sich noch heute am auffallend langgestreckten Baukörper mit seinen zwei Hauseingängen ablesen lässt. In Ausrichtung zum Straßenraum, Kubatur, Dachform und Fensterzuschnitt vermittelt es einen guten Eindruck der ehemaligen dörflichen Bebauung der alten Ortslage. Als eines der letzten Lehmhäuser in Wahren kommt ihm daher eine ortsentwicklungsgeschichtliche und wissenschaftliche Bedeutung zu. LfD/2015 | 09297681 |
|                                         | Mietshaus in geschlossener Bebauung | Am Meilenstein 1 (Karte)                             | 1896-1897 (Mietshaus)                                                                                              | historisierende Putz-Klinker-Fassade, ortsentwicklungsgeschichtlich und baugeschichtlich bedeutend Denkmaltext Im Dezember 1896 reichte Albert Bergter den Bauantrag für ein neu zu errichtendes Wohnhaus ein. Bereits im Mai des Folgejahres erwarb Ernst Dietze, Besitzer einer Ziegelei und Bauunternehmer, das Grundstück mit dem bereits im Bau befindlichen Gebäude, dessen Vollendung für Juli 1897 verzeichnet ist. Das dreigeschossige Mietshaus präsentiert sich als zeittypischer Klinker-Putz-Bau: Über einem Klinkersockel war das heute glattverputzte Erdgeschoss bauzeitlich entsprechend mit einer Quadrierung versehen. Die Klinkerfassade der Obergeschosse wird durch Kunststeinverdachungen und Putzspiegel über den Fenstern sowie Stuckkonsolen und Zahnschnitt unter dem Traufkasten belebt. Durch Dreiecksgiebel über den Fenstern werden dabei die bei beiden äußeren Achsen des ersten Obergeschosses besonders hervorgehoben. Als Teil der städtebaulichen Erweiterung der Gemeinde Wahren kommt dem Mietshaus, im geschlossen erhaltenen Straßenzug, neben seiner baugeschichtlichen auch eine ortsentwicklungsgeschichtliche Bedeutung zu. LfD/2014 | 09298707 |
|                                         | Mietshaus in geschlossener Bebauung | Am Meilenstein 3 (Karte)                             | 1897 (Mietshaus)                                                                                                   | historisierende Putz-Klinker-Fassade, ortsentwicklungsgeschichtlich und baugeschichtlich bedeutend Denkmaltext Ende des 19. Jahrhunderts erwarb der Bauunternehmer Ernst Dietze mehrere Grundstücke in der Gemeinde Wahren. Während viele noch vor ihrer Bebauung weiterveräußert wurden, reichte er im vorliegenden Fall im Mai 1897 den Bauantrag für ein dreigeschossiges Mietshaus und ein rückwertiges Waschhaus ein. Der Fertigstellung Ende 1897 folgte nur wenige Monate später mit dem Nachbarhaus Nummer 5 ein weiteres Wohnhaus Dietzes mit korrespondierender historistischer Fassadengestaltung. Die Fassade zeigt den zeittypischen Wechsel von Klinker- und Putzflächen mit einem verputzen Erdgeschoss, welches bauzeitlich durch Nutungen strukturiert war und rechts neben dem Hauseingang über einen Laden verfügte. Fensterrahmungen, Bänder und Grenadierschichten aus rotem Klinker beleben die gelbe Klinkerverblendung der Obergeschosse. Kunststeinverdachungen über den Fenstern heben das erste besonders hervor. In den beiden äußeren Achsen ruhen dabei auf den von Konsolen getragenen Gesimsen Rundbögen und setzen einen dekorativen Akzent. Größere Veränderungen gab es im Erdgeschoss: Zunächst wurde im linken Erdgeschossbereich eine Gaststätte („Zur Dorfschänke“) eingerichtet und dafür ein Fenster zu einer schmalen Türöffnung erweitert. Anfang der 1960er Jahre wurden danach der Laden zu Wohnraum umgebaut und in diesem Zuge die Tür und das große Schaufenster entfernt. Als Teil der städtebaulichen Erweiterung der Gemeinde Wahren kommt dem Mietshaus, im geschlossen erhaltenen Straßenzug, neben seiner baugeschichtlichen auch eine ortsentwicklungsgeschichtliche Bedeutung zu. LfD/2014 | 09297687 |
| Direkt Bild zu diesem Denkmal hochladen | Mietshaus in geschlossener Bebauung | Am Meilenstein 4 (Karte)                             | 1901 (Mietshaus)                                                                                                   | historisierende Putzfassade, mit Hausdurchgang, ortsentwicklungsgeschichtlich und baugeschichtlich bedeutend Denkmaltext Im Frühjahr 1901 reichte der Maurer Ernst Arthur Schultze den Bauantrag für ein dreigeschossiges, zweispänniges Mietshaus nach Entwurf des Architekten Albert Wolf ein, bereits im September konnte die Bauabnahme erfolgen. Bauzeitlich befand sich ein Laden im Erdgeschoss – heute noch erkennbar an den beiden leicht aus der Achse verschobenen linken Fenstern. Im rückwärtigen Bereich des Bauplatzes wurden im Folgejahr drei kleinere Nebengebäude errichtet. Ab 1905 dienten sie dem Schlossermeister Karl Schüller als Werkräume, womit sich eine zeittypische Mischnutzung des Grundstücks ergab. Von der ansonsten zurückhaltenden Gestaltung der Putzfassade weichen die Obergeschosse mit neorenaissancistischen Fensterverdachungen und Faschen aus Kunststein sowie Jugendstil-Stuckdekor ab. Bemerkenswert sind die im Original erhaltene Hausdurchgangstür, die Ausstattung des Treppenhauses, die Kastenfenster sowie der auf die ehemalige gewerbliche Nutzung hindeutende eiserne Ausleger. Gemeinsam mit den Nachbarhäusern zeigt das Gebäude die um 1900 beginnende Bebauung der Gebiete nördlich der alten Wahrener Ortslage auf, weshalb ihm neben einer baugeschichtlichen auch eine ortsentwicklungsgeschichtliche Bedeutung zukommt. LfD/2015 | 09297690 |
|                                         | Mietshaus in geschlossener Bebauung | Am Meilenstein 5 (Karte)                             | 1897-1898 (Mietshaus)                                                                                              | historisierende Putz-Klinker-Fassade, ortsentwicklungsgeschichtlich und baugeschichtlich bedeutend Denkmaltext Bauunternehmer Ernst Dietze reichte im August 1897 den Bauantrag für ein dreigeschossiges Wohnhaus mit acht Wohnungen ein. Nur wenige Monate nach Fertigstellung des korrespondierenden, ebenfalls von Dietze errichteten Nachbarhauses Nummer 3 konnte bereits im März 1898 die Schlussprüfung stattfinden. Mit seiner historistischen Putz-Klinker-Fassade weist das Haus eine in ihrer Entstehungszeit zu den traditionellen, gleichwohl für Wahren typischen Gestaltungslösungen auf. Das gesamte Erdgeschoss weist eine Nutung mit abwechselnd glatt und rau verputzten Flächen auf. Gegen die gelben Klinkerflächen der Obergeschosse setzten sich die Fensterrahmungen und Bänder aus rotem Klinker wirkungsvoll ab und beleben die Fassade. Eine dekorative Betonung erfährt das erste Obergeschoss durch Fensterverdachungen aus Kunststein. Die Umgestaltung der Dachlandschaft durch neuzeitliche Gauben hat das Erscheinungsbild des Gebäudes nachhaltig verändert. Als Teil der städtebaulichen Erweiterung der Gemeinden Wahren kommt dem Mietshaus, im geschlossen erhaltenen Straßenzug, neben seiner baugeschichtlichen eine ortsentwicklungsgeschichtliche Bedeutung zu. LfD/2015 | 09297673 |
| Direkt Bild zu diesem Denkmal hochladen | Mietshaus in geschlossener Bebauung | Am Meilenstein 6 (Karte)                             | 1901-1902 (Mietshaus)                                                                                              | historisierende Putz-Klinker-Fassade, mit Hausdurchgang, ortsentwicklungsgeschichtlich und baugeschichtlich bedeutend Denkmaltext Nur wenige Wochen nachdem sein Mietshaus auf dem Nachbargrundstück fertiggestellt wurde, reichte der Maurer Arthur Schultze im Oktober 1901 einen Bauantrag für ein Wohnhaus und ein Hintergebäude mit Waschhaus und Rollkammer ein. Auch für dieses Projekt zeichnete der Architekt Albert Wolf für den Entwurf verantwortlich. Mit dem Bau begann Schultze im Frühjahr des Folgejahres, die Schlussprüfung fand im September 1902 statt. Das dreigeschossige Mietshaus präsentiert sich mit einer ortsteiltypischen Putz-Klinker-Fassade: Über einem gelben Klinkersockel ist das Erdgeschoss mit einer Putzquaderung versehen. Im Obergeschoss setzt sich die helle Kunststeingliederung wirkungsvoll von der roten Klinkerfassade ab. Neben den profilierten Faschen, den neobarocken Fensterverdachungen und der floral ornamentierten Stuckkehle des Traufkastens prägen besonders die vier markanten, gesprengten Dreiecksgiebel mit eingestellten Obelisken im ersten Obergeschoss das Erscheinungsbild des Gebäudes. Gemeinsam mit den Nachbarhäusern zeigt das Mietshaus die um 1900 beginnende Bebauung der Gebiete nördlich der alten Wahrener Ortslage auf, weshalb ihm neben einer baugeschichtlichen auch eine ortsentwicklungsgeschichtliche Bedeutung zukommt. LfD/2015 | 09297689 |
|                                         | Mietshaus in geschlossener Bebauung | Am Meilenstein 7 (Karte)                             | 1896-1897 (Mietshaus)                                                                                              | Putzfassade, ortsentwicklungsgeschichtlich und baugeschichtlich bedeutend Denkmaltext Als Bauherr und Ausführender reichte Josef Emil Beckert im Mai 1896 den Bauantrag für ein Wohnhaus mit Waschhaus in rückwärtiger Lage ein. Bereits einen Monat später erfolgte die Baugenehmigung und im Januar 1897 konnte die Ingebrauchnahme des fertiggestellten dreigeschossigen Mietshauses gestattet werden. Die späthistoristische Putzfassade weist ein genutetes Erdgeschoss auf, welches durch ein Gesims von den Obergeschossen getrennt ist. Hier erfahren die Fenster durch profilierte Faschen und von Konsolen getragenen Sohlbänken eine besondere Betonung, wobei der Hauptakzent durch Fensterverdachungen – die in den beiden äußeren Achsen jeweils mit einem rundbogigen Abschluss und reichem floralen Dekor versehen sind – auf dem ersten Obergeschoss liegt. Gemeinsam mit den Nachbarhäusern zeigt das Mietshaus die um 1900 beginnende Bebauung der Gebiete nördlich der alten Wahrener Ortslage auf, weshalb ihm neben einer baugeschichtlichen auch eine ortsentwicklungsgeschichtliche Bedeutung zukommt. LfD/2015 | 09297672 |
| Direkt Bild zu diesem Denkmal hochladen | Mietshaus in geschlossener Bebauung | Am Meilenstein 8 (Karte)                             | 1902 (Mietshaus)                                                                                                   | Putzfassade, mit Hausdurchgang, ortsentwicklungsgeschichtlich und baugeschichtlich bedeutend Denkmaltext Das im Februar 1902 genehmigte dreigeschossige Mietshaus des Maurers Heinrich Krause konnte bereits im Oktober desselben Jahres als vollendet gemeldet werden. Es zeigt sich mit einer für den Mietshausbau in Wahren bewährten, dem Späthistorismus verhafteten Putzfassade. Das genutete Erdgeschoss mit seitlichem Hausdurchgang wird dabei klassisch durch ein dominantes Gesims von den Obergeschossen getrennt. Eng beieinander liegende Sohlbänke und Verdachungen aus Kunststein fassen hier die acht Fensterachsen optisch im Rhythmus 2 – 4 – 2 zusammen. Hervorgehoben präsentiert sich das erste Obergeschoss, wo in Abweichung zur schlichteren Entwurfszeichnung mittels Dreiecksgiebeln der Akzent jeweils auf die beiden äußeren Achsen gelegt wurde. Die Dachlandschaft, ehemals nur durch zwei flache Schleppgauben gekennzeichnet, verfügt nach Sanierung und Dachgeschossausbau über vier Gauben – eine dezentere Gestaltung dieser wäre wünschenswert gewesen. Gemeinsam mit den Nachbarhäusern zeigt das Mietshaus die um 1900 beginnende Bebauung der Gebiete nördlich der alten Wahrener Ortslage auf, weshalb ihm neben einer baugeschichtlichen auch eine ortsentwicklungsgeschichtliche Bedeutung zukommt. LfD/2015 | 09297688 |
| Direkt Bild zu diesem Denkmal hochladen | Mietshaus in geschlossener Bebauung | Am Meilenstein 12 (Karte)                            | 1897-1899 (Mietshaus)                                                                                              | Putzfassade, ortsentwicklungsgeschichtlich und baugeschichtlich bedeutend Denkmaltext In den Jahren um 1900 setzte in Wahren die Blütezeit der Grundstücksspekulation ein. Zahlreiche Unternehmer erwarben Bauland und veräußerten dieses in der Folge be- oder unbebaut weiter. So auch Otto Oehlert, der in der Straße Am Meilenstein mehrere Grundstücke besaß. Für das Mietshaus Nummer 12 reichte er im Februar 1905 den Bauantrag ein. Noch vor Fertigstellung des dreigeschossigen Gebäudes fand im Juni des Jahres ein Besitzerwechsel statt. Fortan zeichnete der Baumeister Alfred Schichtholz als Bauherr und Ausführender verantwortlich. Während die Putzfassade in den Obergeschossen mit Konsolen, Faschen und neobarocke Fensterverdachungen aus Kunststein noch dem Späthistorismus verhaftet ist, zeigt das genutete Erdgeschoss mit den sanften Eckrundungen der Fensterrahmungen bereits eine zaghafte Abkehr von dieser unzeitgemäßen Formensprache. Getrübt wird das Erscheinungsbild durch die nicht denkmalgerechten weißen Kunststofffenster, die -haustür sowie die Kachelung des Sockels. Gemeinsam mit den Nachbarhäusern zeigt das Mietshaus die um 1900 beginnende Bebauung der Gebiete nördlich der alten Wahrener Ortslage auf, weshalb ihm neben einer baugeschichtlichen auch eine ortsentwicklungsgeschichtliche Bedeutung zukommt. LfD/2015 | 09262417 |
|                                         | Mietshaus in geschlossener Bebauung | Am Meilenstein 13 (Karte)                            | 1898-1899 (Mietshaus)                                                                                              | mit Laden, Putzfassade, ortsbaugeschichtlich und ortsteilentwicklungsgeschichtlich bedeutend Denkmaltext Robert Weber wird für die Ausführung des dreigeschossigen Mietshauses genannt, das in den Jahren zwischen Mai 1898 und Februar 1899 für Friedrich Bernhard Weber aus Knauthain entstand. In jeder Etage wurden zwei Wohnungen eingerichtet mit jeweils zwei straßenseitig gelegenen Stuben sowie zwei Kammern, Flur, Küche und Toiletten im Treppenhaus. 1930 beabsichtigen der Kellner Franz Emil Schramm und seine Ehefrau Hedwig Marie „ihre Stadtwohnung aufzugeben und sich eine gleiche im Dachgeschoss des eigenen Grundstücks auszubauen“. Baumeister Franz Lindner aus Leipzig-Lindenau fertigte Pläne für die kleine, nur aus Stube, Kammer, Küche bestehende Wohnung. Einbau eines Gewerberaumes im Erdgeschoss 1990/1991 für Roland Schumann aus Schkeuditz. Insbesondere der historistische Stuckdekor um die jeweils beiden äußeren Fenster der 1. Etage und die Stuckkonsolen an der Traufe gliedern den ansonsten schlichten Putzbau im geschlossenen Straßenzug. Die Treppenhausausstattung und die Wohnungsinnentüren original erhalten. Als Bestandteil des Wahrener Ortserweiterungsgebietes in Nähe des späteren Rathauses besitzt das im geschlossenen Ensemble stehende Gebäude ortsteilentwicklungsgeschichtliche und baugeschichtliche Bedeutung. LfD/2011 | 09297668 |
| Direkt Bild zu diesem Denkmal hochladen | Mietshaus in geschlossener Bebauung | Am Meilenstein 14 (Karte)                            | 1905 (Mietshaus)                                                                                                   | Putz-Klinker-Fassade, mit Laden, ortsentwicklungsgeschichtlich und baugeschichtlich bedeutend Denkmaltext Wie bereits beim Nachbarhaus Nummer 12, erwarb Otto Oehlert das Grundstück als Spekulationsobjekt. Wenig überraschend daher der schnelle Besitzerwechsel im Mai 1905, nur wenige Wochen nachdem Oehlert den Bauantrag eingereicht hatte. Die neue Eigentümerin Theresa Wolny beauftragte den Bauunternehmer Berthold Klemke mit Bauleitung und Ausführung. Für den Betrieb einer Schweineschlächterei ließ Frau Wolny bis Juli 1906 ein Hintergebäude mit Stall errichten. Mit großer Wahrscheinlichkeit wurden die Wurst- und Fleischwaren im Erdgeschossladen des Wohnhauses verkauft. Die Fassade mit ihrem Wechsel zwischen geputztem Erdgeschoss, klinkersichtigen Obergeschossen und Gliederungselementen aus Kunststein zeigt die ortsteiltypische Formensprache des Späthistorismus. Im Detail lässt das Dekor in den geschwungenen Fensterverdachungen, der floralen Ornamentik und der Gestaltung der Hauseingangs- und Ladentür jedoch Anklänge des Jugendstils erkennen. Zu begrüßen ist, dass das Dach, nachdem der stark geschädigte Dachstuhl 1992 komplett ersetzt werden musste, sich in den alten Proportionen ohne Aufbauten präsentiert. Dahingegen wirken die weißen Kunststofffenster und die fehlende Nutung des Erdgeschossputzes unbefriedigend. Gemeinsam mit den Nachbarhäusern zeigt das Mietshaus die um 1900 beginnende Bebauung der Gebiete nördlich der alten Wahrener Ortslage auf, weshalb ihm neben einer baugeschichtlichen auch eine ortsentwicklungsgeschichtliche Bedeutung zukommt. LfD/2015 | 09297671 |
|                                         | Mietshaus in geschlossener Bebauung | Am Meilenstein 15 (Karte)                            | 1896-1897 (Mietshaus)                                                                                              | Putz-Klinker-Fassade, ortsentwicklungsgeschichtlich und baugeschichtlich bedeutend Denkmaltext Um 1890 setzte die Erweiterung der alten Ortslage ein in deren Folge im Umfeld der Ausfallstraße nach Halle (heutige Georg-Schumann-Straße) eine geschlossene Mietshausbebauung entstand. So in der Straße Am Meilenstein, wo das Haus Nummer 15 im September 1897 fertiggestellt wurde. Nach einem Besitzerwechsel kurz nach Beginn der Arbeiten war der Bauunternehmer Carl Reinhard Mehrkorn nun als Eigentümer auch für die Ausführung verantwortlich. Zugunsten einer Wohnnutzung entfiel der im Erdgeschoss zunächst projektierte Laden. Der dreigeschossige Klinkerbau weist in den Obergeschossen eine Gliederung aus Stuckelementen und gelben Klinkern auf. Fensterverdachungen, die jeweils in den beiden äußeren Achsen als Dreiecksgiebel ausgebildet sind, heben das erste Obergeschoss besonders hervor. Ein ausladendes Konsolgesims schließt die Fassade nach oben ab. Das schlichte, verputzte Erdgeschoss wird lediglich durch eine Nutzung strukturiert. Gemeinsam mit den Nachbarhäusern zeigt das Mietshaus die um 1900 beginnende Bebauung der Gebiete nördlich der alten Wahrener Ortslage auf, weshalb ihm neben einer baugeschichtlichen auch eine ortsentwicklungsgeschichtliche Bedeutung zukommt. LfD/2015 | 09297667 |
| Direkt Bild zu diesem Denkmal hochladen | Mietshaus in geschlossener Bebauung | Am Meilenstein 16 (Karte)                            | 1905 (Mietshaus)                                                                                                   | Putz-Klinker-Fassade, mit Hausdurchfahrt, ortsentwicklungsgeschichtlich und baugeschichtlich bedeutend Denkmaltext Nach Entwurf des Architekten Albert Wolf ließ sich der Bäckermeister Richard Friedrich von März bis September 1905 ein dreigeschossiges Mietshaus mit fünf Wohneinheiten und einem Erdgeschossladen mit angeschlossener Wohnung erbauen. Die Ausführung übernahm der Maurer Arthur Schultze. In den Jahren 1936–37 führte der Architekt W. Tönnigs im Auftrag von Wilhelmine Friedrich den Umbau des Ladens zu einem Wohnraum durch. Zur Straße zeigt sich eine zeittypische Putz-Klinker-Fassade mit ausgewogenen Proportionen. Das verputzte Erdgeschoss (ehemals vermutlich mit einer Quaderung oder Nutung strukturiert) wird durch ein Gesims von den klinkersichtigen Obergeschossen getrennt. Bänder aus dunkelbraunem Klinker und helle Kunststeinrahmungen der Fenster kontrastieren mit dem statten Rot der Fassade. Mittels Fensterverdachungen wird das erste Obergeschoss akzentuiert. Auffällig ist das Fehlen des ehemals die Traufzone gestaltenden Stuckgesimses. Gemeinsam mit den Nachbarhäusern zeigt das Mietshaus die um 1900 beginnende Bebauung der Gebiete nördlich der alten Wahrener Ortslage auf, weshalb ihm neben einer baugeschichtlichen auch eine ortsentwicklungsgeschichtliche Bedeutung zukommt. LfD/2015 | 09297670 |
| Direkt Bild zu diesem Denkmal hochladen | Zwei Mehrfamilienhäuser einer Wohnanlage, mit Vorgärten | Am Pfarrfelde 2; 4 (Karte)                           | um 1930 (Mehrfamilienwohnhaus)                                                                                     | zwei Kopfbauten der Wohnanlage, Putzfassaden, siehe auch Linkelstraße 32/34/36/38/40 (Objekt 09264515) und Gottlaßstraße 23/25/27/29/31/33/35/37 (Objekt 09264516), ortsentwicklungsgeschichtlich und sozialgeschichtlich bedeutend Denkmaltext Die Vielzahl der ansässigen Fabriken und die Eingemeindung nach Leipzig im Jahr 1922 führten zu einem starken Bevölkerungswachstum. Im Umfeld der Ausfallstraße nach Halle (heutige Georg-Schumann-Straße) entstanden in Wahren daher zahlreiche Wohnanlagen mit Kleinwohnungen. Anfang 1931 erhielt die Leipziger Baugesellschaft für Kleinwohnungen mbH für die Bebauung des langgezogenen Baublocks zwischen Linkel-, Gottlaß-, Stammerstraße und Am Pfarrfelde die Baugenehmigung. Die ersten Mehrfamilienwohnhäuser an der Linkelstraße (Nummer 32/34) waren bereits im Dezember desselben Jahres bezugsfertig. Finanzierungsprobleme führten zu mehreren Verzögerungen, sodass das letzte Gebäude an der Gottlaßstraße (Nummer 23/25) erst im Sommer 1937 fertiggestellt werden konnte. Im südlichen Bereich blieb die Wohnanlage unvollendet – die Fortführung der Bebauung bis zur Stammerstraße fand keine Umsetzung. Für Entwurf und Bauleitung zeichnete der Architekt Erich Heiser verantwortlich. Die durch Vorgärten vom Straßenraum abgetrennten, in drei Baukörpern zusammengefassten 15 Häuser präsentieren sich mit einer zeittypischen schlichten Nesterputzfassade. Diese wird durch glatte Putzbänder, durchlaufende Gesimse unterhalb der Fenster von Erd- und zweitem Obergeschoss, farbliche Putzrahmung der Sprossenfenster und die Betonung von Hauseingängen und Treppenhäusern strukturiert. Die Dachlandschaft wird durch große straßen- und hofseitige Zwerchhäuser bestimmt. Lediglich bei den Häusern Gottlaßstraße 23/25/27/29 fehlen dieser aufgrund von Einsparungsmaßnahmen (heute neuzeitlicher Dachausbau mit Gauben). Die beiden Häuser am Pfarrfelde fungieren als Kopfbauten, die den Blick auf den begrünten Innenhof freigeben. Aktuell zeigt sich die Wohnanlage in einem guten Sanierungszustand, nur die Häuser Linkelstraße 32/34/36/38 enttäuschen durch falsche Putz- und Farbwahl sowie das besonders im Anschluss an die Nummer 40 irritierende, fehlerhafte Positionieren der Gesimse. Als Zeugnis für den gezielten Bau von Kleinwohnungen im Leipziger Ortsteil Wahren kommt der Wohnanlage Am Pfarrfelde eine ortsentwicklungsgeschichtliche und sozialgeschichtliche Bedeutung zu. LfD/2015          | 09264517 |
| Direkt Bild zu diesem Denkmal hochladen | Sachgesamtheit Städtische Wohnanlage am Pater-Aurelius-Platz, mit folgenden Einzeldenkmalen: Sechs Mehrfamilienhäuser Am Zuckmantel 1, 3, 5, 7, 9, 11 (Einzeldenkmaldokument – Obj. 09297677), zwei Mehrfamilienhäuser Friedrich-Bosse-Straße 84, 86 (Einzeldenkmaldokument – Obj. 09297738), zwei Mehrfamilienhäuser Friedrich-Bosse-Straße 90, 92 (Einzeldenkmaldokument – 09297680), zwei Mehrfamilienhäuser Georg-Schumann-Straße 351, 353 (Einzeldenkmaldokument – Obj. 09297676), sechs Mehrfamilienhäuser Linkelstraße 2a, 2b, 2c, 2d, 2e, 2f (Einzeldenkmaldokument – Obj. 09262782) und drei Mehrfamilienhäuser Pater-Aurelius-Platz 2, 3, 4 (Einzeldenkmaldokument – Obj. 09297675) mit begrüntem Innenhof und Vorgärten an der Friedrich-Bosse-Straße und an der Straße Am Zuckmantel | Am Zuckmantel 1; 3; 5; 7; 9; 11 (Karte)              | um 1925 (Wohnanlage), 1927-1928 (Blockinnenhof)                                                                    | stadtgeschichtlich, sozialgeschichtlich, städtebaulich, gartengeschichtlich und baugeschichtlich bedeutend | 09305672 |
| Weitere Bilder                          | Einzeldenkmal o. g. Sachgesamtheit: Sechs Mehrfamilienhäuser einer Wohnanlage (siehe auch Sachgesamtheitsdokument – Obj. 09305672, gleiche Anschrift) | Am Zuckmantel 1; 3; 5; 7; 9; 11 (Karte)              | um 1925 (Mehrfamilienwohnhaus)                                                                                     | Putzfassade, siehe auch Friedrich-Bosse-Straße 84/86 und 90/92, Georg-Schumann-Straße 351/353, Linkelstraße 2a-2f und Pater-Aurelius-Platz 2- 4, stadtgeschichtlich, sozialgeschichtlich, städtebaulich, gartengeschichtlich und baugeschichtlich bedeutend Denkmaltext Auf einem ehemaligen Ziegeleigelände ließ das städtische Hochbauamt nach Plänen des Leipziger Stadtbaurats Hubert Ritter ab 1927 eine großzügige Wohnanlage errichten. In zwei Phasen ausgeführt, konnten die letzten Gebäude im Mai 1928 in Gebrauch genommen werden. Bis auf das an der Ausfallstraße Richtung Halle bereits 1914–15 errichtete Eckgebäude Georg-Schumann-Straße 355 nimmt die aus 21 Häusern mit 143 Wohnungen und zwei Läden bestehende Wohnanlage den kompletten Baublock ein. Vis- à-vis zum Wahrener Rathaus begrenzen im Norden viergeschossige Häuser in einer rückschwingenden Figur den als Schmuckplatz ausgebildeten Pater-Aurelius-Platz. Entlang der Linkelstraße und der Straße Am Zuckmantel schließen sich dreigeschossige Gebäudezeilen an, die durch ihre Abstufungen in den Firsthöhen den Eindruck einer Einzelhausbebauung vermitteln. Die an der Friedrich-Bosse-Straße als Kopfbauten fungierenden Doppelhäuser geben den Blick auf den großzügigen, nach Plänen des Direktors der städtischen Gartendirektion Nikolaus Molzen gartenarchitektonisch gestalteten Innenhof mit Gemeinschafts-, Spiel- und Trockenplätzen frei. Mit ihrer städtebaulichen Figur, den dominanten Gesimsen und Stufengiebeln und der rhythmisierenden, expressiven Farbigkeit, die sich auch in der Ausstattung fortsetzt, ist die Wohnanlagen dem Art déco zuzuordnen. In einer Phase des Wohnungsmangels entstanden ist sie zudem ein Zeugnis des kommunalen Wohnungsbaus. Der Wohnanlage am Pater-Aurelius-Platz kommt daher eine stadtgeschichtliche, sozialgeschichtliche, baugeschichtliche, gartengeschichtliche und städtebauliche Bedeutung sowie ein dokumentarischer Wert zu. | 09297677 |
|                                         | Mietshaus einer Wohnanlage in halboffener Bebauung in Ecklage mit Vorgarten | Am Zuckmantel 2 (Karte)                              | 1929-1930 (Mehrfamilienwohnhaus)                                                                                   | Putzfassade, siehe auch Lucknerstraße 1 (Objekt 09297641) und Friedrich-Bosse-Straße 74/76/78 (Objekt 09297640), baugeschichtlich, sozialgeschichtlich und ortsentwicklungsgeschichtlich bedeutend Denkmaltext Östlich der markanten Wohnanlage am Pater-Aurelius-Platz entstand in den Jahren 1929–30 nach Plänen des Architekten Walther Beyer eine kleine Wohnanlage aus fünf Mehrfamilienwohnhäusern in einem halboffenen Baublock entlang der Friedrich-Bosse-Straße. Im Auftrag der Stadt Leipzig fungierte die Landessiedlungs- und Wohnungsfürsorgegesellschaft „Sächsisches Heim“ als Bauherr. Die Gebäude in Ziegelmauerwerk mit Elementen aus Eisen und Eisenbeton konnten im Juni 1930 nach erfolgter Baurevision zur Ingebrauchnahme freigegeben werden. In den drei Geschossen waren jeweils zwei Wohnungen mit Bad, Küche und hofseitigen Loggien vorgesehen. Die abschließenden Kopfhäuser (Am Zuckmantel 2, Lucknerstraße 1) sind in die Nebenstraßen geführt und fassen dadurch den Hinterhof seitlich ein. Durch einen von einer Hecke eingefassten Vorgarten wird die Wohnanlage vom Straßenraum abgegrenzt. Die Gebäude ruhen auf einem Sockel aus Eisenklinker in einem partiell unregelmäßigen Zierverband. Die sachlich zurückhaltende Putzfassade bezieht ihre Akzentuierung einzig aus der nüchternen Klinkerrahmung der der Hauseingänge und Treppenhausfensterbänder. Bis in das hohe Dach hineingezogen und von Fallrohren gerahmt wirken diese Bereiche geradezu risalitartig. Die Wohnanlage ist ein Zeugnis des (kommunalen) Wohnungsbaus der 1920er/1930er Jahre, neben einem ortsentwicklungsgeschichtlichen und baugeschichtlichen kommt ihr daher auch ein sozialgeschichtlicher Wert zu. LfD/2015 | 09297639 |
|                                         | Mehrfamilienhäuser einer Wohnanlage und Vorgarten | Am Zuckmantel 8; 10 (Karte)                          | 1929-1930 (Mehrfamilienwohnhaus)                                                                                   | Putzfassade mit Klinkergliederung, siehe auch Georg-Schumann-Straße 345 (Objekt 09297633), baugeschichtlich, sozialgeschichtlich und ortsentwicklungsgeschichtlich bedeutend Denkmaltext In einer Phase des Wohnungsmangels förderte die Stadt Leipzig neben dem kommunalen auch den privatwirtschaftlichen Wohnungsbau. So stellte sie der Landessiedlungs- und Wohnungsfürsorgegesellschaft „Sächsisches Heim“ unentgeltlich Bauland zur Verfügung. Nach Plänen des Architekten Otto Martin Rothmann reichte diese im August 1929 den Bauantrag für eine aus drei Gebäuden bestehende Häusergruppe ein. Im Juni 1930 wurde die teilweise von einem Vorgarten eingefasste Anlage fertiggestellt. Die dreigeschossigen Gebäude an der Georg-Schumann-Straße und Am Zuckmantel klammern dabei das viergeschossige, durch seine Kubatur turmartig wirkende, leicht zurückspringende Eckhaus. Schlicht und zurückhaltend wirken die nur von Bändern aus Eisenklinkern unterbrochenen Putzfassaden. Stilistisch der Neuen Sachlichkeit verhaftet, zeigen sich im Detail (beispielsweise in der Gestaltung der Eingänge) auch Einflüsse expressionistischer Architektur. Die Wohnanlage ist ein Zeugnis des Wohnungsbaus der 1920er/1930er Jahre, neben einem ortsteilgeschichtlichen und baugeschichtlichen kommt ihr daher auch ein sozialgeschichtlicher Wert zu. LfD/2015 | 09297634 |
| Weitere Bilder                          | Denkmal für Friedrich Ludwig Jahn und Vereinshaus des ehemaligen Turnvereins | An der Elster 33 (Karte)                             | wohl 1911 (Denkmal), 1929-1930 (Vereinshaus)                                                                       | Sandsteinstele auf einem Bruchsteinhügel zum Gedenken an »Turnvater« Friedrich-Ludwig Jahn (1778-1852), mit Porträtrelief und Inschrift und ehemals mit Inschrifttafel auf dem Hügel, Lage vor der Baude der Sektion Kanu des TSV 1893 Leipzig-Wahren e. V. sowie Vereinshaus ehemals des Allgemeinen Turnvereins Leipzig-Wahren, kulturgeschichtlich und geschichtlich bedeutend Denkmaltext 1925 erwarb die Stadt Leipzig einen großen Teil des Wahrener Mühlengrundstücks südlich der Weißen Elster und stellte es den ansässigen Turn- und Sportvereinen zur Verfügung. Die sog. „Jahnwiese“ geht an den Arbeiter-Turn-Verein (ATV, späterer Turn- und Sportverein 1893 Leipzig-Wahren e. V.). Auf einem Bruchsteinhügel stellt dieser hier zum Gedenken an Friedrich Ludwig Jahn eine Sandsteinstele auf. Entstanden ist diese vermutlich bereits um 1911 anlässlich der Feierlichkeiten zum 100-jährigen Jubiläum der Eröffnung des ersten Sportplatzes in der Berliner Hasenheide. Eine Granitplatte, die ehemals in den Hügel eingelassen war, verwies auf den ATV. Auf zwei sich abtreppenden Sockelsteinen verjüngt sich die Stele leicht nach unten. Über der Inschrift „FRIEDRICH / LUDWIG / JAHN“ befindet sich ein Flachrelief mit einem Porträt des Initiators der deutschen Turnbewegung. Ein flach pyramidal endender Abschlussstein zeigt ein ausgeprägtes Blockkreuz, gebildet aus vier „F“. Der Bruchsteinhügel ist derzeit stark bewachsen und die Sandsteinsäule präsentiert sich in einem verwitterten Zustand. Als Zeugnis für die Verehrung Jahns und die Turnbewegung kommt der Ludwig-Jahn-Säule eine geschichtliche und kulturgeschichtliche Bedeutung zu. LfD/2015 | 09299001 |
| Direkt Bild zu diesem Denkmal hochladen | Doppelmietshaus in halboffener Bebauung | Auenseestraße 31; 33 (Karte)                         | 1936-1937 (Doppelmietshaus)                                                                                        | Zeugnis des steuerbefreiten Kleinwohnungsbaus der 1930er Jahre in Wahren, baugeschichtlich und ortsteilentwicklungsgeschichtlich von Bedeutung Denkmaltext Der Bauantrag für zwei Wohnhäuser mit jeweils sechs Wohnungen gelangte am 22. April 1936 zur Einreichung, erst am 14. November zur Genehmigung, bis 5. Mai des Folgejahres zur Umsetzung. Felix Mettée sowie Bauunternehmer Christian Trewes übernahmen die Finanzierung des als steuerbefreiter Kleinwohnungsbau anerkannten Unterfangens, Baumeister Arthur Seifert die Ausführung, die auf Grundlage der Entwürfe und statischen Berechnungen des Architekten Hermann Jurisch fußten. Für den Eisenbau wurde Dr. Curt Prüstel hinzugezogen. 2016 erfolgte eine behutsame Sanierung der Häuser durch die Stadt Leipzig und die Herrichtung als Unterkünfte für Flüchtlinge aus Bürgerkriegsgebieten. Die Fassaden erscheinen bauzeitlich schlicht mit hellem Außenputz über einem Sockel aus dunklen Klinkersteinen mit farbiger Fuge. Sie werden durch die achsenweise Verwendung verschiedener Fensterformate rhythmisiert, insbesondere aber die prägenden Treppenhausrisalite. Im Kellergeschoss des Hauses Auenseestraße 33 wurde eine Garage untergebracht und „Jede Wohnung besteht aus: Diele, 3 Zimmern, Küche, Bad und WC und einem dreiseitig geschlossenen Balkon. Die Küchen erhalten Speisekammern. Die innere Ausstattung der Wohnungen entsprechen gut bürgerlichen Wohnverhältnissen“ (Auszug Bauakte). Rückwärtig sind Wäschetrockenplätze, straßenseitig schmale Vorgärten angelegt. Das Doppelhaus entstand angepasst in Fortsetzung von Gregoriusstraße 2 (1934/1935 nach Plänen des Architekten O.M. Rothmann erbaut). Als authentischem Zeugnis der Baukultur der 1930er Jahre in Wahren besteht für das Haus ein baugeschichtlicher und sozialgeschichtlicher Wert. LfD/2016 | 09306362 |
| Direkt Bild zu diesem Denkmal hochladen | Wohnhaus einer ehemaligen Gärtnerei | Buchfinkenweg 23 (Karte)                             | 1906 (Wohnhaus) | ehemals Gehilfenhaus der Gärtnerei, Putzfassade, Landhausstil, siehe auch Buchfinkenweg 80 (Objekt 09298987), baugeschichtlich und ortsentwicklungsgeschichtlich bedeutend Denkmaltext Das Wahrener Flurgebiet nördlich der Magdeburger Eisenbahn war bis in die 1920er Jahre zu einem großen Teil Areal der Thalackerschen Gärtnerei. Durch Bebauung fand eine sukzessive Verkleinerung statt. Um 1995 entstand auf dem verbliebenen, bis zuletzt als Gärtnerei genutzten Gelände an der heutigen Damaschkestraße eine Mehrfamilienhaussiedlung. Das nach Entwurf des Architekten Arthur Hänsch 1906 für den Gärtnereibesitzer Otto Thalacker erbaut „Gehilfen-Wohnhaus“ ist innerhalb dieser neuzeitlichen Bebauung ein verbliebenes Zeugnis der einstigen Nutzung. Der durch Vor- und Rücksprünge gegliederte Baukörper des Hauses wird durch das dynamisch gestaltete hohe Dach dominiert und hat den Charakter einer landhausartigen Villa. Ecktürmchen akzentuieren die südliche Schauseite während kurze Seitenflügel eine zweite Eingangssituation im Norden umschließen. Einziger Dekor der schlichten Putzfassade sind abgeschrägte Sohlbänke mit Dachziegeln und Putzbänder als oberer Abschluss der Fenster. Im Dachgeschoss zeigt sich in den Fachwerkgiebeln ein zeitgenössisches Motiv des Landhausstils. Dem vom Repräsentationswillen des einstigen Gärtnereibesitzers Thalacker zeugenden Wohnhaus kommt neben einer baugeschichtlichen auch eine ortsentwicklungsgeschichtliche Bedeutung zu. LfD/2015 | 09298986 |
| Direkt Bild zu diesem Denkmal hochladen | Villa einer ehemaligen Gärtnerei | Buchfinkenweg 80 (Karte)                             | 1906 (Villa) | Putzfassade, Landhausstil, siehe auch Buchfinkenweg 23 (Objekt 09298986), baugeschichtlich und ortsentwicklungsgeschichtlich bedeutend Denkmaltext Am westlichen Rand des Thalackerschen Gärtnereigeländes setzte der Architekt Arthur Hänsch eine Villa für W[illem] van Vloten um. 1906 unter der Bezeichnung Landhaus errichtet, zeigt sich im Vergleich zum zeitgleich entstandenen und ebenfalls von Hänsch entworfenen Wohnhaus Nummer 23 ein gesteigerter Gestaltungswille. Der malerisch konzipierte Bau mit bewegter Kubatur und mehrfach verschnittener Dachlandschaft ist dem Heimat- oder Landhausstil zuzuordnen. Typische Motive sind die teilweise verbretterten, vielgestaltigen Fachwerkgiebel und die schlichte, lediglich durch eine zarte Putzgliederung der Fenster und den sich farblich abhebende Sohlbänke mit Dachziegeln betonte Putzfassade. Die südliche Hauptansicht des zweigeschossigen Gebäudes mit ausgebautem Dach wird durch einen hohen polygonalen Eckturm beton. Als typische Gestaltungs- und Gliederungselemente ist der Verlust der Holzveranda an der Südostecke des Gebäudes sowie der Fensterläden überaus zu bedauern. Die Villa besitzt exemplarischen Wert für den repräsentativen Wohnbau des wohlhabenden Bürgertums zu Beginn des 20. Jahrhunderts. Ihr kommt eine baugeschichtliche und eine ortsentwicklungsgeschichtliche Bedeutung zu. LfD/2015 | 09298987 |
|                                         | Fabrikanlage bestehend aus einem Wohnhaus an der Straße (Nr. 5), rückwärtigem Fabrikgebäude mit Erweiterungsbau, Nebengebäude im Hof (Nr. 7), Einfriedung (Nr. 3 und 5), Hofpflasterung und Pflasterung der Tordurchfahrt | Claußbruchstraße 3; 5; 7 (Karte)                     | um 1870 (Fabrik)                                                                                                   | erbaut für die Richard Lindner Dampf-Rauchwaren-Färberei und Zurichterei, Lage an der Weißen Elster, rote Klinkerfassaden mit gelber Klinkergliederung, Wohnhaus zusätzlich mit auffälliger Putz- und Sandsteingliederung, Wohn- und Fabrikgebäude mit je einem aufgesetzten Türmchen, Zeugnis des berühmten Leipziger Rauchwarenhandels, wirtschaftsgeschichtlich, baugeschichtlich und ortsentwicklungsgeschichtlich bedeutend | 09297656 |
|                                         | Eisenbahnviadukt mit zwei Eisenbahnbrücken und zwei Eisenbahndämmen | Friedrich-Bosse-Straße (Karte)                       | 1902 (Viadukt) | die im Ortsteil Wahren liegenden Bestandteile der zum Leipziger Güterring gehörenden Strecke 6380 Leipzig-Leutzsch – Leipzig-Wahren, überführt werden Neue Luppe, Weiße Elster, Friedrich-Bosse-Straße, Georg-Schumann-Straße, verlängerte Stammerstraße/Am Viadukt (von Süd nach Nord), bildet über weite Teile die Ortsteilgrenze zu Möckern, die Eisenbahnbrücken besteht aus Ziegelmauerwerk und Sparbeton mit gelben Verblendklinkern und Sandsteingliederungen, mit 566 Metern Gesamtlänge ist der Viadukt die zweitlängste Eisenbahnbrücke Sachsens, ortsbildprägend, eisenbahngeschichtlich, ortsentwicklungsgeschichtlich und baugeschichtlich von Bedeutung | 09297475 |
|                                         | Doppelmietshaus in offener Bebauung mit Vorgarten | Friedrich-Bosse-Straße 68; 70 (Karte)                | 1902-1903 (Doppelmietshaus)                                                                                        | Putz-Klinker-Fassade, ortsentwicklungsgeschichtlich und baugeschichtlich bedeutend Denkmaltext Im Juli 1902, zwei Jahre bevor nur wenige Meter entfernt der Bau des markanten Wahrener Viadukts begann, erhielt der als Eigentümer und Ausführender verantwortliche Maurer und Bauunternehmer Carl August Schenk die Baugenehmigung für ein dreigeschossiges Doppelmietshaus in offener Bebauung. Nach Unterbrechung und Besitzerwechsel stellte der Maurermeister Alfred Schichtholz die Gebäude im August 1903 fertig. Mehrere Verkäufe und Zwangsversteigerungen später erwarb die Leipziger Stosskappen-Fabrik Hetzer & Walther im Februar 1914 das Grundstück, welche bereits Eigentümerin der Gebäude Georg-Schumann-Straße 333/335 auf der an anderen Seite des Baublocks war. In der Folge entstand im Hofraum zwischen beiden Grundstücken ein größeres Fabrikgebäude (vgl. Georg-Schumann-Straße 335). Die rückwärtige Erschließung beider Mietshäuser erlaubte eine ungebrochen symmetrische Fassadenaufteilung in 16 Achsen. Mit einem verputzen und genuteten Erdgeschoss und den durch Zierelementen aus braunen Klinkern und Werkstein gestalteten, ziegelsichtigen Obergeschossen präsentiert sich das Doppelhaus in einer ortstypischen späthistoristischen Formensprache. Zu begrüßen ist der Erhalt des Vorgartenareals, auch wenn die einstige Einfriedung nicht mehr vorhanden ist. Als Zeugnis für die bauliche Erweiterung Wahrens um 1900 kommt dem Mietshaus neben einer baugeschichtlichen auch eine ortsentwicklungsgeschichtliche Bedeutung zu. LfD/2015 | 09297642 |
|                                         | Mehrfamilienhäuser einer Wohnanlage, mit Vorgarten | Friedrich-Bosse-Straße 74; 76; 78 (Karte)            | 1929-1930 (Mehrfamilienwohnhaus)                                                                                   | Putzfassaden, siehe auch Am Zuckmantel 2 (Objekt 09297639) und Lucknerstraße 1 (Objekt 09297641), baugeschichtlich, sozialgeschichtlich und ortsentwicklungsgeschichtlich bedeutend Denkmaltext Östlich der markanten Wohnanlage am Pater-Aurelius-Platz entstand in den Jahren 1929–30 nach Plänen des Architekten Walther Beyer eine kleine Wohnanlage aus fünf Mehrfamilienwohnhäusern in einem halboffenen Baublock entlang der Friedrich-Bosse-Straße. Im Auftrag der Stadt Leipzig fungierte die Landessiedlungs- und Wohnungsfürsorgegesellschaft „Sächsisches Heim“ als Bauherr. Die Gebäude in Ziegelmauerwerk mit Elementen aus Eisen und Eisenbeton konnten im Juni 1930 nach erfolgter Baurevision zur Ingebrauchnahme freigegeben werden. In den drei Geschossen waren jeweils zwei Wohnungen mit Bad, Küche und hofseitigen Loggien vorgesehen. Die abschließenden Kopfhäuser (Am Zuckmantel 2, Lucknerstraße 1) sind in die Nebenstraßen geführt und fassen dadurch den Hinterhof seitlich ein. Durch einen von einer Hecke eingefassten Vorgarten wird die Wohnanlage vom Straßenraum abgegrenzt. Die Gebäude ruhen auf einem Sockel aus Eisenklinker in einem partiell unregelmäßigen Zierverband. Die sachlich zurückhaltende Putzfassade bezieht ihre Akzentuierung einzig aus der nüchternen Klinkerrahmung der der Hauseingänge und Treppenhausfensterbänder. Bis in das hohe Dach hineingezogen und von Fallrohren gerahmt wirken diese Bereiche geradezu risalitartig. Die Wohnanlage ist ein Zeugnis des (kommunalen) Wohnungsbaus der 1920er/1930er Jahre, neben einem ortsentwicklungsgeschichtlichen und baugeschichtlichen kommt ihr daher auch ein sozialgeschichtlicher Wert zu. LfD/2015 | 09297640 |
|                                         | Einzeldenkmal o. g. Sachgesamtheit: zwei Mehrfamilienhäuser einer Wohnanlage (siehe auch Sachgesamtheitsdokument – Obj. 09305672, Am Zuckmantel 1, 3, 5, 7, 9, 11) | Friedrich-Bosse-Straße 84; 86 (Karte)                | um 1925 (Mehrfamilienwohnhaus)                                                                                     | Putzfassade, siehe auch Friedrich-Bosse-Straße 90/92, Georg Schumann-Straße 351/353, Linkelstraße 2a-2f und Pater-Aurelius-Platz 2-4, stadtgeschichtlich, sozialgeschichtlich, städtebaulich, gartengeschichtlich und baugeschichtlich bedeutend Denkmaltext Auf einem ehemaligen Ziegeleigelände ließ das städtische Hochbauamt nach Plänen des Leipziger Stadtbaurats Hubert Ritter ab 1927 eine großzügige Wohnanlage errichten. In zwei Phasen ausgeführt, konnten die letzten Gebäude im Mai 1928 in Gebrauch genommen werden. Bis auf das an der Ausfallstraße Richtung Halle bereits 1914–15 errichtete Eckgebäude Georg-Schumann-Straße 355 nimmt die aus 21 Häusern mit 143 Wohnungen und zwei Läden bestehende Wohnanlage den kompletten Baublock ein. Vis- à-vis zum Wahrener Rathaus begrenzen im Norden viergeschossige Häuser in einer rückschwingenden Figur den als Schmuckplatz ausgebildeten Pater-Aurelius-Platz. Entlang der Linkelstraße und der Straße Am Zuckmantel schließen sich dreigeschossige Gebäudezeilen an, die durch ihre Abstufungen in den Firsthöhen den Eindruck einer Einzelhausbebauung vermitteln. Die an der Friedrich-Bosse-Straße als Kopfbauten fungierenden Doppelhäuser geben den Blick auf den großzügigen, nach Plänen des Direktors der städtischen Gartendirektion Nikolaus Molzen gartenarchitektonisch gestalteten Innenhof mit Gemeinschafts-, Spiel- und Trockenplätzen frei. Mit ihrer städtebaulichen Figur, den dominanten Gesimsen und Stufengiebeln und der rhythmisierenden, expressiven Farbigkeit, die sich auch in der Ausstattung fortsetzt, ist die Wohnanlagen dem Art déco zuzuordnen. In einer Phase des Wohnungsmangels entstanden ist sie zudem ein Zeugnis des kommunalen Wohnungsbaus. Der Wohnanlage am Pater-Aurelius-Platz kommt daher eine stadtgeschichtliche, sozialgeschichtliche, baugeschichtliche, gartengeschichtliche und städtebauliche Bedeutung sowie ein dokumentarischer Wert zu. | 09297738 |
|                                         | Mietshaus in halboffener Bebauung | Friedrich-Bosse-Straße 85 (Karte)                    | 1894-1896 (Mietshaus)                                                                                              | mit Pflasterung in der Tordurchfahrt, historisierende Putzfassade, baugeschichtlich und ortsentwicklungsgeschichtlich bedeutend Denkmaltext Im September 1894, gut ein Jahr nachdem der Bebauungsplan für das Gebiet entlang der heutigen Friedrich-Bosse-Straße genehmigt war, reichte der Maurer Franz Thieme einen Bauantrag für ein dreigeschossiges Haus mit ausgebautem Mansardgeschoss ein. In den Obergeschossen jeweils dreisträngig organisiert, sollte das Erdgeschoss mit seitlicher Hausdurchfahrt auch zwei Läden mit angeschlossenem Wohnraum erhalten. Diese kamen jedoch nicht zur Ausführung. Lediglich im Rohbau fertiggestellt erwarb der der aus Gräfenhainichen stammende Mühlenbesitzer Robert Herold im Dezember 1895 das Gebäude. Nach einem erneuten Verkauf konnte der Holzhändler David Herold das Mietshaus im März des Folgejahres schließlich als vollendet melden. Bis 1933 entstanden im Hinterhof mehrere Gebäude für eine Tischlereiwerkstatt, die in den 1950er Jahren zu Garagen umgebaut wurden. Straßenseitig präsentiert sich das Haus mit einem dem Neobarock verhaftetem späthistoristischen Stilvokabular. Die Putzfassade wird durch Kunststeinelemente und Stuckdekor gegliedert. Hervorzuheben sind dabei das erste Obergeschoss mit seinen reich verzierten Fensterverdachungen mit Dreiecks- und Rundgiebeln und das ausgeprägtes Traufgesims mit Stuckkonsolen und Zahnschnitt. Der Verlust des Vorgartens ist zu bedauern, der Erhalt des Natursteinpflasters in der Einfahrt ist jedoch erfreulich. Als Zeugnis für die bauliche Erweiterung Wahrens um 1900 kommt dem Mietshaus neben einer baugeschichtlichen auch eine ortsentwicklungsgeschichtliche Bedeutung zu. LfD/2015 | 09297644 |
| Direkt Bild zu diesem Denkmal hochladen | Villa mit Einfriedung und Garten | Friedrich-Bosse-Straße 87a (Karte)                   | 1873-1874 (Villa)                                                                                                  | Putzfassade, baugeschichtlich bedeutend Denkmaltext Auf einem ehemals zum Rittergut Wahren gehörenden Areal ließ sich 1873–74 der Ziegeleibesitzer Friedrich Gustav Daeumich eine spätklassizistische Villa errichten. Ihr heutiges Erscheinungsbild geht auf das Jahr 1912 zurück, als der Bremer Verlags- und Reisebuchhändler Friedrich Maack das Grundstück übernahm und den Baumeister Gustav Glauche mit der Erweiterung des Gebäudes unter Berücksichtigung der vorhandenen Gestaltung beauftragte. 1929 gingen Villa und der sich bis an die Weiße Elster erstreckende Garten in den Besitz der Stadt Leipzig über, die hier ein Kindertagesstätte einrichtete. Bis heute setzt sich diese Nutzung, die Veränderungen der Grundrissstruktur sowie Anbauten für Sanitärzwecke und Rettungswege bedingte, ununterbrochen fort. Hinter der historischen Einfriedung ist das zweigeschossige Gebäude vom Straßenraum zurückgesetzt. Der dezent geputzte Villenbau mit zurückhaltenden Dekorationselementen aus Kunststein und Stuck verfügt über ein ausgebautes Dachgeschoss mit axial angeordneten Gauben. Ein kleiner Austritt im Obergeschoss sowie ein Standerker im Erdgeschoss akzentuieren die straßenseitige Fassade. Als eine der wenigen Villen des späten 19. Jahrhunderts in Wahren kommt ihr eine baugeschichtliche Bedeutung zu. LfD/2015 | 09297645 |
|                                         | Einzeldenkmal o. g. Sachgesamtheit: zwei Mehrfamilienhäuser einer Wohnanlage (siehe auch Sachgesamtheitsdokument – Obj. 09305672, Am Zuckmantel 1, 3, 5, 7, 9, 11) | Friedrich-Bosse-Straße 90; 92 (Karte)                | 1926-1927 (Mehrfamilienwohnhaus)                                                                                   | Putzfassade, siehe auch Friedrich-Bosse-Straße 84/86, Georg Schumann-Straße 351/353, Linkelstraße 2a-2f und Pater-Aurelius-Platz 2-4, stadtgeschichtlich, sozialgeschichtlich, städtebaulich, gartengeschichtlich und baugeschichtlich bedeutend Denkmaltext Auf einem ehemaligen Ziegeleigelände ließ das städtische Hochbauamt nach Plänen des Leipziger Stadtbaurats Hubert Ritter ab 1927 eine großzügige Wohnanlage errichten. In zwei Phasen ausgeführt, konnten die letzten Gebäude im Mai 1928 in Gebrauch genommen werden. Bis auf das an der Ausfallstraße Richtung Halle bereits 1914–15 errichtete Eckgebäude Georg-Schumann-Straße 355 nimmt die aus 21 Häusern mit 143 Wohnungen und zwei Läden bestehende Wohnanlage den kompletten Baublock ein. Vis- à-vis zum Wahrener Rathaus begrenzen im Norden viergeschossige Häuser in einer rückschwingenden Figur den als Schmuckplatz ausgebildeten Pater-Aurelius-Platz. Entlang der Linkelstraße und der Straße Am Zuckmantel schließen sich dreigeschossige Gebäudezeilen an, die durch ihre Abstufungen in den Firsthöhen den Eindruck einer Einzelhausbebauung vermitteln. Die an der Friedrich-Bosse-Straße als Kopfbauten fungierenden Doppelhäuser geben den Blick auf den großzügigen, nach Plänen des Direktors der städtischen Gartendirektion Nikolaus Molzen gartenarchitektonisch gestalteten Innenhof mit Gemeinschafts-, Spiel- und Trockenplätzen frei. Mit ihrer städtebaulichen Figur, den dominanten Gesimsen und Stufengiebeln und der rhythmisierenden, expressiven Farbigkeit, die sich auch in der Ausstattung fortsetzt, ist die Wohnanlagen dem Art déco zuzuordnen. In einer Phase des Wohnungsmangels entstanden ist sie zudem ein Zeugnis des kommunalen Wohnungsbaus. Der Wohnanlage am Pater-Aurelius-Platz kommt daher eine stadtgeschichtliche, sozialgeschichtliche, baugeschichtliche, gartengeschichtliche und städtebauliche Bedeutung sowie ein dokumentarischer Wert zu. | 09297680 |
|                                         | Mietshaus in halboffener Bebauung mit Vorgarten | Friedrich-Bosse-Straße 99 (Karte)                    | 1899-1900 (Mietshaus)                                                                                              | Putz-Klinker-Fassade, baugeschichtlich und ortsentwicklungsgeschichtlich bedeutend, Denkmaltext: Nachdem der Bau des ebenfalls in seinem Besitz befindlichen Nachbarhauses Nummer 101 im März 1899 abgeschlossen war, reichte der Maurer und Bauunternehmer Franz Thieme einen Bauantrag für ein viergeschossiges Mietshaus ein. Da dieses nicht den örtlichen Bauvorschriften entsprach, verzögerte sich die Baugenehmigung bis September des Jahres. Bis Sommer 1900 führte Thieme schließlich ein dreigeschossiges Wohnhaus mit sechs Wohnungen aus. Es entstand ein vom Straßenraum zurückgesetzter Bau mit Vorgarten. Eine ihn ehemals einfassende flache Sockelmauer mit Eisenzaun hat sich nicht erhalten. Der zweiachsige Dachaufbau geht auf das Jahr 1928 zurück, als eine Notwohnung eingebaut wurde. Die Gestaltung der zeittypischen Putz-Klinker-Fassade mir historistischer Formensprache orientiert sich stark am Haus Nummer 101, fällt insgesamt jedoch etwas schlichter aus. Aktuell ist dieser Eindruck zusätzlich verstärkt, da bei der letzten Sanierung das Erdgeschoss ohne Nutung glatt verputzt wurde. In Nähe zur alten Ortslage kommt dem Mietshaus als Zeugnis für die bauliche Erweiterung Wahrens um 1900 neben einer baugeschichtlichen auch eine ortsentwicklungsgeschichtliche Bedeutung zu. LfD/2015 | 09297679 |
|                                         | Mietshaus in geschlossener Bebauung mit Vorgarten und Waschhaus im Hof | Friedrich-Bosse-Straße 101 (Karte)                   | 1897-1899 (Mietshaus)                                                                                              | Putz-Klinker-Fassade, mit Hausdurchfahrt, baugeschichtlich und ortsentwicklungsgeschichtlich bedeutend Denkmaltext Wenngleich das Gebiet östlich der alten Ortslage für die Errichtung von Mietshäusern vorgesehen war, erhielt Paul Kühne im Februar 1897 eine Baugenehmigung für eine Villa. Da diese nicht zur Ausführung kam reichte stattdessen der Bauunternehmer Franz Thieme im Oktober desselben Jahres einen Bauantrag für ein dreigeschossiges Wohngebäude mit einem teilausgebauten Dachgeschoss (Hausmeisterwohnung) ein. Die aktuelle Größe des Dachaufbaus geht allerdings auf eine Erweiterung des Wohnraums in den späten 1980er Jahren zurück. Nach ungewöhnlich langer Bauzeit konnte im März 1899 die Baurevision erfolgen. Obwohl in der Bauzeichnung ein mittiger Hauseingang vorgesehen war, erfolgt die Erschließung des Gebäudes durch eine seitliche Durchfahrt, die den Blick auf das erhaltene Waschhaus im Hofraum ermöglicht. Straßenseitig zeigt sich eine ortstypische späthistoristische Putz-Klinker-Fassade. Die beiden äußeren Achsen treten jeweils leicht aus der Fassade hervor und sind durch Dreiecksverdachungen über den Fenstern des ersten Obergeschosses zusätzlich betont. Putzbänder, Akzente mit rotem Klinker, Fensterrahmungen aus Kunststein sowie die Putzquaderung des Erdgeschosses komplettieren das Erscheinungsbild. In Nähe zur alten Ortslage kommt dem Mietshaus als Zeugnis für die bauliche Erweiterung Wahrens um 1900 neben einer baugeschichtlichen auch eine ortsentwicklungsgeschichtliche Bedeutung zu. LfD/2015 | 09292942 |
| Direkt Bild zu diesem Denkmal hochladen | Eisenbahnviadukt mit zwei Eisenbahnbrücken und zwei Eisenbahndämmen | Georg-Schumann-Straße (Karte)                        | 1902 (Viadukt) | die im Ortsteil Wahren liegenden Bestandteile der zum Leipziger Güterring gehörenden Strecke 6380 Leipzig-Leutzsch – Leipzig-Wahren, überführt werden Neue Luppe, Weiße Elster, Friedrich-Bosse-Straße, Georg-Schumann-Straße, verlängerte Stammerstraße/Am Viadukt (von Süd nach Nord), bildet über weite Teile die Ortsteilgrenze zu Möckern, die Eisenbahnbrücken besteht aus Ziegelmauerwerk und Sparbeton mit gelben Verblendklinkern und Sandsteingliederungen, mit 566 Metern Gesamtlänge ist der Viadukt die zweitlängste Eisenbahnbrücke Sachsens, ortsbildprägend, eisenbahngeschichtlich, ortsentwicklungsgeschichtlich und baugeschichtlich von Bedeutung | 09297475 |
|                                         | Mehrfamilienhäuser einer Wohnanlage und Vorgarten zur Paul-Ernst-Straße | Georg-Schumann-Straße 306; 308; 310; 312 (Karte)     | 1938-1939, bezeichnet 1939 (Mehrfamilienwohnhaus)                                                                  | Putzfassade, Durchgang mittig im langgestreckten Baukörper gelegen, siehe auch Hopfenbergstraße 2 (Objekt 09297636) und Paul-Ernst-Straße 1/3 (Objekt 09297637), erbaut als private Wohnanlage im Besitz des Kaufmanns Walter Görges, baugeschichtlich und sozialgeschichtlich bedeutend Denkmaltext Nachdem die Architekten Arthur Bock und Otto Paatzsch das Grundstück an der damaligen Hallischen Straße erworben hatten, reichten sie im Juni 1938 einen Bauantrag für sieben Mehrfamilienhäuser mit 50 Kleinwohnungen ein. Sie zeichneten sowohl für den Entwurf, als auch für die Bauleitung verantwortlich, die Ausführung übernahm die Firma Voigt & Böhme. In einem ersten Bauabschnitt wurde im Dezember 1938 mit dem Bau der Seitengebäude an der Hopfenberg- und der Paul-Ernst-Straße begonnen. Sukzessiv wurde die Anlage bis August 1939 fertiggestellt. Im Hofraum wurden neben Spiel- und Trockenplätzen auch Parkplätze und Garagen errichtet. An der Georg-Schumann-Straße dominiert die langgestreckte, viergeschossige Häuserzeile. Schmale Zwischenbauten binden die dreigeschossigen Seitenflügel mit Vorgärten an. Im traditionalistischen Stil der 1930er Jahre mit Spritzputz, Natursteinsockel und betonter Einfassung der Durchgänge sowie der hofseitigen Hauseingänge werden die schlichten Bauten derzeit einzig durch drei erkerartig hervortretende Bereiche an der Hauptfront strukturiert. Empfehlenswert wäre eine erneute Anbringung von Fensterläden im Erdgeschoss als Zier- und Gliederungselemente. Die Ergänzung eines zurückhaltenden, eingeschossigen Anbaus im Eckbereich zur Hopfenbergstraße als Eingang für eine Pflegeeinrichtung aus dem Jahr 2003 fügt sich harmonisch in das Gesamtbild ein. Als Zeugnis für den sozialen Kleinwohnungsbau der 1930er Jahre im Leipziger Ortsteil Wahren kommt der Wohnanlage eine baugeschichtliche und sozialgeschichtliche Bedeutung zu. LfD/2015 | 09297635 |
|                                         | Mietshaus in geschlossener Bebauung | Georg-Schumann-Straße 316 (Karte)                    | 1909-1910 (Mietshaus)                                                                                              | Putzfassade, baugeschichtlich und ortsentwicklungsgeschichtlich bedeutend Denkmaltext Der Bereich um die Kreuzung Georg-Schumann-/ Linkelstraße kristallisierte sich ab dem späten 19. Jahrhundert als neues Zentrum Wahrens heraus. In diesem Umfeld errichtete der Grundstückseigentümer und Zimmermann Paul Flemming 1909–10 ein viergeschossiges Wohnhaus. Während die Pläne des Möckauer Architekten Otto Jänichen in Bezug auf Kubatur und Grundrissgestaltung umgesetzt wurden, übernahm der Architekt Fritz Drechsler die Überarbeitung der zunächst späthistoristisch projektierten Fassadengestaltung. Die nun schlichte Putzfassade im Sinne des Reformstils mit Rustikasockel und Schablonen-Putzdekorationen findet ihren Abschluss in einem asymmetrisch angeordneten Zwerchgiebel. Ein ebenfalls mit sparsamen Schmuckakzenten verzierter Kastenerker im ersten und zweiten Obergeschoss bildet den optischen Mittelpunkt der straßenseitigen Fassade. Vor allem im Kontrast zur gegenüberliegenden Wohnanlage aus den späten 1920er Jahren kommt dem Mietshaus eine baugeschichtliche und ortsentwicklungsgeschichtliche Bedeutung zu. LfD/2015 | 09297638 |
| Weitere Bilder                          | Mietshaus in geschlossener Bebauung | Georg-Schumann-Straße 320 (Karte)                    | 1906-1908 (Mietshaus)                                                                                              | Putz-Klinker-Fassade, baugeschichtlich und ortsentwicklungsgeschichtlich bedeutend | 09297730 |
| Weitere Bilder                          | Mietshaus in geschlossener Bebauung in Ecklage | Georg-Schumann-Straße 324 (Karte)                    | 1907-1908, bezeichnet 1908 (Mietshaus)                                                                             | Putz-Klinker-Fassade, mit Läden, baugeschichtlich und ortsentwicklungsgeschichtlich bedeutend Denkmaltext In städtebaulich wichtiger Lage, vis-à-vis des Wahrener Rathauses, begann der Maurer Arthur Schulze im Sommer 1907 ein ansehnliches viergeschossiges Eckwohnhaus zu errichten. Während Kubatur und Grundrissdisposition auf einen Entwurf des Architekten Otto Lehmann zurückgehen, zeichnete der Architekt Karl Feistel für die Putz-Klinker-Fassade mit akzentuierendem Eckturmaufsatz verantwortlich. Nach längerem Baustopp und Zwangsversteigerung konnte der neue Eigentümer Maurermeister Otto Hermann Mäding das Gebäude im September 1908 letztlich zur Schlussprüfung anmelden. Von den projektierten drei Läden kamen zwei zur Ausführung – in der Folge fanden zahlreichen Umbauten des Erdgeschosses und schließlich 1993 eine Erweiterung der Gewerbefläche mit Schaffung neuer Schaufensteröffnungen statt. Eine zukünftige Wiederherstellung der Putznutung im Parterre wäre wünschenswert. Die Gestaltungselemente in den mit weißen Klinkern verblendeten Obergeschossen und dem Zwerchgiebel reichen von reduzierten neogotischen bis hin zu Jugendstilformen und verdeutlichen einen sich zu dieser Zeit in Wahren vollziehenden Stilwechsel. Insofern kommt dem Mietshaus neben einer ortsentwicklungsgeschichtlichen auch eine baugeschichtliche Bedeutung zu. LfD/2015 | 09297732 |
| Weitere Bilder                          | Mietshaus in geschlossener Bebauung in Ecklage, mit Eckgaststätte | Georg-Schumann-Straße 326 (Karte)                    | 1893-1894 (Mietshaus)                                                                                              | mit Laden, historisierende Putzfassade, wirkungsvoller Eckbau, baugeschichtlich und ortsentwicklungsgeschichtlich bedeutend Denkmaltext Markanter Mietwohnungsbau an der damaligen Ecke Bahnhof- und Hallesche Straße mit dem Restaurant zur guten Quelle im Erdgeschoss, errichtet 1893 durch den Gohliser Bauherrn und Maurer Emil Krause, 1938 Umbau der Gastwirtschaft. Die gründerzeitliche Putzfassade des Hauses mit verbrochener Ecke, Stuck- und Formteilgliederung sowie Geschäftszone im Erdgeschoss. Städtebaulich wichtige Lage gegenüber dem Wahrener Rathaus, dem Eckwohnhaus 324 und der Grünfläche an der Linkelstraße mit der geschwungenen Wohnanlage. LfD/2008 | 09297731 |
| Weitere Bilder                          | Mietshaus in geschlossener Bebauung | Georg-Schumann-Straße 328 (Karte)                    | 1897 (Mietshaus)                                                                                                   | Putz-Klinker-Fassade, mit Hausdurchgang und Laden, baugeschichtlich und ortsentwicklungsgeschichtlich bedeutend Denkmaltext Nachdem der Klempner Emil Krause im Januar 1897 den Bauantrag für ein viergeschossiges Wohngebäude mit Hausdurchgang und Laden gestellt hatte, konnte er es bereits im September desselben Jahres zur Baurevision anmelden. Im Hinterhof ließ Krause ein zweigeschossiges Werkstatt- und ein Lagergebäude errichten. Aufgrund ihres schlechten Bauzustanden mussten beide bereits in den 1970er/1980er Jahren abgebrochen werden. Straßenseitig präsentiert sich das Mietshaus mit einer späthistoristischen Klinker-Putz-Fassade: Ortstypisch akzentuieren Fensterrahmungen und -verdachungen aus Kunststein das erste und zweite Obergeschoss, ein Sohlbankgesims oberhalb eines schablonierten Putzstreifens, wie hier zwischen zweitem und drittem Obergeschoss, findet sich hingegen seltener. Der Verlust des abschließenden Traufgesimses mit Malerei, das geglättete Erdgeschoss sowie der schadhafte Zustand der Gestaltungselemente unterstreichen den derzeit unerfreulichen Eindruck des unsanierten Gebäudes. Gemeinsam mit den Nachbarhäusern dokumentiert das Mietshaus die um 1900 beginnende Bebauung der Gebiete nördlich der alten Wahrener Ortslage, weshalb ihm neben einer baugeschichtlichen auch eine ortsentwicklungsgeschichtliche Bedeutung zukommt. LfD/2015 | 09297733 |
| Weitere Bilder                          | Mietshaus in geschlossener Bebauung | Georg-Schumann-Straße 330 (Karte)                    | 1894 (Mietshaus)                                                                                                   | Putzfassade, mit Hausdurchfahrt und Läden, baugeschichtlich und ortsentwicklungsgeschichtlich bedeutend Denkmaltext Im September 1894 vollendete der Maurer Karl August Födisch sein nur wenige Monate zuvor genehmigtes viergeschossiges Mietshaus. Die zurückhaltende Putzfassade nach Entwürfen des Architekten Albert Wolf wird durch späthistoristischen Dekor, wie Fensterverdachungen und Sohlbänken aus Kunststein sowie ein Konsolgesims mit Zahnschnittleiste an der Traufe, gestaltet. Nach einem Besitzerwechsel 1897 nahmen die neuen Eigentümer, die Zimmermeister Carl August Zimmermann und Friedrich Franz Dietze, Veränderungen im Erdgeschoss vor. Die Hausdurchfahrt wurde zu einem Laden umgebaut und für die Erschließung des Gebäudes stattdessen ein mittiger Hauseingang geschaffen. Wenig später folgte ein zweiter Laden. Bei der Sanierung des Gebäudes im Jahr 2002 wurden der seitliche Durchgang wieder geöffnet und das restliche Erdgeschoss für Gewerbezwecke vollständig verändert. Gemeinsam mit den Nachbarhäusern dokumentiert das Mietshaus die um 1900 beginnende bauliche Erschließung der Gebiete nördlich der alten Wahrener Ortslage, weshalb ihm neben einer baugeschichtlichen auch eine ortsentwicklungsgeschichtliche Bedeutung zukommt. LfD/2015 | 09297734 |
|                                         | Mietshaus in geschlossener Bebauung in Ecklage | Georg-Schumann-Straße 332 (Karte)                    | 1897-1898 (Mietshaus)                                                                                              | Putz-Klinker-Fassade, neuzeitliche Ladenzone im Erdgeschoss, baugeschichtlich und ortsentwicklungsgeschichtlich bedeutend | 09297735 |
| Direkt Bild zu diesem Denkmal hochladen | Doppelmietshaus in offener Bebauung | Georg-Schumann-Straße 333; 335 (Karte)               | 1906-1907 (Doppelmietshaus)                                                                                        | Klinkerfassade, baugeschichtlich und ortsentwicklungsgeschichtlich bedeutend Denkmaltext Im April 1906 stellte der Expedient Otto Heinicke einen Bauantrag für ein dreigeschossiges Wohnhaus. Eine knappe Woche später folgten der Bauunternehmer Heinrich Salewski und der Tischlermeister Emil Müller für das Nachbargrundstück. Gemeinsam errichteten sie die Gebäude nach einem einheitlichen Entwurf des Architekten Paul Luge. Anfang des Folgejahres konnte das Haus Nummer 335, im Sommer die Nummer 333 fertiggestellt werden. Das Doppelwohnhaus erscheint zur Straße hin als ein Gebäude, dessen symmetrisch angelegte, traditionelle Putz-Klinker-Fassade sich mit einem für Wahren zu dieser Zeit ungewöhnlichen, reduzierten, zwischen Reformstil und Neoklassizismus einzuordnendem Dekor präsentiert. Putzspiegel und Kunststeinelemente fassen Fenster geschossübergreifend zusammen, sodass die gelben Klinkerflächen dazwischen wie kolossale Lisenen erscheinen und dem Bau eine elegante Monumentalität verleihen. Als Beispiel für den Mietwohnungsbau um 1900 in Wahren kommt dem Haus eine ortsentwicklungsgeschichtliche und baugeschichtliche Bedeutung zu. LfD/2015 | 09297749 |
| Direkt Bild zu diesem Denkmal hochladen | Fabrikgebäude in rückwärtiger Lage | Georg-Schumann-Straße 335 (Karte)                    | um 1910/1915 (Fabrik)                                                                                              | Putzfassade, baugeschichtlich und ortsentwicklungsgeschichtlich bedeutend | 09297643 |
|                                         | Kath. Pfarr- und Klosterkirche (mit Ausstattung) | Georg-Schumann-Straße 336 (Karte)                    | 1951-1953 (Kirche), um 1430 (Maria mit Kind), um 1900 (Kruzifix), 1961/1962 (Altarbild), 1952 (Altar)              | Dominikanerkirche, Saalbau mit Glockenturm und zwei apsidialen Seitenkapellen, einer der katholischen Kirchenneubauten der 1950er Jahre der DDR, Teil des Notkirchenprogramms, schlichte Putzfassade, erbaut nach Entwürfen des Leipziger Architekten Andreas Marquart, baugeschichtlich, religionsgeschichtlich und ortsgeschichtlich bedeutend Denkmaltext 1931 erwarben die ansässigen Dominikaner das teilweise bebaute Grundstück einer ehemaligen Ziegelei an der damaligen Hallischen Straße. Im Wohngebäude des Anwesens (dem heutigen Gemeindehaus) wurde eine Kapelle eingerichtet, die jedoch für die nach dem Zweiten Weltkrieg stark gewachsene Gemeinde nicht genügend Raum bot. Im Rahmen des Notkirchenprogramms initiierte der Superior Pater Gordian daher einen Kirchenneubau. Nach Entwürfen des Leipziger Architekten und Diözesanbaumeisters Andreas Marquart und unter Bauleitung von Rudolf Peuser kam die schlichte Saalkirche 1951–52 zur Ausführung. Marquarts reduzierte, zurückhaltende Formsprache, sowohl in der äußeren wie auch der inneren Gestaltung, orientiert sich an mittelalterlichen Kirchen. Wichtige Bestandteile sind der Turm, der Sakristeianbau, die seitlichen Apsiden sowie der vielfach eingesetzte Rundbogen. Der Innenraum wird durch das prägende Altarbild des Görlitzer Künstlers Georg Nawroth dominiert, welches 1961–62 bei der Neukonzeption des Altarraums durch Artur Becker ausgeführt wurde. 1973-1975 erfolgte die zweite Umgestaltung des Altarraumes durch Kurt Nowotny unter Verwendung der vorhandenen Materialien. Gegengewicht zur Kirche bildet das 1998 fertiggestellt Kloster, welches sich westlich angliedert. Als katholischem Kirchenneubau in der DDR und in der funktionellen Verbindung von Pfarr- und Klosterkirche kommt dem Bau neben einer baugeschichtlichen und ortsgeschichtlichen auch eine religionsgeschichtliche Bedeutung zu. LfD/2015 | 09297691 |
| Direkt Bild zu diesem Denkmal hochladen | Mietshaus in halboffener Bebauung | Georg-Schumann-Straße 337 (Karte)                    | 1905-1906 (Mietshaus)                                                                                              | Putz-Klinker-Fassade, mit Laden und eingeschossigem Ladenanbau, baugeschichtlich und ortsentwicklungsgeschichtlich bedeutend Denkmaltext Von März bis November 1906 errichtete sich der Baumeister Alfred Schichtholz ein dreigeschossiges Mietshaus an der Ausfallstraße nach Halle. Ein zunächst projektierter Laden kam nicht zur Ausführung, wurde jedoch 1920 durch den neuen Eigentümer Gustav Drechsel nachträglich eingebaut. Auffällig ist der schlichte, eingeschossige Ladenanbau am Ostgiebel des Gebäudes, der 1930–31 nach Plänen des Architekten Willy Valentin für Ida Drechsel realisiert wurde. Die späthistoristische Putz-Klinker-Fassade des Hauses gehörte in ihrer Entstehungszeit zwar zu den anachronistischen, gleichwohl für Wahren typischen Gestaltungslösungen. Über dem genuteten Erdgeschoss setzen sich die Fensterrahmungen und unterschiedlichen -verdachungen gegen die gelben Klinkerflächen der Obergeschosse ab. Einst betonten zwei französische Balkone das erste Obergeschoss – ihre Öffnungen sind mittlerweile Fenstern verkleinert. Wirkungsvoll akzentuiert ein kleiner, mittig angeordneter neorenaissancistischer Ziergiebel die Fassade. Das Haus ist ein charakteristisches Beispiel für den Mietwohnungsbau um 1900 in Wahren und damit baugeschichtlich und ortsentwicklungsgeschichtlich von Bedeutung. LfD/2015 | 09297629 |
| Direkt Bild zu diesem Denkmal hochladen | Doppelmietshaus (mit Lucknerstraße 8) in halboffener Bebauung in Ecklage, mit Vorgarten in der Lucknerstraße | Georg-Schumann-Straße 339 (Karte)                    | 1905-1906 (Doppelmietshaus)                                                                                        | mit Eckladen, Doppelhaus zusammen mit Lucknerstraße 8 (Objekt 09297748), Putzfassade, baugeschichtlich und ortsentwicklungsgeschichtlich bedeutend Denkmaltext Als Doppelwohnhaus in Ecklage, einen Steinwurf vom Wahrener Viadukt entfernt, entstand das Gebäude 1905 bis 1906 für Marie Anna Bunke aus Stötteritz nach vorgelegten Plänen des bauleitenden Architekten Otto Lehmann. Ein bereits 1903 gezeichneter Entwurf von Architekt Curt Einert im Auftrag von Maurer- und Zimmermeister Johannes Wetzold war nicht zur Ausführung gekommen. 1907 wurde im Haus ein Eckladen eingebaut und 1925 erging das Gesuch für einen Dachgeschossausbau, hier entwarfen die Architekten Walter und J. Schuhknecht für den Fabrikanten Carl Hoep in Imnitz bei Zwenkau. Im Zusammenhang mit einem Garagenbau 1926 wird Hoep als Inhaber der Sächsischen Metall-Schablonen-Fabrik in Imnitz genannt. Architekt Dr. Ingenieur Hilmar Kolbmüller betreute die Sanierungsarbeiten 1995/1996. Sehr flächig ist die elegant wirkende, verputzte Jugendstilfassade konzipiert, die Ecke verbrochen. Entsetzlich wirken die während der letzten Sanierung eingesetzten einflügligen Fenster, Teile der Ausstattungen in den beiden Treppenhäusern sind erhalten. Für das Eckhaus ist ein baugeschichtlicher und ein ortsentwicklungsgeschichtlicher Wert zu benennen, zeigt es doch städtebaulich wirksam als Eckbau die Ortserweiterung zu Beginn des 20. Jahrhunderts in Richtung des benachbarten Möckern. LfD/2014 | 09297630 |
|                                         | Einzeldenkmal o. g. Sachgesamtheit: Kapelle und Anbau (Leichenhalle), Einfriedung und Grabmale (siehe auch Sachgesamtheitsdokument – Obj. 09305673, gleiche Anschrift) | Georg-Schumann-Straße 340 (Karte)                    | 1913-1914 (Friedhofskapelle), 1881 (Leichenhalle)                                                                  | Leichenhalle Putzbau mit farbigen Bleiglasfenstern, 9 Gefallenengrabmale dem Kriegerdenkmal (Objekt 09297649) vorgelagert, mehrere repräsentative Grabmale aus der ersten Hälfte des 20. Jahrhunderts an den Friedhofsmauern, ortsgeschichtlich und baugeschichtlich bedeutend Denkmaltext 1880 fällt der Beschluss auf einem Pfarrfeld an der Hallischen Straße einen neuen Friedhof für die evangelische Kirchgemeinde Wahren anzulegen. Eine Leichen- und einen einfache Sprechhalle wurden bereits im Folgejahr fertiggestellt. Aufgrund der stark gewachsenen Gemeinde kam es ab 1911 zu Planungen für eine Erweiterung des Friedhofs und dem Bau einer Begräbniskapelle. Für letzteres zeichnete der Architekt Fritz Drechsler verantwortlich. Seitlich der Leichenhalle, von der Hauptachse leicht zurückgesetzt, wurde die Kapelle 1913–14 ausgeführt. Der Friedhof repräsentiert einen Begräbnisplatz in der allgemein üblichen Aufteilung, auch die noch in Resten erhaltene Fassung der Hauptachse als Allee ist typisch für Anlagen des späten 19. und frühen 20. Jahrhunderts. Besonders bemerkenswert ist die Kapelle in stilistischer Prägung durch den Jugendstil. In der Gesamtheit seiner erhaltenen historischen Elemente (Kapelle, Leichenhalle, Grundstruktur, Altbaumbestand, Gefallenengrabmale und repräsentative Grabmale an den Friedhofsmauern) ist der Friedhof Wahren von ortsgeschichtlicher und baugeschichtlicher Bedeutung. LfD/2015 | 09297648 |
| Direkt Bild zu diesem Denkmal hochladen | Sachgesamtheit Friedhof Wahren, mit folgenden Einzeldenkmalen: Kapelle und Anbau (Leichenhalle), Einfriedung und Grabmale (siehe Einzeldenkmaldokument – Obj. 09297648, gleiche Anschrift) sowie gärtnerisch gestaltete Friedhofsanlage und Nebengebäude als Sachgesamtheitsteile | Georg-Schumann-Straße 340 (Karte)                    | ab 1881 (Friedhof)                                                                                                 | Grabmale von Anfang des 20. Jahrhunderts, ortsgeschichtlich und baugeschichtlich bedeutend | 09305673 |
|                                         | Denkmal für die Gefallenen des 1. Weltkriegs | Georg-Schumann-Straße 340 (Karte)                    | nach 1918 (Gefallenendenkmal)                                                                                      | Granit, Lage auf dem Friedhof Wahren (Objekt 09305673) hinter neun Gefallenengrabmalen, davorliegend ein kleiner Gedenkstein (Granitfindling), geschichtlich und ortsgeschichtlich bedeutend, Erinnerungswert Denkmaltext Das Denkmal für die Gefallenen des Ersten Weltkrieges wurde um 1922 aus Mitteln der Sächsischen Militärvereine von Wahren und Stahmeln auf dem Friedhof an der damaligen Hallischen Straße errichtet. An der Hauptachse gelegen, weist seine Schauseite Richtung Norden in den Friedhof hinein. Hier sind dem Denkmal neun Gefallenengräber und ein Gedenkstein vorgelagert. Mehrere Granitquader und -platten formen das massive, mehrfach abgestufte Kriegerdenkmal, das von einer Bronzeplastik eines Stahlhelms auf Lorbeerkranz abgeschlossen wird. Das Zentrum bildet ein mächtiger Quader der allseitig mit erhabenen Eisernen Kreuzen versehen ist. An der Schauseite ist darunter die Widmung „Unseren / gefallenen / Helden / im Weltkrieg / 1914 – 1918 / Sächs. Militär-Vereine / L.-Wahren u. Stahmeln“ sowie die Worte „Nie davon reden / immer daran denken“ zu lesen. Das Kriegerdenkmal auf dem Friedhof Wahren erinnert an das geschichtliche Ereignis Erster Weltkrieg unter Bezug auf das Schicksal der Einwohner von Wahren und Stahmeln und ist somit von zeitgeschichtlicher und ortsgeschichtlicher Bedeutung. LfD/2015 | 09297649 |
| Direkt Bild zu diesem Denkmal hochladen | Mietshaus in halboffener Bebauung in Ecklage mit Eckgaststätte, Werbung sowie Vorgarten zur Lucknerstraße | Georg-Schumann-Straße 341 (Karte)                    | 1899 (Mietshaus)                                                                                                   | mit Laden, Putz-Klinker-Fassade, Werbeschrift »Hotel Sächsischer Hof« an beiden Straßenfassaden, baugeschichtlich und ortsentwicklungsgeschichtlich bedeutend Denkmaltext Im August 1899 erhielt der Restaurateur Heinrich Wolf die Baugenehmigung für ein dreigeschossiges Eckwohnhaus nach Entwürfen von Karl Kollmann. In unvollendetem Zustand übernahm 1901 der Baumeister Hermann Wenzel das Gebäude. Zusammen mit der Fertigstellung veranlasste er zahlreiche Veränderungen: Einbau von zwei Läden an der Georg-Schumann-Straße, Errichtung einer Einfriedung entlang der Lucknerstraße, Vergrößerung des Gastraumes des als Restaurant vorgesehenen Eckladens. Die Benennung als „Hotel und Restaurant Sächsischer Hof“ erfolgte 1911 unter dem Schankwirt August Weitemeier, der zusätzlich zum Lokal im Obergeschoss ein Hotel mit 13 Betten betrieb. In einer für Wahren zeittypischen Putz-Klinker-Fassade mit späthistoristischen Dekorelementen präsentiert sich das Gebäude zum Straßenraum. Als beachtlicher Blickfang fungieren die Werbeschrift zwischen dem ersten und zweiten Obergeschoss sowie die großen Schau- und Gastraumfenster im Erdgeschoss. Das Haus ist ein charakteristisches Beispiel für den Mietshausbau um 1900 in Wahren und damit baugeschichtlich und ortsentwicklungsgeschichtlich von Bedeutung. LfD/2015 | 09297631 |
| Direkt Bild zu diesem Denkmal hochladen | Mietshaus in halboffener Bebauung | Georg-Schumann-Straße 343 (Karte)                    | 1899-1901 (Mietshaus)                                                                                              | Putzfassade, mit Laden, baugeschichtlich und ortsentwicklungsgeschichtlich bedeutend Denkmaltext Zugleich Besitzer des Nachbargrundstückes Nummer 341, bekam der Restaurateur Heinrich Wolf im August 1899 die Baugenehmigung für ein dreigeschossiges Wohnhaus. Die Ausführung begann jedoch erst im Oktober des Folgejahres, nachdem der Maurer Karl Feist das Grundstück übernommen hatte. Statt zwei Wohnungen führte Feist im kompletten Erdgeschoss ein Ladenlokal mit großen Schaufensteröffnungen und rückwärtigen Lagerräumen aus. Auch bei der Gestaltung der Putzfassade kam es im Vergleich zur Entwurfszeichnung zu einer veränderten Ausführung. So präsentiert sich das Gebäude mit einer für Wahren zeittypischen Dekoration aus Fensterrahmungen mit Dreiecks- und Rundbogenverdachungen sowie Stuckelementen im Stil des Späthistorismus. Aktuell befindet sich das unsanierte Gebäude in einem erschreckend verfallenen Zustand. Im Kontrast zur benachbarten Wohnanlage aus den späten 1920er Jahren dokumentiert das Haus den Wahrener Mietwohnungsbau um 1900 und ist damit baugeschichtlich und ortsentwicklungsgeschichtlich bedeutend. LfD/2015 | 09297632 |
| Direkt Bild zu diesem Denkmal hochladen | Mietshaus einer Wohnanlage in halboffener Bebauung in Ecklage mit Vorgarten zur Straße Am Zuckmantel | Georg-Schumann-Straße 345 (Karte)                    | 1929-1930 (Mehrfamilienwohnhaus)                                                                                   | Putz-Klinker-Fassade, siehe auch Am Zuckmantel 8/10 (Objekt 09297634), baugeschichtlich, sozialgeschichtlich und ortsentwicklungsgeschichtlich bedeutend Denkmaltext In einer Phase des Wohnungsmangels förderte die Stadt Leipzig neben dem kommunalen auch den privatwirtschaftlichen Wohnungsbau. So stellte sie der Landessiedlungs- und Wohnungsfürsorgegesellschaft „Sächsisches Heim“ unentgeltlich Bauland zur Verfügung. Nach Plänen des Architekten Otto Martin Rothmann reichte diese im August 1929 den Bauantrag für eine aus drei Gebäuden bestehende Häusergruppe ein. Im Juni 1930 wurde die teilweise von einem Vorgarten eingefasste Anlage fertiggestellt. Die dreigeschossigen Gebäude an der Georg-Schumann-Straße und Am Zuckmantel klammern dabei das viergeschossige, durch seine Kubatur turmartig wirkende, leicht zurückspringende Eckhaus. Schlicht und zurückhaltend wirken die nur von Bändern aus Eisenklinkern unterbrochenen Putzfassaden. Stilistisch der Neuen Sachlichkeit verhaftet, zeigen sich im Detail (beispielsweise in der Gestaltung der Eingänge) auch Einflüsse expressionistischer Architektur. Die Wohnanlage ist ein Zeugnis des Wohnungsbaus der 1920er/1930er Jahre, neben einem ortsteilgeschichtlichen und baugeschichtlichen kommt ihr daher auch ein sozialgeschichtlicher Wert zu. LfD/2015 | 09297633 |
| Direkt Bild zu diesem Denkmal hochladen | Einzeldenkmal o. g. Sachgesamtheit: zwei Mehrfamilienhäuser einer Wohnanlage (siehe auch Sachgesamtheitsdokument – Obj. 09305672, Am Zuckmantel 1, 3, 5, 7, 9, 11) | Georg-Schumann-Straße 351; 353 (Karte)               | um 1925 (Mehrfamilienwohnhaus)                                                                                     | Putzfassade, mit Eckladen, siehe auch Friedrich-Bosse-Straße 84/86 und 90/92, Linkelstraße 2a-2f und Pater-Aurelius-Platz 2-4, stadtgeschichtlich, sozialgeschichtlich, städtebaulich, gartengeschichtlich und baugeschichtlich bedeutend Denkmaltext Auf einem ehemaligen Ziegeleigelände ließ das städtische Hochbauamt nach Plänen des Leipziger Stadtbaurats Hubert Ritter ab 1927 eine großzügige Wohnanlage errichten. In zwei Phasen ausgeführt, konnten die letzten Gebäude im Mai 1928 in Gebrauch genommen werden. Bis auf das an der Ausfallstraße Richtung Halle bereits 1914–15 errichtete Eckgebäude Georg-Schumann-Straße 355 nimmt die aus 21 Häusern mit 143 Wohnungen und zwei Läden bestehende Wohnanlage den kompletten Baublock ein. Vis- à-vis zum Wahrener Rathaus begrenzen im Norden viergeschossige Häuser in einer rückschwingenden Figur den als Schmuckplatz ausgebildeten Pater-Aurelius-Platz. Entlang der Linkelstraße und der Straße Am Zuckmantel schließen sich dreigeschossige Gebäudezeilen an, die durch ihre Abstufungen in den Firsthöhen den Eindruck einer Einzelhausbebauung vermitteln. Die an der Friedrich-Bosse-Straße als Kopfbauten fungierenden Doppelhäuser geben den Blick auf den großzügigen, nach Plänen des Direktors der städtischen Gartendirektion Nikolaus Molzen gartenarchitektonisch gestalteten Innenhof mit Gemeinschafts-, Spiel- und Trockenplätzen frei. Mit ihrer städtebaulichen Figur, den dominanten Gesimsen und Stufengiebeln und der rhythmisierenden, expressiven Farbigkeit, die sich auch in der Ausstattung fortsetzt, ist die Wohnanlagen dem Art déco zuzuordnen. In einer Phase des Wohnungsmangels entstanden ist sie zudem ein Zeugnis des kommunalen Wohnungsbaus. Der Wohnanlage am Pater-Aurelius-Platz kommt daher eine stadtgeschichtliche, sozialgeschichtliche, baugeschichtliche, gartengeschichtliche und städtebauliche Bedeutung sowie ein dokumentarischer Wert zu. | 09297676 |
|                                         | Mietshaus in geschlossener Bebauung und in Ecklage, mit Apotheke | Georg-Schumann-Straße 355 (Karte)                    | bezeichnet 1915 (Mietshaus)                                                                                        | Reformstil-Architektur, Putzfassade mit Erkern, historische Apotheke in Ecklage, mit Laden und Handkarrendurchgang, ortsentwicklungsgeschichtlich und baugeschichtlich bedeutend Denkmaltext 1914 begann die Gemeinde Wahren mit den Planungen für die Errichtung eines stattlichen Mietshauses im Stil der Reformarchitektur an der Ecke eines neu geschaffenen Bauplatzes. Im Erdgeschoss sollte die erste Apotheke des Leipziger Vorortes eingerichtet werden. Im Dezember selbigen Jahres reichte die Gemeinde den Bauantrag ein, für den architektonischen Entwurf zeichnete Alfred Müller verantwortlich. Nach erteilter Genehmigung im Mai 1915 übernahm Ortsbaumeister Schröter die Leitung der Ausführungsarbeiten. Wenige Monate vor Fertigstellung des Gebäudes wurde bereits die Ingebrauchnahme der Apothekenräume in Erd- und Kellergeschoss sowie der Wohnräume des Apothekers am 08. März 1916 genehmigt – erster Apotheker war Paul Wilhelm Nöbel aus Neugersdorf. Bis zum Bau der den restlichen Baublock einnehmenden Wohnanlage 1927–28 blieb es das einzige Haus am Platz. Prägend für das viergeschossige, glattverputzte Eckhauses sind die vier prominenten, mit Festons und Rautenornament verzierten Erker, deren Abschlüsse hölzerne Aufbauten bilden. Erdgeschoss und Gebäudeecke werden durch große Rundbogenfenster betont. Durch massive Natursteinkonsolen, Balkone und ein Dachhaus erfährt die dem Schmuckplatz zugewandte Schmalseite eine besondere Akzentuierung. Die 2014 abgeschlossene Sanierung konnte in weiten Teilen das intendierte Erscheinungsbild wiederherstellen und die reiche Treppenhausausstattung erhalten. Wenig geglückt wirken hingegen die rotbraunen Fenster des Erdgeschosses, da durch sie der in den Obergeschossen erkennbar gestaltende und lichte Charakter der weißen Sprossenfenster verloren geht. Mit seiner Lage am Schmuckplatz und als Zeugnis einer Phase nur geringer Bautätigkeit kommt dem mit kommunalen Mittel errichteten Mietshaus neben einer baugeschichtlichen eine ortsentwicklungsgeschichtliche Bedeutung zu. LfD/2015 | 09300572 |
| Weitere Bilder                          | Rathaus (mit Postamt) | Georg-Schumann-Straße 357 (Karte)                    | 1905-1907 (Rathaus)                                                                                                | mit Mietwohnungen sowie ehemals mit Postamt und Sparkasse, Putzfassade mit Sandsteingliederung, wirkungsvoller Neorenaissancebau mit hohem Eckturm und aufwendiger Ausstattung, baugeschichtlich, städtebaulich und ortsgeschichtlich bedeutend | 09297736 |
| Direkt Bild zu diesem Denkmal hochladen | Mietshaus in geschlossener Bebauung | Georg-Schumann-Straße 359 (Karte)                    | bezeichnet 1911 (Mietshaus)                                                                                        | mit Laden und Hausdurchfahrt, Putzfassade, baugeschichtlich und ortsentwicklungsgeschichtlich bedeutend Denkmaltext Im direkten Anschluss an das ortsbildprägende Wahrener Rathaus entstand von Februar bis September 1911 für den Kaufmann Hugo Sachse ein Wohn- und Geschäftshaus. Die Bauleitung übernahm der Architekt Oswald Weber, der auch für den dem Reformstil verhafteten Entwurf verantwortlich zeichnete. Zur Ausführung kam ein zweispänniges, viergeschossiges Gebäude mit einem großzügigen Laden im Erdgeschoss, in welchem Sachses Kolonialwaren und Drogerie-Handlung eingerichtet wurde. Bauzeitlich mit Gauben und einem asymmetrisch angeordneten, dominanten Zwerchgiebel versehen, wurden die Bodenkammern im hohen Mansarddach erst 1952 zu zwei Wohneinheiten umgebaut. Ein Kastenerker, der im dritten Obergeschoss in einem Austritt endet, und ein polygonaler Erker, der bis in die Dachlandschaft geführt wurde, akzentuieren die ansonsten schlichte Putzfassade. Als typischer Wohnhausbau des frühen 20. Jahrhunderts kommt dem Gebäude eine baugeschichtliche Bedeutung zu. LfD/2015 | 09297628 |
| Direkt Bild zu diesem Denkmal hochladen | Mietshaus in ehemals geschlossener Bebauung | Georg-Schumann-Straße 361 (Karte)                    | 1911-1913 (Mietshaus)                                                                                              | mit Läden, Putzfassade, baugeschichtlich und ortsentwicklungsgeschichtlich bedeutend Denkmaltext Für sein Wohnhaus im neuen Ortszentrum Wahrens, in Nachbarschaft zum Rathaus, reichte der Barbier Hugo Scheibe im September 1911 den Bauantrag ein. Nach ungewöhnlich langer Bauzeit konnte das viergeschossige Gebäude nach Entwurf des Architekten Martin May zwei Jahre später zur Schlussprüfung angemeldet werden. Im Mansardgeschoss war neben einem Trockenboden auch die Hausmannswohnung untergebracht. Beidseits des mittig angeordneten Hauseingangs befindet sich je ein Laden. Bereits 1932 wurde das Schaufenster des linken Ladens stark vergrößert und ein Milch- und Feinkostverkauf eingerichtet. Die im Stil der Reformarchitektur schlicht gehaltene Putzfassade ist symmetrisch aufgebaut. Zwei Erker, die bis an das die Dachlandschaft bestimmende Zwerchhaus hochgeführt wurden, dominieren das Erscheinungsbild. Als typischer Wohnhausbau des frühen 20. Jahrhunderts kommt dem Gebäude eine baugeschichtliche Bedeutung zu. LfD/2015 | 09297627 |
| Direkt Bild zu diesem Denkmal hochladen | Mietshaus in halboffener Bebauung in Ecklage mit Vorgarten in der Wartenburgstraße | Georg-Schumann-Straße 373 (Karte)                    | 1914-1915 (Mietshaus)                                                                                              | mit Laden, Putz-Klinker-Fassade, baugeschichtlich und ortsentwicklungsgeschichtlich bedeutend Denkmaltext Für das Eckgrundstück stellten Richard Müller und Hermann Plötner, Inhaber eines Baugeschäfts, im Juni 1914 den Antrag zur Errichtung eines Wohnhauses im westlichen Ortserweiterungsgebiet. Ein gutes Jahr nach Fertigstellung des Gebäudes folgte 1916 die Einfriedung des Vorgartens an der Wartenburgstraße. Im Erdgeschoss wurden drei Läden eingerichtet. Außerhalb des neuen Ortszentrums Wahrens gelegen, gab es für diese jedoch nur eine geringe Nachfrage, sodass der Eckladen als Lagerraum für Musikinstrumente der Polyphon-Werke (Linkelstraße 59) fungierte, während ein anderer leer stand. Mit Einrichtung der Verwaltungszentrale der Volksbildung des Rates des Stadtbezirks Nord im Gebäude erfolgte 1973 der Umbau der Eckräume. Die schlichte, zwischen reduziertem Jugendstil und Neoklassizismus einzuordnende Fassade wird durch einen Wechsel von hellen und dunkleren Putzflächen strukturiert und weist ein ansprechendes Dekor auf. Durch die aktuell flächendeckende werbliche Gestaltung des Erdgeschosses mittels Graffiti ist die intendierte zurückhaltende Eleganz der Fassade stark gestört. Als Beispiel für den Mietshausbau der westlichen Ortserweiterung Wahrens kommt dem Gebäude neben einer baugeschichtlichen auch eine ortsentwicklungsgeschichtliche Bedeutung zu. LfD/2015 | 09297626 |
| Direkt Bild zu diesem Denkmal hochladen | Mietshaus in geschlossener Bebauung | Georg-Schumann-Straße 381 (Karte)                    | 1905-1906 (Mietshaus)                                                                                              | Putz-Klinker-Fassade, baugeschichtlich und ortsentwicklungsgeschichtlich bedeutend Denkmaltext Nur wenige Tage nachdem sie die Genehmigung für den Bau eines Wohnhauses auf dem Nachbargrundstück Nummer 383 erhalten hatte, beantragte Auguste Brenneke im November 1905 ein weiteres. Unter Bauleitung von Reinhold Kleeberg und mit dem Architekten W. Helmholz als Ausführenden entstand ein fassaden- und grundrissgleiches, viergeschossiges Mietshaus. Im Oktober 1906 konnte die Schlussprüfung erfolgen. Die für Wahren zeittypische Fassadenaufteilung mit einem genuteten Erdgeschoss und klinkerverblendeten Obergeschossen ist dem Späthistorismus verhaftet. Dahingegen weisen die Fensterrahmungen aus Kunststein und die Hauseingangstür mit geschwungenem Oberlicht eine schlichte und zurückhaltende Formensprache zwischen Jugend- und Reformstil auf. Als Beispiel für den Mietshausbau der westlichen Ortserweiterung Wahrens kommt dem Gebäude neben einer baugeschichtlichen auch eine ortsentwicklungsgeschichtliche Bedeutung zu. LfD/2015 | 09297620 |
| Direkt Bild zu diesem Denkmal hochladen | Mietshaus in geschlossener Bebauung | Georg-Schumann-Straße 383 (Karte)                    | 1905-1906 (Mietshaus)                                                                                              | Putz-Klinker-Fassade, baugeschichtlich und ortsentwicklungsgeschichtlich bedeutend Denkmaltext Von November 1905 bis Juni 1906 ließ sich Auguste Brenneke an der damaligen Hallischen Straße ein Wohnhaus errichten. Reinhold Kleeberg zeichnete für die Bauleitung verantwortlich, während der Architekt W. Helmholz die Ausführung übernahm. Sowohl das Erdgeschoss als auch die drei Obergeschosse waren zweispännig aufgebaut. Die schlichten Kunststeinrahmungen der Fenster verweisen bereits auf eine Abkehr von der späthistoristischen Formensprache und eine Hinwendung zu einem zwischen reduziertem Jugend- und Reformstil befindlichem Dekor. Mit einem genuteten Erdgeschoss und den mit gelben Klinkern verblendeten Obergeschossen bleibt der Aufbau der Fassade jedoch traditionell. Den oberen Abschluss der Fassade bildet ein gekehlter hölzerner Traufkasten. Nach gleichem Entwurf entstand auf dem Nachbargrundstück Nummer 381 bis Oktober 1906 ein weiteres Mietshaus für Frau Brenneke. Als Beispiel für den Mietshausbau der westlichen Ortserweiterung Wahrens kommt dem Gebäude neben einer baugeschichtlichen auch eine ortsentwicklungsgeschichtliche Bedeutung zu. LfD/2015 | 09297621 |
| Direkt Bild zu diesem Denkmal hochladen | Mietshaus in geschlossener Bebauung | Georg-Schumann-Straße 385 (Karte)                    | 1905-1906 (Mietshaus)                                                                                              | mit Hausdurchgang, Putz-Klinker-Fassade, baugeschichtlich und ortsentwicklungsgeschichtlich bedeutend Denkmaltext Als Eigentümer übernahmen der Zimmerpolier Ernst Tauer und der Maurerpolier Franz Mittelbach auch Bauleitung und Ausführung ihres im September 1905 beantragten viergeschossigen Wohngebäudes mit Hausdurchfahrt. Bereits im Mai des Folgejahres konnte dieses zur Schlussprüfung angemeldet werden. Zeitgleich entstand in rückwärtiger Lage für den Fleischermeister Friedrich Beinert eine Groß- und Kleinviehschlächterei, die jedoch nicht erhalten ist. Im Erdgeschoss des Mietshauses befand sich ein Laden, dessen Schaufenster und Tür eine große segmentbogige Öffnung bildeten. Bereits vor 1990 erfolgte der Umbau der Ladenräume zu einer Wohnung – nur im unteren Bereich zugemauert, zeugt das heutige große Fenster noch von der einstigen Erdgeschossaufteilung. Entgegen dem genehmigten Fassadenentwurf kam eine für Wahren traditionelle späthistoristische Gestaltung zur Ausführung: Über dem ehemals genuteten Erdgeschoss sind die Obergeschosse klinkersichtig und durch Fensterrahmungen und -verdachungen aus Kunststein betont. Als Beispiel für den Wohnhausbau der westlichen Ortserweiterung Wahrens kommt dem Gebäude neben einer baugeschichtlichen auch eine ortsentwicklungsgeschichtliche Bedeutung zu. LfD/2015 | 09297622 |
| Direkt Bild zu diesem Denkmal hochladen | Mietshaus in geschlossener Bebauung | Georg-Schumann-Straße 387 (Karte)                    | 1905-1906 (Mietshaus)                                                                                              | Putzfassade, baugeschichtlich und ortsentwicklungsgeschichtlich bedeutend | 09297623 |
| Direkt Bild zu diesem Denkmal hochladen | Mietshaus in geschlossener Bebauung | Georg-Schumann-Straße 389 (Karte)                    | 1905-1906 (Mietshaus)                                                                                              | Putz-Klinker-Fassade, baugeschichtlich und ortsentwicklungsgeschichtlich bedeutend Denkmaltext Der Bauunternehmer Otto Oehlert, Grundstücksspekulant in Wahren, erhielt im November 1905 die Genehmigung zur Errichtung eines viergeschossigen Wohnhauses. Kurze Zeit später ging das Grundstück in den Besitz von Louis May über, der zudem die Ausführung übernahm. Als Architekt wurde fortan Carl Wolf geführt, was die im Vergleich zum Ursprungsentwurf veränderte Fassadengestaltung erklärt. Über einer feinen Putzquaderung, die stellenweise eine Bossierung fingiert, im Erdgeschoss sind die Obergeschosse klinkersichtig. Profilierte Kunststeinrahmungen der Fenster, die im ersten und zweiten Obergeschoss mit späthistoristischen Verdachungen versehen sind, betonen die Fassade. Einen Blickfang bildet eine ansehnliche Agraffe mit Kopf-Plastik über dem Hauseingang. Das Gebäude befindet sich derzeit in einem desolaten Zustand und bedarf einer baldigen Instandsetzung. Ungeachtet dessen ist das Mietshaus ein Zeugnis für die westliche Ortserweiterung Wahrens und damit von baugeschichtlichem und ortsentwicklungsgeschichtlichem Wert. LfD/2015 | 09297624 |
|                                         | Mietshaus in offener Bebauung in Ecklage | Georg-Schumann-Straße 390 (Karte)                    | 1899-1900 (Mietshaus)                                                                                              | mit Eckladen, Putzfassade, baugeschichtlich und ortsentwicklungsgeschichtlich bedeutend Denkmaltext Nachdem das Gebiet nördlich der Stammerstraße als Industriegebiet ausgewiesen wurde, sollte das südliche Areal mit Mietshäusern für die Arbeiter bebaut werden. Röthig’s Terrain-Gesellschaft erwarb einen kompletten Block und reichte als erstes Projekt im April 1899 den Antrag für ein freistehendes dreigeschossiges Eckwohnhaus mit zwei Läden im Erdgeschoss ein. Adolf Sauerbier erwarb das in Ausführung befindliche Gebäude und meldet im August 1900 die Fertigstellung. Bereits in den 1920er und 1930er Jahren erfolgte zur Einrichtung von Notwohnungen der Dachgeschossausbau. Anstelle der kriegszerstörten giebelseitigen Balkone an der Pittlerstraße wurde 1945 in den unteren Geschossen ein massiver Anbau ausgeführt, der im zweiten Obergeschoss in einem hölzernen Aufbau endet. Das Haus zeigt eine traditionelle, für Wahren zeittypische Fassadengestaltung mit historistischen Fensterrahmungen und -verdachungen. Als eines der wenigen ausgeführten Wohngebäude der nordwestlichen Ortserweiterung Wahrens um 1900 kommt dem städtebaulich wirkungsvoll situierten Gebäude eine baugeschichtliche und ortsentwicklungsgeschichtliche Bedeutung zu. LfD/2015 | 09297692 |
| Direkt Bild zu diesem Denkmal hochladen | Drei Mehrfamilienhäuser einer Wohnhauszeile in halboffener Bebauung | Georg-Schumann-Straße 391a; 393; 395 (Karte)         | 1937-1938 (Mehrfamilienwohnhaus)                                                                                   | Inschriften über den Eingängen, mit Laden und Durchfahrt, Putzfassade mit Putzdekor und Naturstein-Elementen, im traditionalistischen Stil, baugeschichtlich bedeutend Denkmaltext Christian Drewes, Henny Jurisch und Felix Mattée waren Besitzer benachbarter Grundstücke an der Ausfallstraße Richtung Halle. Für die Bebauung mit drei einheitlichen viergeschossigen Wohnhäusern übernahm der Architekt Hermann Jurisch sowohl die Entwurfsverfassung als auch die Bauleitung. Nachdem für alle Gebäude im Juni 1937 der Antrag eingereicht worden war, folgte eine schrittweise Fertigstellung bis Juli des Folgejahres. In Dekor und Materialität lassen die jeweils lediglich fünfachsigen Putzfassaden Anklänge der Heimatschutzarchitektur erkennen. Die überwiegende Schlichtheit der Gestaltung lenkt den Blick auf die mittlere Achse jeden Hauses: Über den natursteingerahmten Eingängen mit Inschriftensupraporten (in Fraktur ist zu lesen „Mit Worten nicht mit Taten laßt uns danken“, „In uns allein liegt die Zukunft der Nation“ und „Es gibt kein Vaterland ohne Freiheit“) sind die Fensterachsen der Treppenhäuser durch Sgraffiti risalitartig betont. Eine segmentbogige, mit Naturstein eingefasste Hausdurchfahrt in Haus Nummer 395 führt zur sich rückwärtig anschließenden Hermundurenstraße. Korrespondierend dazu die Öffnung für einen Laden im gleichen Gebäude. Als Zeugnis für den Wohnhausbau der späten 1930er Jahre kommt der Gebäudegruppe eine baugeschichtliche Bedeutung zu. LfD/2015 | 09297611 |
|                                         | Mietshaus in halboffener Bebauung in Ecklage | Gottlaßstraße 1 (Karte)                              | 1910-1911 (Mietshaus)                                                                                              | mit Eckladen und seitlichem Ladenanbau, Putzfassade, Ladenanbau an der Gottlaßstraße ursprünglich das »Atelier für moderne Photographie« des Eigentümers Willy Schaarschmidt, baugeschichtlich und ortsentwicklungsgeschichtlich bedeutend Denkmaltext Da der Baublock noch nicht erschlossen war, konnte ein 1906 eingereichtes Wohnhausprojekt nicht ausgeführt werden. Erst im Mai 1910 erfolgt eine erneute Antragstellung durch den Bauunternehmer Karl Wolny. Nach einem Besitzerwechsel wurden die Entwürfe des Architekten Willy Voigt durch den Architekten Robert Rammner um eine überarbeitete Fassadenzeichnung ergänzt. Schließlich wurde das viergeschossige Eckgebäude mit Laden und seitlichem Atelieranbau bis August 1911 für den Eigentümer Willy Schaarschmidt, Fotograf, fertiggestellt. Obgleich der prominenten Lage ist das Wohnhaus zurückhaltend im Stil der Reformarchitektur gestaltet. Die schlichte Fassade wird durch Putzstreifen und -spiegel strukturiert, typisch die Betonung der Ecke durch einen polygonalen Turmaufbau und der Dachlandschaft durch Zwerchhäuser. Einzig am Kastenerker findet sich in Form zweier Maskenreliefs bildnerisches Dekor. Mit seiner Lage und als Zeugnis einer Phase nur geringer Bautätigkeit in Wahren kommt dem Mietshaus neben einer baugeschichtlichen eine ortsentwicklungsgeschichtliche Bedeutung zu. LfD/2015 | 09297729 |
| Direkt Bild zu diesem Denkmal hochladen | Mietshaus in halboffener Bebauung mit Einfriedung und Vorgarten | Gottlaßstraße 4 (Karte)                              | 1911-1913 (Mietshaus)                                                                                              | Putzfassade, baugeschichtlich und ortsentwicklungsgeschichtlich bedeutend Denkmaltext Im neuen Baugebiet nördlich der damaligen Hallischen Straße plante der Bäckermeister Richard Friedrich eine repräsentative Wohnhausgruppe im Stil der Reformarchitektur. Von den fünf projektierten Wohngebäuden kamen jedoch nur zwei zur Ausführung. Im September 1911 erhielt Friedrich die Baugenehmigung für die Häuser Nummer 4 und 6 nach Entwurf des Architekten Fritz Drechsler. Zur Schlussprüfung im Januar 1912 konnte zunächst nur die Nummer 4 angemeldet werden. Den Auftakt der Häusergruppe bildend, zeigt sich das vom Straßenraum zurückgesetzte Gebäude mit einem eindrucksvollen Baukörper und einer dynamisch gestalteten Dachlandschaft. Stockgesimse, Putzspiegel, vielgestaltige Fensterformen sowie Vor- und Rücksprünge beleben die schlichte Putzfassade. Hauptblickfang ist der in einem reduzierten Neobarock mit Halbsäulen und geschwungenem Giebel auffällig gestaltete Hauseingang. Als eines der wenigen in den 1910er Jahren in Wahren ausgeführten Mietshäuser kommt dem Gebäude eine baugeschichtliche und ortsentwicklungsgeschichtliche Bedeutung zu. LfD/2015 | 09297856 |
| Direkt Bild zu diesem Denkmal hochladen | Mietshaus in geschlossener Bebauung mit Einfriedung und Vorgarten | Gottlaßstraße 6 (Karte)                              | 1911-1913 (Mietshaus)                                                                                              | Putzfassade, baugeschichtlich und ortsentwicklungsgeschichtlich bedeutend Denkmaltext Im neuen Baugebiet nördlicher der damaligen Hallischen Straße plante der Bäckermeister Richard Friedrich eine repräsentative Wohnhausgruppe im Stil der Reformarchitektur. Von den fünf projektierten Wohngebäuden kamen jedoch nur zwei zur Ausführung. Im September 1911 erhielt Friedrich die Baugenehmigung für die Häuser Nummer 4 und 6 nach Entwurf des Architekten Fritz Drechsler. Mit dem Verweis, dass einen Ingebrauchnahme noch nicht erfolgt sei, ging das Gebäude im November 1913 in Besitz der Bauunternehmer Hermann Plötner und Richard Müller über. 1921 erfolgte zur Schaffung zweier Notwohnungen der Ausbau des Dachgeschosses. Im Vergleich zum Nachbarhaus Nummer 4 ist die zurückhaltende Putzfassade mit seitlichen Risaliten, die bis ins Mansarddach geführt wurden, nahezu symmetrisch aufgebaut. Die den Vorgarten begrenzende Einfriedung leitet durch ihre gerundete Ausformung sanft zum Hauseingang über. Als eines der wenigen in den 1910er Jahren in Wahren ausgeführten Mietshäuser kommt dem Gebäude eine baugeschichtliche und ortsentwicklungsgeschichtliche Bedeutung zu. LfD/2015 | 09292652 |
|                                         | Mehrfamilienhäuser einer Wohnanlage, mit Vorgärten | Gottlaßstraße 23; 25; 27; 29; 31; 33; 35; 37 (Karte) | 1934-1936, Nummer 31/33 (Mehrfamilienwohnhaus), 1936-1937, Nummer 23-29 (Mehrfamilienwohnhaus)                     | zwei Hauszeilen (Nummer 23/25/27/29 und Nummer 31/33/35/37), Putzfassaden, siehe auch Linkelstraße 32/34/36/38/40 (Objekt 09264515) und Am Pfarrfelde 2/4 (Objekt 09264517), ortsentwicklungsgeschichtlich und sozialgeschichtlich bedeutend Denkmaltext Die Vielzahl der ansässigen Fabriken und die Eingemeindung nach Leipzig im Jahr 1922 führten zu einem starken Bevölkerungswachstum. Im Umfeld der Ausfallstraße nach Halle (heutige Georg-Schumann-Straße) entstanden in Wahren daher zahlreiche Wohnanlagen mit Kleinwohnungen. Anfang 1931 erhielt die Leipziger Baugesellschaft für Kleinwohnungen mbH für die Bebauung des langgezogenen Baublocks zwischen Linkel-, Gottlaß-, Stammerstraße und Am Pfarrfelde die Baugenehmigung. Die ersten Mehrfamilienwohnhäuser an der Linkelstraße (Nummer 32/34) waren bereits im Dezember desselben Jahres bezugsfertig. Finanzierungsprobleme führten zu mehreren Verzögerungen, sodass das letzte Gebäude an der Gottlaßstraße (Nummer 23/25) erst im Sommer 1937 fertiggestellt werden konnte. Im südlichen Bereich blieb die Wohnanlage unvollendet – die Fortführung der Bebauung bis zur Stammerstraße fand keine Umsetzung. Für Entwurf und Bauleitung zeichnete der Architekt Erich Heiser verantwortlich. Die durch Vorgärten vom Straßenraum abgetrennten, in drei Baukörpern zusammengefassten 15 Häuser präsentieren sich mit einer zeittypischen schlichten Nesterputzfassade. Diese wird durch glatte Putzbänder, durchlaufende Gesimse unterhalb der Fenster von Erd- und zweitem Obergeschoss, farbliche Putzrahmung der Sprossenfenster und die Betonung von Hauseingängen und Treppenhäusern strukturiert. Die Dachlandschaft wird durch große straßen- und hofseitige Zwerchhäuser bestimmt. Lediglich bei den Häusern Gottlaßstraße 23/25/27/29 fehlen dieser aufgrund von Einsparungsmaßnahmen (heute neuzeitlicher Dachausbau mit Gauben). Die beiden Häuser am Pfarrfelde fungieren als Kopfbauten, die den Blick auf den begrünten Innenhof freigeben. Aktuell zeigt sich die Wohnanlage in einem guten Sanierungszustand, nur die Häuser Linkelstraße 32/34/36/38 enttäuschen durch falsche Putz- und Farbwahl sowie das besonders im Anschluss an die Nummer 40 irritierende, fehlerhafte Positionieren der Gesimse. Als Zeugnis für den gezielten Bau von Kleinwohnungen im Leipziger Ortsteil Wahren kommt der Wohnanlage Am Pfarrfelde eine ortsentwicklungsgeschichtliche und sozialgeschichtliche Bedeutung zu. LfD/2015 | 09264516 |
| Direkt Bild zu diesem Denkmal hochladen | Straßenbrücke | Gustav-Esche-Straße (Karte)                          | 1911-1912 (Straßenbrücke)                                                                                          | überspannte ehemals das Hundewasser am Auensee, zweigelenkige Bogenbrücke in Eisenbeton mit Kunststeinbrüstung, ortsgeschichtlich von Bedeutung | 09306452 |
| Weitere Bilder                          | Ausflugslokal mit Erweiterungsbau, Eingangstor mit Vorfahrtsplatz und Nebengebäude | Gustav-Esche-Straße 6 (Karte)                        | 1913 (Ausflugslokal)                                                                                               | Putzfassaden, Hauptrestaurant mit Konzertsaal des ehemaligen Vergnügungsparks Luna-Park am Auensee, 1936 in »Haus Auensee« umbenannt, Eingangstor als Haupteingang in den Park, Haus an der Brücke (Nebengebäude, ehemals mit Pferdeställen) bildet Eingang zum heutigen Wirtschaftsbereich, Reformstil-Architektur, ortsgeschichtlich und baugeschichtlich bedeutend Denkmaltext Ab 1912 wurden schließlich unter dem Namen Luna-Park im Umfeld des künstlich angelegten Auensees zahlreiche Attraktionen geschaffen: Neben Strandbad, Miniatureisenbahn, diversen Gastronomiebetrieben, Hippodrom und Achterbahn mit Alpenkulisse stellte das 1914 eröffnete Saal- und Restaurationsgebäude am nordwestlichen Ufer des Sees einen Hauptanziehungspunkt dar. Das 1936 in Haus Auensee umbenannte Gebäude ging nach Schließung des Vergnügungsparks in den Besitz der Stadt Leipzig über, die hier ab 1949 eine HO-Gaststätte betrieb. Anfang der 1980er Jahre erfolgte eine umfassende Instandsetzung des aus Haupt- und Wirtschaftsgebäuden sowie Einfahrtstor samt Vorfahrtsplatz bestehenden Komplexes. Im Zuge dessen erfolgte auch der Wiederaufbau des stark baufälligen Turms in vereinfachter Form. Der mächtige achteckige Turm, der zusammen mit den großzügigen Fensteröffnungen und dem gewaltigen Mansardenwalmdach das Erscheinungsbild des Putzbaus dominiert. Die zwei rechtwinklig zueinander angeordneten Flügel des breitgelagerten, zweigeschossigen Hauptbaus und ein als SB-Kiosk bezeichnete Erweiterungsbau vom Anfang der 1980er Jahre umfassen eine weitläufige Freiluftterrasse. Neben der Auenseebrücke der Miniatureisenbahn ist das Haus Auensee gemeinsam mit dem Nebengebäude und dem Eingangstor das letzte Zeugnis des einstigen Vergnügungsparks und damit von ortsgeschichtlicher und baugeschichtlicher Bedeutung. LfD/2015 | 09297702 |
|                                         | Dampflokomotive | Gustav-Esche-Straße 8 (Karte)                        | bezeichnet 1925 (Dampflokomotive)                                                                                  | technisches Denkmal, Erinnerungswert, Wert für die Volksbildung, eisenbahngeschichtlich und wissenschaftlich bedeutend | 09299399 |
| Direkt Bild zu diesem Denkmal hochladen | Empfangsgebäude (mit Ausstattung) und Gleisbildstellwerk, Läutewerk und drei Schranken der ehemaligen Leipziger Pioniereisenbahn | Gustav-Esche-Straße 8 (Karte)                        | 1951 (Empfangsgebäude)                                                                                             | bauzeitliche Ausstattung mit technischen Geräten wie Schaltkasten und Postentelefon, Schranken mit Holzschrankenbäumen am Posten 1 und 2 (km 0,2 und 0,6), Schranke mit Holzschrankenbäumen und Gitterbehang am Posten 3 (km 1,83), zur Anlage gehören des Weiteren Lok- und Wagenschuppen, Toilettengebäude, Koksbunker und drei Schrankenposten (keine Denkmale), zweite Pioniereisenbahn der DDR, eisenbahngeschichtlich, wissenschaftlich und ortsgeschichtlich bedeutend | 09300284 |
| Direkt Bild zu diesem Denkmal hochladen | Fabrikgebäude (Nr. 15/17) in rückwärtiger Lage zur Weißen Elster, mit Seitenflügel (Nr. 11/13) und Fabrikschornstein | Hendelweg 11; 13; 15; 17 (Karte)                     | 1899-1900 (Fabrik)                                                                                                 | Klinkerfassade, Zeugnis des berühmten Leipziger Rauchwarenhandels, wirtschaftsgeschichtlich, baugeschichtlich und ortsentwicklungsgeschichtlich bedeutend Denkmaltext Erste Akten zeigen 1865 ein auf dem Grundstück (ehemals Dorfweg und Kurze Straße) befindliches Wohnhaus und einen kleinen Stall, ein neues Stallgebäude wird durch Carl Friedrich Pötzsch beantragt. 1897 ist Henriette verw. Mirus aus Leipzig Eigentümerin, am 2. März 1899 reicht der Lindenauer Fabrikant Theodor Kniesche für eine Rauchwarenfärberei und Zurichterei ein. Die Entwürfe stammen von Architekt und Baumeister Clemens Thieme. Für die außerordentlich große Mengen Wasser verbrauchenden Produktionsvorgänge erwies sich die gewählte Grundstückslage an der Elster mehr als günstig. Direkt an der Flusskante entstand ein Klinkerbau mit Parterre, drei Geschossen und Holzzementdach. Neben dem Fabrikgebäude entstehen danach Kessel- und Maschinenhaus mit Dampfschornstein sowie ein Stallgebäude mit Hausmannswohnung. 1910 wird ein zweigeschossiger Anbau notwendig, ausgeführt von C. Brömme nach Plan von Architekt Paul Augustin. Die Fabrik bleibt über Jahrzehnte in Familienbesitz, Kontor und Lager der Kaufmannsdynastie befinden sich im Brühl 71. Wirkungsvoll erscheint die breit gelagerte Hauptfassade zum Hof mit abgesetztem Erdgeschoss zu den darüber liegenden Etagen und einem vorstehenden Mittelrisalit, dem wiederum ein Baukörper vorgestellt wird: das rechteckige Treppenhaus mit oktogonalem Turmaufsatz. Gelbe Klinkerfassade mit Gliederung durch rote Steine und Lisenen. Der erhaltene, lang gestreckte zweigeschossige Anbau nimmt die gleichen Gliederungselemente auf, besitzt aber zahlreiche Türen im Erd- und eine Reihung breiter Fenster im Obergeschoss. Abbruch von Anbauten im November 2008, der Schornstein noch erhalten. LfD/2007 | 09297742 |
|                                         | Mietshaus in offener Bebauung | Hermundurenstraße 2 (Karte)                          | 1937-1938 (Mietshaus)                                                                                              | schlichte Putzfassade mit Fensterläden, baugeschichtlich und ortsentwicklungsgeschichtlich bedeutend Denkmaltext Im überarbeiteten Bebauungsplan für Wahren von 1935 war für das südwestliche Areal die Schaffung eines Siedlungsgebietes mit freistehenden Mehrfamilienhäusern vorgesehen. Für einen Bauplatz in der neu angelegten Hermundurenstraße reichten die Architekten Bock & Paatzsch, die ebenfalls für den Entwurf verantwortlich zeichneten, im April 1937 den Antrag für ein Wohnhaus in offener Bebauung ein. Erst im Folgejahr konnte mit der Ausführung begonnen werden – die Fertigstellung erfolgte dann bereits im September 1938. Das zweigeschossige Gebäude mit Walmdach ist zweispännig organisiert. Fensterläden sowie der Sockel und die Haustürrahmung aus Naturstein stellen die Hauptgestaltungselemente des traditionellen, vom Heimatstil geprägten schlichten Äußeren dar. Als Siedlungsbau der späten 1930er Jahre kommt dem Wohnhaus eine baugeschichtliche und ortsteilenwicklungsgeschichtliche Bedeutung zu. LfD/2015 | 09297750 |
| Direkt Bild zu diesem Denkmal hochladen | Mehrfamilienhaus einer Wohnanlage, mit Vorgarten | Hopfenbergstraße 2 (Karte)                           | 1938-1939, bezeichnet 1939 (Mehrfamilienwohnhaus)                                                                  | Putzfassade, siehe auch Paul-Ernst-Straße 1/3 (Objekt 09297637) und Georg-Schumann-Straße 306/308/310/312 (Objekt 09297635), erbaut als private Wohnanlage im Besitz des Kaufmanns Walter Görges, baugeschichtlich und sozialgeschichtlich bedeutend Denkmaltext Nachdem die Architekten Arthur Bock und Otto Paatzsch das Grundstück an der damaligen Hallischen Straße erworben hatten, reichten sie im Juni 1938 einen Bauantrag für sieben Mehrfamilienhäuser mit 50 Kleinwohnungen ein. Sie zeichneten sowohl für den Entwurf, als auch für die Bauleitung verantwortlich, die Ausführung übernahm die Firma Voigt & Böhme. In einem ersten Bauabschnitt wurde im Dezember 1938 mit dem Bau der Seitengebäude an der Hopfenberg- und der Paul-Ernst-Straße begonnen. Sukzessiv wurde die Anlage bis August 1939 fertiggestellt. Im Hofraum wurden neben Spiel- und Trockenplätzen auch Parkplätze und Garagen errichtet. An der Georg-Schumann-Straße dominiert die langgestreckte, viergeschossige Häuserzeile. Schmale Zwischenbauten binden die dreigeschossigen Seitenflügel mit Vorgärten an. Im traditionalistischen Stil der 1930er Jahre mit Spritzputz, Natursteinsockel und betonter Einfassung der Durchgänge sowie der hofseitigen Hauseingänge werden die schlichten Bauten derzeit einzig durch drei erkerartig hervortretende Bereiche an der Hauptfront strukturiert. Empfehlenswert wäre eine erneute Anbringung von Fensterläden im Erdgeschoss als Zier- und Gliederungselemente. Die Ergänzung eines zurückhaltenden, eingeschossigen Anbaus im Eckbereich zur Hopfenbergstraße als Eingang für eine Pflegeeinrichtung aus dem Jahr 2003 fügt sich harmonisch in das Gesamtbild ein. Als Zeugnis für den sozialen Kleinwohnungsbau der 1930er Jahre im Leipziger Ortsteil Wahren kommt der Wohnanlage eine baugeschichtliche und sozialgeschichtliche Bedeutung zu. LfD/2015 | 09297636 |
| Direkt Bild zu diesem Denkmal hochladen | Wohnhauszeile in offener Bebauung, mit Vorgarten | Hopfenbergstraße 4; 6; 8; 10; 12; 14 (Karte)         | 1931-1932 (Wohnhaus)                                                                                               | Wohnblock aus sechs Mehrfamilienhäusern, Putzfassade, Häuser 6/8/10/12 mit straßenseitigen Balkonen, im Stil der Moderne, baugeschichtlich bedeutend Denkmaltext Für die Wohnanlage in Form einer vom Straßenraum zurückgesetzten Häuserzeile erhielt die Wohnungsbaugesellschaft Leipzig-Möckern m.b.H. im Juli 1931 die Baugenehmigung. Nach Entwurf und unter Bauleitung der Architekten Bornmüller & Arzt führte der Baumeister Rudolf Müller die sechs dreigeschossigen Gebäude bis Mai 1932 aus. Während die beiden Kopfbauten Nummer 4 und 14 zweispännig organisiert und ihre Balkone rückseitig angeordnet sind, fassen die mittleren Häuser je 9 aus Wohnküche, Eltern- und Kinderzimmer sowie WC bestehende Kleinwohnungen. Ihre straßenseitigen, charakteristisch abgerundeten Balkone, die die Hauseingänge und die Treppenhausfenster einfassen, prägen das Erscheinungsbild der Wohnanlage. Die schlichten Putzfassaden im Stil der Neuen Sachlichkeit werden durch die roten Rahmungen der Fenster betont. Als Zeugnis des Wohnungsbaus der 1930er Jahre kommt der Häuserzeile eine baugeschichtliche Bedeutung zu. LfD/2015 | 09298982 |
| Direkt Bild zu diesem Denkmal hochladen | Mehrfamilienhaus einer Wohnanlage, mit Vorgarten | Hopfenbergstraße 16 (Karte)                          | 1936-1938 (Mehrfamilienwohnhaus), 1938 (Vorgarten)                                                                 | mit zwei Garageneinfahrten in den Keller, Putzfassade mit Klinkergliederung, bauliche Einheit mit Paul-Ermst-Straße 19/21/23 (Objekt 09297647), baugeschichtlich bedeutend | 09297747 |
| Direkt Bild zu diesem Denkmal hochladen | Kelleranlage mit Zugangstreppe | Hüfnerstraße 2 (bei) (Karte)                         | 1845-1846 (Kelleranlagen)                                                                                          | Kelleranlage der ehemaligen Ziegelei Mirus, ortsentwicklungsgeschichtlich und wirtschaftsgeschichtlich bedeutend | 09292083 |
| Weitere Bilder                          | Doppelmietshaus in offener Bebauung mit Vorgarten | Landhausstraße 2; 4 (Karte)                          | 1924-1925 (Doppelmietshaus)                                                                                        | Putzfassade, baugeschichtlich und ortsentwicklungsgeschichtlich bedeutend Denkmaltext Das Baugeschehen im Siedlungsgürtel nördlich der Magdeburger Eisenbahn war während des Ersten Weltkrieges bis in die 1920er Jahre hinein zum Erliegen gekommen. Als einer der ersten Neubauten entstand ab Februar 1925 auf dem ehemaligen Gebiet der nicht vollendeten Schreber-Landhaus-Kolonie, vom Reichsbund Deutscher Mieter initiiert, ein frei stehendes Doppelmietshaus. Entwurf und Bauleitung übernahm der Leipziger Architekt Otto Martin Rothmann. Bereits im Oktober desselben Jahres konnte die Schlussprüfung erfolgen. Das erhöht stehende, dreigeschossige Gebäude wird durch zwei den Vorgarten durchschneidende Treppen erschlossen. Die schlichte Putzfassade wird in der für Rothmann typischen Formensprache durch feine Art-déco-Elemente, wie den auffälligen Kunststeinrahmungen der beiden Hauseingänge oder den aufgelegten Ornamenten, belebt. Die durch schmale Gesimse betonten Fenster der Wohnungen werden durch geschwungene Putzbänder achsenweise zusammengefasst – risalitartig treten sie leicht hervor und scheinen dabei auf dem hohen Klinkersockel zu ruhen. Bereits beim Bau des Hauses waren im Dachgeschoss Wohnungen vorgesehen. Unter Rückgriff auf Rothmanns ursprünglichen Entwurf, mit straßenseitigen Gauben und einem hofseitigen Schleppgaubenband, sollte diese Vorhaben 1928 ausgeführt werden. Das frei stehende Doppelmietshaus besitzt einen baugeschichtlichen Wert. Als Dokument des sozialen Wohnungsbaus in Leipzig in den 1920er Jahren kommt ihm ein ortsentwicklungsgeschichtlicher Wert zu. LfD/2015 | 09297727 |
|                                         | Eisenbahnbrücke über die Linkelstraße | Linkelstraße (Karte)                                 | 1902 (Eisenbahnbrücke)                                                                                             | Teil des Leipziger Güterrings und Personenverkehrs zwischen Magdeburg und Leipzig, Bogenbrücke in genieteter Stahlfachwerkkonstruktion und Stützmauern in Ecklage Damaschkestraße, Strecke 6403 Magdeburg Hbf – Leipzig Hbf, siehe auch Brücke gleichen Typs unter Pittlerstraße (Objekt 09263840), eisenbahngeschichtlich und ortsentwicklungsgeschichtlich bedeutend | 09263839 |
|                                         | Bäckereigebäude sowie Hofeinfahrt eines Wohn- und Geschäftshausgrundstücks | Linkelstraße 1 (Karte)                               | 1908 (Bäckerei) | Putzfassade, Streichung Mietshaus 2007, baugeschichtlich und ortsentwicklungsgeschichtlich bedeutend Denkmaltext Das 1886 unter Maurermeister Hugo Brack errichtete Eckgebäude (kein Denkmal) besaß einen Bäckerbackofen im Souterrain und einen Eckladen, erst im Jahr 1908 reichte Bäckermeister Arno Seyfarth den Bauantrag für den Neu- und Umbau einer Bäckereianlage ein. Für die Bauleitung (und vermutlich auch den Entwurf) ist Architekt Oswald Weber namhaft. 1937 ist der Begriff Dampfbäckerei in den Akten zu lesen, Sanierung 1998. Gedrungen wirkend schmiegt sich der Gewerbebau an das dreigeschossige Mietshaus und verrät keineswegs den wirklichen Zweck, ebenso gut könnte die Fassade auch zu einem Wohn- und Kontorhaus oder einer Mietvilla gehören. Auffallend der über der Traufe befindliche Turmaufsatz mit Spitzhelm, der den im zweiten Geschoss liegenden Polygonalerker gleichsam bekrönt. Mit der gestalterischen Ausprägung der Putzfassade gehört das Gebäude zu den interessantesten mittelständischen Gewerbebauten im Leipziger Norden. LfD/2008 | 09297651 |
|                                         | Einzeldenkmal o. g. Sachgesamtheit: Sechs Mehrfamilienhäuser einer Wohnanlage (siehe auch Sachgesamtheitsdokument – Obj. 09305672, Am Zuckmantel 1, 3, 5, 7, 9, 11) | Linkelstraße 2a; 2b; 2c; 2d; 2e; 2f (Karte)          | 1926-1928 (Mehrfamilienwohnhaus)                                                                                   | Putzfassade, siehe auch Friedrich-Bosse-Straße 84/86 und 90/92, Georg-Schumann-Straße 351/353 und Pater-Aurelius-Platz 2-4, stadtgeschichtlich, ortsteilentwicklungsgeschichtlich, städtebaulich, gartengeschichtlich und baugeschichtlich bedeutend Denkmaltext Auf einem ehemaligen Ziegeleigelände ließ das städtische Hochbauamt nach Plänen des Leipziger Stadtbaurats Hubert Ritter ab 1927 eine großzügige Wohnanlage errichten. In zwei Phasen ausgeführt, konnten die letzten Gebäude im Mai 1928 in Gebrauch genommen werden. Bis auf das an der Ausfallstraße Richtung Halle bereits 1914–15 errichtete Eckgebäude Georg-Schumann-Straße 355 nimmt die aus 21 Häusern mit 143 Wohnungen und zwei Läden bestehende Wohnanlage den kompletten Baublock ein. Vis- à-vis zum Wahrener Rathaus begrenzen im Norden viergeschossige Häuser in einer rückschwingenden Figur den als Schmuckplatz ausgebildeten Pater-Aurelius-Platz. Entlang der Linkelstraße und der Straße Am Zuckmantel schließen sich dreigeschossige Gebäudezeilen an, die durch ihre Abstufungen in den Firsthöhen den Eindruck einer Einzelhausbebauung vermitteln. Die an der Friedrich-Bosse-Straße als Kopfbauten fungierenden Doppelhäuser geben den Blick auf den großzügigen, nach Plänen des Direktors der städtischen Gartendirektion Nikolaus Molzen gartenarchitektonisch gestalteten Innenhof mit Gemeinschafts-, Spiel- und Trockenplätzen frei. Mit ihrer städtebaulichen Figur, den dominanten Gesimsen und Stufengiebeln und der rhythmisierenden, expressiven Farbigkeit, die sich auch in der Ausstattung fortsetzt, ist die Wohnanlagen dem Art déco zuzuordnen. In einer Phase des Wohnungsmangels entstanden ist sie zudem ein Zeugnis des kommunalen Wohnungsbaus. Der Wohnanlage am Pater-Aurelius-Platz kommt daher eine stadtgeschichtliche, sozialgeschichtliche, baugeschichtliche, gartengeschichtliche und städtebauliche Bedeutung sowie ein dokumentarischer Wert zu. | 09262782 |
|                                         | Mietshaus in geschlossener Bebauung | Linkelstraße 4 (Karte)                               | 1910 (Mietshaus)                                                                                                   | mit Laden, Putzfassade mit hohem Kunststeinsockel, auffallend gestalteter Hauseingangsbereich, baugeschichtlich und ortsentwicklungsgeschichtlich bedeutend Denkmaltext Während die Westseite der Linkelstraße bereits bebaut war, wurde die Ostseite erst 1906 für die Errichtung von Mietshäusern freigegeben. Für den Anschluss an ein Eckwohnhaus reichte Johann Gottfried Emil Krause im Februar 1910 den Bauantrag ein. Entwurfsverfassung und Bauleitung lagen bei dem Architekten M. E. Reichhard, die Ausführung übernahm der Baumeister Georg Kühn. Ende des Jahres konnte das viergeschossige Gebäude im Reformstil fertiggestellt werden. Von der schlichten Putzfassade heben sich der hohe gequaderte Kunststeinsockel und der auffallend gestaltete, zurückgesetzte Hauseingang mit Pilastern und Ornamentfries eindrucksvoll ab. Zwei Kastenerker, zwischen denen sich Balkone spannen, und der imposante Giebel verleihen der Fassade Plastizität. Besonders im Gegenüber zur späthistoristischen Mietshausbebauung kommt dem Wohnhaus eine baugeschichtliche und ortsentwicklungsgeschichtliche Bedeutung zu. LfD/2015 | 09297660 |
| Direkt Bild zu diesem Denkmal hochladen | Wohnhaus einer ehemaligen Schmiede, in rückwärtiger Lage | Linkelstraße 7 (Karte)                               | 1876 (Wohnhaus) | gehört zu den letzten Zeugnissen der alten Wahrener Ortslage, ortsgeschichtlich und sozialgeschichtlich bedeutend | 09299631 |
|                                         | Mietshaus in geschlossener Bebauung | Linkelstraße 8 (Karte)                               | 1910-1911, bezeichnet 1911 (Mietshaus)                                                                             | Putzfassade, baugeschichtlich und ortsentwicklungsgeschichtlich bedeutend Denkmaltext Mit dem industriellen Aufschwung Wahrens und dem damit verbundenen Bevölkerungszuwachs Anfang des 20. Jahrhunderts ging die Errichtung einer Vielzahl von Wohnbauten einher. In Nähe zum neuen Ortszentrum im Umfeld des Rathauses Wahren errichtete der Architekt und Maurermeister Theodor Thieme, der zugleich als Eigentümer, Bauleiter und Ausführender auftrat, bis Juni 1911 ein viergeschossiges Mietshaus im Reformstil. Die symmetrisch aufgebaute Putzfassade mit Kastenerker und Zwerchgiebel wird mittels eines vielfältigen Dekors bereichert: Neben Masken, Festons und Kartuschen fallen besonders die kunstvoll gestalteten Kapitelle der flachen Kolossalpilaster in den Obergeschossen auf. Gemeinsam mit den Nachbarhäusern dokumentiert das Gebäude die Bebauung der Gebiete nördlich der alten Wahrener Ortslage, weshalb ihm neben einer baugeschichtlichen auch eine ortsentwicklungsgeschichtliche Bedeutung zukommt. LfD/2015 | 09297661 |
|                                         | Mietshaus in geschlossener Bebauung | Linkelstraße 10 (Karte)                              | 1910 (Mietshaus)                                                                                                   | mit Laden und Hausdurchgang, Putzfassade, baugeschichtlich und ortsentwicklungsgeschichtlich bedeutend Denkmaltext Für ein viergeschossiges Wohnhaus im Stil der Reformarchitektur reichte der Architekt und Maurermeister Theodor Thieme im Februar 1910 den Bauantrag ein. Zugleich als Bauherr und -leiter sowie als Ausführender auftretend, konnte er den Bau noch im Oktober desselben Jahres abschließen. Noch vor der Fertigstellung des Gebäudes veräußerte Thieme es weiter. Spätestens ab Anfang der 1920er Jahre betrieb Hermann Otto im rückwärtigen Werkstattgebäude eine Kürschnerei, doch erst 1935 fanden im Erdgeschoss des Wohnhauses Umbauten für die Einrichtung eines Ladens für „Herstellung & Verkauf von Herrenbekleidung und Herrenartikeln“ statt. Auch in den Nachkriegsjahren wurde das Geschäft als „Kürschnerei & Pelzkonfektion Helmut Weck & Ida Otto“ weitergeführt. Die schlichte, im Erdgeschoss genutete Putzfassade wird durch ein zurückhaltendes Jugendstildekor in den Spiegeln zwischen dem ersten und zweiten Obergeschoss akzentuiert. Auffällig zudem der breite erkerartige Vorsprung, der im Dach in einem Dreiecksgiebel endet. Gemeinsam mit den Nachbarhäusern dokumentiert das Gebäude die Bebauung der Gebiete nördlich der alten Wahrener Ortslage, weshalb ihm neben einer baugeschichtlichen auch eine ortsentwicklungsgeschichtliche Bedeutung zukommt. LfD/2015 | 09297746 |
|                                         | Mietshaus in geschlossener Bebauung | Linkelstraße 12 (Karte)                              | 1905-1906 (Mietshaus)                                                                                              | mit Laden, Putzfassade, baugeschichtlich und ortsentwicklungsgeschichtlich bedeutend Denkmaltext Da für die östliche Seite der damaligen Bahnhofsstraße noch kein gültiger Bebauungsplan vorlag, erhielt der Maurermeister Franz Thieme die Genehmigung für das im September 1904 beantragte Wohnhaus erst im Mai 1906. Bereits im Oktober desselben Jahres vermeldete er die Fertigstellung des Baus. Während die nur wenige Jahre später entstandenen Nachbarhäuser dem Reform- und Jugendstil verbunden sind, zeigt sich das Gebäude mit einer anachronistischen, für Wahren jedoch zeittypischen späthistoristischen Putzfassade. Mit dem traditionellen Aufbau aus Klinkersockel, genutetem Erdgeschoss mit Laden und den gestalteten Obergeschossen mit neorenaissancistischen Gliederungselemente aus Kunststein. Auffällig die Ornamentik in den Putzspiegeln zwischen dem ersten und zweiten Obergeschoss im Stil des Art déco, die in den 1920er Jahren aufgebracht wurde. Zusammen mit den Nachbargebäuden ist das Mietshaus ein Zeugnis für die bauliche Erweiterung Wahrens zu Beginn des 20. Jahrhunderts und somit von baugeschichtlicher und ortsentwicklungsgeschichtlicher Bedeutung. LfD/2016 | 09297662 |
|                                         | Mietshaus in geschlossener Bebauung | Linkelstraße 14 (Karte)                              | 1906-1907 (Mietshaus)                                                                                              | mit Laden, Putzfassade, baugeschichtlich und ortsentwicklungsgeschichtlich bedeutend Denkmaltext Franz Thieme, der bereits auf dem Nachbargrundstück Nummer 12 ein Mietshaus erbaut hatte, reichte im Oktober 1906 einen Antrag für ein weiteres viergeschossiges Wohngebäude mit Laden ein. Als Maurermeister übernahm er auch die Ausführung und konnte den Bau im September 1907 zur Schlussprüfung anmelden. Trotz der für Wahren zeittypischen späthistoristischen Putzfassade zeigt sich straßenseitig eine vergleichsweise aufwendige Gestaltung: Neben der Kunststeinquaderung des Sockels fallen vor allem die neobarocken Fensterrahmungen und -verdachungen der Obergeschosse und die wohlgeratene Einfassung des Hauseinganges auf. Zusammen mit den Nachbargebäuden ist das Mietshaus ein Zeugnis für die bauliche Erweiterung Wahrens zu Beginn des 20. Jahrhunderts und somit von baugeschichtlicher und ortsentwicklungsgeschichtlicher Bedeutung. LfD/2015 | 09297663 |
|                                         | Mietshaus in geschlossener Bebauung | Linkelstraße 16 (Karte)                              | 1907-1907 (Mietshaus)                                                                                              | mit Laden, Putz-Klinker-Fassade, baugeschichtlich und ortsentwicklungsgeschichtlich bedeutend Denkmaltext Im Februar 1907 reichte der Privatmann Max Stockmar den Bauantrag für ein viergeschossiges Mietshaus ein. Mit der Ausführung beauftragte er den Architekten Alban Poser, der im Oktober 1907 die Schlussprüfung für das Gebäude beantragte. Trotz seiner Bauzeit ist das Wohnhaus mit einem für Wahren traditionellen späthistoristischen Erscheinungsbild ausgestattet. Ein ornamentiertes Stockgesims trennt das gequaderte Erdgeschoss mit Laden von der roten Klinkerfassade der Obergeschosse. Anspruchsvoll gestaltete neobarocke Fensterrahmungen und -verdachungen mit Festons und Bändern bilden einen entschiedenen Blickfang – die volle Wirkung kann sich aufgrund der verfälschenden weißen Kunststofffenster jedoch nur bedingt entfalten. Auffällig zudem das verhältnismäßig weit auskragende, schlicht gestaltete Traufgesims. Zusammen mit den Nachbargebäuden ist das Mietshaus ein Zeugnis für die bauliche Erweiterung Wahrens zu Beginn des 20. Jahrhunderts und somit von baugeschichtlicher und ortsentwicklungsgeschichtlicher Bedeutung. LfD/2015 | 09297664 |
|                                         | Mietshaus in geschlossener Bebauung | Linkelstraße 23 (Karte)                              | 1893-1897 (Mietshaus)                                                                                              | mit Laden und Hausdurchfahrt, Klinkerfassade, zweigeschossiges Hinterhofgebäude kein Denkmal, baugeschichtlich und ortsentwicklungsgeschichtlich bedeutend Denkmaltext Noch bevor der Bebauungsplan wenige Jahre später zugunsten viergeschossiger Gebäude geändert wurde, stellte der Glasermeister Robert Schwarzburger im Mai 1893 Bauantrag für ein dreigeschossiges Mietshaus und ein zweigeschossiges Hinterhaus mit Werkstatt. Bereits während der Ausführung wurden veränderte Pläne für die Dachkonstruktion eingereicht, um das Satteldach mit drei schmalen Gauben ausstatten zu können. Nachträglich entstand 1906 links der Hausdurchfahrt ein Laden mit zwei großen Schaufenstern und mittiger Tür. Zeittypisch verfügt das Mietshaus über eine Klinkerfassade, die durch späthistoristische Gliederungselemente strukturiert wird. Neben den flachen Seitenrisaliten, Stockgesimsen, Kunststeinbändern und dem profilierten Traufgesims fallen besonders die Dreiecksverdachungen auf, die den Blick auf das erste Obergeschoss lenken. Durch den aktuell einheitlich hellen Anstrich der Fassade geht die intendierte kontrastreiche Wirkung der einzelnen Bestandteile verloren – eine Wiederherstellung der Klinkersichtigkeit wäre daher wünschenswert. Zusammen mit dem zeitgleich entstandenen Eckhaus Georg-Schumann-Straße 326 das einzige dreigeschossige Wohnhaus im Straßenzug und als Zeugnis für die bauliche Entwicklung Wahrens um 1900 damit von baugeschichtlicher und ortsentwicklungsgeschichtlicher Bedeutung. LfD/2015 | 09297745 |
|                                         | Mietshaus in geschlossener Bebauung | Linkelstraße 31 (Karte)                              | 1897-1898 (Mietshaus)                                                                                              | mit Hausdurchfahrt, ehemals mit Laden (Umbau 2015/16), Putzfassade, beachtenswerte baugebundener Ausstattung – besonderer wissenschaftlich- dokumentarischem Wert, zweigeschossiges Nebengebäude im Hof abgebrochen, baugeschichtlich, wissenschaftlich und ortsentwicklungsgeschichtlich bedeutend Denkmaltext Gemeindevorstand Erdmann Hugo Lang beantragte im Oktober 1896 einen viergeschossigen Wohnhausneubau, den er selbst auch auszuführen gedachte. Umgesetzt wurde jedoch ein Baugesuch vom 19. August 1897 unter dem neuen Grundstückseigentümer und Unternehmer Ernst Schwarzburger. Die ehemals recht aufwändige Putzfassade besitzt Kunststein- und besaß Stuckgliederung, es ist ein Laden eingebaut. Das 1898 beantragte und ausgeführte zweigeschossige, verklinkerte Hofgebäude kann über die Durchfahrt erreicht werden. Parterre waren hier ein Waschhaus und ein Pferdestall eingerichtet, im Obergeschoss Wohnräume für „Burschen und Gesellen“. Erhalten waren 2009 u. a. noch die historischen Holzbalkone auf der Hofseite sowie die sehr reiche, ungewöhnliche Stuckdekoration im Inneren, insbesondere in den Wohnungen. Baugeschichtlich bemerkenswerter Historismusbau im geschlossenen Straßenzug. LfD/2014 | 09303647 |
|                                         | Fünf Mehrfamilienhäuser einer Wohnanlage, mit Vorgärten | Linkelstraße 32; 34; 36; 38; 40 (Karte)              | um 1930 (Mehrfamilienwohnhaus)                                                                                     | Putzfassaden, siehe auch Am Pfarrfelde 2 und 4 (Objekt 09264517) und Gottlaßstraße 23/25/27/29/31/33/35/37 (Objekt 09264516), ortsentwicklungsgeschichtlich und sozialgeschichtlich bedeutend Denkmaltext Die Vielzahl der ansässigen Fabriken und die Eingemeindung nach Leipzig im Jahr 1922 führten zu einem starken Bevölkerungswachstum. Im Umfeld der Ausfallstraße nach Halle (heutige Georg-Schumann-Straße) entstanden in Wahren daher zahlreiche Wohnanlagen mit Kleinwohnungen. Anfang 1931 erhielt die Leipziger Baugesellschaft für Kleinwohnungen mbH für die Bebauung des langgezogenen Baublocks zwischen Linkel-, Gottlaß-, Stammerstraße und Am Pfarrfelde die Baugenehmigung. Die ersten Mehrfamilienwohnhäuser an der Linkelstraße (Nummer 32/34) waren bereits im Dezember desselben Jahres bezugsfertig. Finanzierungsprobleme führten zu mehreren Verzögerungen, sodass das letzte Gebäude an der Gottlaßstraße (Nummer 23/25) erst im Sommer 1937 fertiggestellt werden konnte. Im südlichen Bereich blieb die Wohnanlage unvollendet – die Fortführung der Bebauung bis zur Stammerstraße fand keine Umsetzung. Für Entwurf und Bauleitung zeichnete der Architekt Erich Heiser verantwortlich. Die durch Vorgärten vom Straßenraum abgetrennten, in drei Baukörpern zusammengefassten 15 Häuser präsentieren sich mit einer zeittypischen schlichten Nesterputzfassade. Diese wird durch glatte Putzbänder, durchlaufende Gesimse unterhalb der Fenster von Erd- und zweitem Obergeschoss, farbliche Putzrahmung der Sprossenfenster und die Betonung von Hauseingängen und Treppenhäusern strukturiert. Die Dachlandschaft wird durch große straßen- und hofseitige Zwerchhäuser bestimmt. Lediglich bei den Häusern Gottlaßstraße 23/25/27/29 fehlen dieser aufgrund von Einsparungsmaßnahmen (heute neuzeitlicher Dachausbau mit Gauben). Die beiden Häuser am Pfarrfelde fungieren als Kopfbauten, die den Blick auf den begrünten Innenhof freigeben. Aktuell zeigt sich die Wohnanlage in einem guten Sanierungszustand, nur die Häuser Linkelstraße 32/34/36/38 enttäuschen durch falsche Putz- und Farbwahl sowie das besonders im Anschluss an die Nummer 40 irritierende, fehlerhafte Positionieren der Gesimse. Als Zeugnis für den gezielten Bau von Kleinwohnungen im Leipziger Ortsteil Wahren kommt der Wohnanlage Am Pfarrfelde eine ortsentwicklungsgeschichtliche und sozialgeschichtliche Bedeutung zu. LfD/2015                                                | 09264515 |
|                                         | Mietshaus in geschlossener Bebauung | Linkelstraße 33 (Karte)                              | 1896 (Mietshaus)                                                                                                   | Putzfassade, baugeschichtlich und ortsentwicklungsgeschichtlich bedeutend Denkmaltext Schon im September 1893 stellte der Wahrener Gemeindevorstand Hugo Lang einen Bauantrag für ein Mietshaus. Jedoch erhielt dieser erst drei Jahre später eine Genehmigung, nachdem im Bebauungsplan die Errichtung viergeschossiger Gebäude entlang der damaligen Bahnhofsstraße verankert worden war. Lang zeichnete selbst für die Ausführung verantwortlich und konnte das Wohnhaus bis September 1896 fertigstellen. Der 1901 nachträglich im Erdgeschoss eingerichtete Laden mit Schaufenster und Eingangstür wurde 2011 zugunsten von Wohnraum wieder zurückgebaut. Späthistoristisches Dekor, wie Fensterrahmungen und Verdachungen aus Kunststein sowie das Traufgesims mit Konsolen und Zahnschnitt, und der Bruchsteinsockel werten die schlichte Putzfassade auf. Zusammen mit den Nachbargebäuden ist das Mietshaus ein Zeugnis für die bauliche Erweiterung Wahrens um 1900 und somit von baugeschichtlicher und ortsentwicklungsgeschichtlicher Bedeutung. LfD/2015 | 09297744 |
|                                         | Mietshaus in geschlossener Bebauung | Linkelstraße 37 (Karte)                              | 1897 (Mietshaus)                                                                                                   | ehemals mit Laden, Putz-Klinker-Fassade, baugeschichtlich und ortsentwicklungsgeschichtlich bedeutend Denkmaltext Christian Carl Manhardt meldete im Dezember 1897 sein fertiggestelltes viergeschossiges Wohnhaus, für das er im März des Jahres die Baugenehmigung erhalten hatte, zur Schlussprüfung an. Mehrfach fanden im Erdgeschoss Veränderungen statt: So wurde 1906 wurde für den Tabak- und Weinhändler August Schoppe links des Hauseingangs ein Laden eingerichtet, eine Postkarte von 1910 zeigt zudem einen zweiten Laden für Kolonialwaren. Neben der Umwandlung des Tabakladens in Wohnraum 1929 fand auch die Vergrößerung der rechten Geschäftsräume für die Beamten-Selbsthilfe statt – der Rückbau dieses zweiten Ladens erfolgte bei der Sanierung 2008. Das Mietshaus in einer für Wahren zeittypischen Aufteilung präsentiert sich mit einer vergleichsweise aufwendigen, reichen Gestaltung. In den Obergeschossen sind die Fenster durch Kunststeinrahmungen eingefasst und mit detailreich gestalteten neorenaissancistischen Verdachungen mit Konsolen, Voluten, Muscheln und Puttenköpfen versehen. Zusammen mit den Nachbargebäuden ist das Mietshaus ein Zeugnis für die bauliche Erweiterung Wahrens um 1900 und somit von baugeschichtlicher und ortsentwicklungsgeschichtlicher Bedeutung. LfD/2015 | 09297665 |
|                                         | Verwaltungsgebäude einer Fabrik | Linkelstraße 59 (Karte)                              | 1916 (Verwaltungsgebäude)                                                                                          | Putzfassade mit prägendem Dreiecksgiebel und Kolossalpilastern, Reformstil-Architektur, erbaut für die Dux-Kraftfahrzeugefabrik Leipzig-Wahren (der Polyphon-Werke Aktien-Gesellschaft), baugeschichtlich, wirtschaftsgeschichtlich, ortsgeschichtlich und verkehrsgeschichtlich bedeutend | 09297737 |
|                                         | Mehrfamilienhaus einer Wohnanlage mit Vorgarten | Lucknerstraße 1 (Karte)                              | 1929-1930 (Mehrfamilienwohnhaus)                                                                                   | Putzfassade, siehe auch Am Zuckmantel 2 (Objekt 09297639) und Friedrich-Bosse-Straße 74/76/78 (Objekt 09297640), baugeschichtlich, sozialgeschichtlich und ortsentwicklungsgeschichtlich bedeutend Denkmaltext Östlich der markanten Wohnanlage am Pater-Aurelius-Platz entstand in den Jahren 1929–30 nach Plänen des Architekten Walther Beyer eine kleine Wohnanlage aus fünf Mehrfamilienwohnhäusern in einem halboffenen Baublock entlang der Friedrich-Bosse-Straße. Im Auftrag der Stadt Leipzig fungierte die Landessiedlungs- und Wohnungsfürsorgegesellschaft „Sächsisches Heim“ als Bauherr. Die Gebäude in Ziegelmauerwerk mit Elementen aus Eisen und Eisenbeton konnten im Juni 1930 nach erfolgter Baurevision zur Ingebrauchnahme freigegeben werden. In den drei Geschossen waren jeweils zwei Wohnungen mit Bad, Küche und hofseitigen Loggien vorgesehen. Die abschließenden Kopfhäuser (Am Zuckmantel 2, Lucknerstraße 1) sind in die Nebenstraßen geführt und fassen dadurch den Hinterhof seitlich ein. Durch einen von einer Hecke eingefassten Vorgarten wird die Wohnanlage vom Straßenraum abgegrenzt. Die Gebäude ruhen auf einem Sockel aus Eisenklinker in einem partiell unregelmäßigen Zierverband. Die sachlich zurückhaltende Putzfassade bezieht ihre Akzentuierung einzig aus der nüchternen Klinkerrahmung der der Hauseingänge und Treppenhausfensterbänder. Bis in das hohe Dach hineingezogen und von Fallrohren gerahmt wirken diese Bereiche geradezu risalitartig. Die Wohnanlage ist ein Zeugnis des (kommunalen) Wohnungsbaus der 1920er/1930er Jahre, neben einem ortsentwicklungsgeschichtlichen und baugeschichtlichen kommt ihr daher auch ein sozialgeschichtlicher Wert zu. LfD/2015 | 09297641 |
|                                         | Doppelmietshaus in offener Bebauung mit Vorgarten, ursprünglich auch Kinogebäude im Hof | Lucknerstraße 3; 5 (Karte)                           | 1913-1916 (Doppelmietshaus)                                                                                        | Putzfassade, baugeschichtlich und ortsentwicklungsgeschichtlich bedeutend | 09262035 |
|                                         | Doppelmietshaus in offener Bebauung mit Vorgarten | Lucknerstraße 4; 6 (Karte)                           | 1902-1903 (Doppelmietshaus)                                                                                        | Putz-Klinker-Fassade, baugeschichtlich und ortsentwicklungsgeschichtlich bedeutend Denkmaltext Im Mai 1902 begann der Bauunternehmer Hugo Planer mit den Ausschachtarbeiten für ein dreigeschossiges Doppelmietshaus, obwohl noch keine Baugenehmigung vorlag. Diese erhielt er erst im Folgemonat. Unter der Leitung Johannes Theuerkorns führte Planer den Bau bis zum Sommer 1903 aus. Mittels eines Vorgartens ist der breitgelagerte, freistehende Baukörper vom Straßenraum abgetrennt. Beide Häuser mit rückseitigen Eingängen erscheinen zur Straße als ein zwölfachsiges Gebäude mit einer symmetrisch angelegten, für Wahren traditionellen Putz-Klinker-Fassade. Über dem genuteten Erdgeschoss sind die Obergeschosse klinkersichtig und werden durch rote Klinkerbänder sowie Fenstereinfassungen aus Kunststein verziert. Letztere zeigen eine reduzierte Formensprache, die eine Lösung vom Gestaltungsstil des Späthistorismus ankündigt. In direkter Nachbarschaft zu Wohngebäuden unterschiedlicher Stilrichtung kommt dem Doppelmietshaus eine baugeschichtliche und ortsentwicklungsgeschichtliche Bedeutung zu. LfD/2015 | 09297646 |
|                                         | Doppelmietshaus (mit Georg-Schumann-Straße 339) in halboffener Bebauung mit Vorgarten in der Lucknerstraße | Lucknerstraße 8 (Karte)                              | 1905-1906 (Doppelmietshaus)                                                                                        | Doppelhaus zusammen mit Georg-Schumann-Straße 339 (Objekt 09297630), Putzfassade, baugeschichtlich und ortsentwicklungsgeschichtlich bedeutend Denkmaltext Als Doppelwohnhaus in Ecklage, einen Steinwurf vom Wahrener Viadukt entfernt, entstand das Gebäude 1905 bis 1906 für Marie Anna Bunke aus Stötteritz nach vorgelegten Plänen des bauleitenden Architekten Otto Lehmann. Ein bereits 1903 gezeichneter Entwurf von Architekt Curt Einert im Auftrag von Maurer- und Zimmermeister Johannes Wetzold war nicht zur Ausführung gekommen. 1907 wurde im Haus ein Eckladen eingebaut und 1925 erging das Gesuch für einen Dachgeschossausbau, hier entwarfen die Architekten Walter und J. Schuhknecht für den Fabrikanten Carl Hoep in Imnitz bei Zwenkau. Im Zusammenhang mit einem Garagenbau 1926 wird Hoep als Inhaber der Sächsischen Metall-Schablonen-Fabrik in Imnitz genannt. Architekt Dr. Ingenieur Hilmar Kolbmüller betreute die Sanierungsarbeiten 1995/1996. Sehr flächig ist die elegant wirkende, verputzte Jugendstilfassade konzipiert, die Ecke verbrochen. Entsetzlich wirken die während der letzten Sanierung eingesetzten einflügligen Fenster, Teile der Ausstattungen in den beiden Treppenhäusern sind erhalten. Für das Eckhaus ist ein baugeschichtlicher und ein ortsentwicklungsgeschichtlicher Wert zu benennen, zeigt es doch städtebaulich wirksam als Eckbau die Ortserweiterung zu Beginn des 20. Jahrhunderts in Richtung des benachbarten Möckern. LfD/2014 | 09297748 |
|                                         | Mietshaus in halboffener Bebauung in Ecklage | Ölhafenstraße 1 (Karte)                              | 1905-1907 (Mietshaus)                                                                                              | Putz-Klinker-Fassade, baugeschichtlich und ortsentwicklungsgeschichtlich bedeutend Denkmaltext Der Dekorationsmaler und Malermeister Christian Eduard Rost beantragte im Oktober 1905 ein Wohngebäude in Ecklage gegenüber einem kleinen Schmuckplatz. Noch während der Ausführung kam es zugunsten eines Eckladens zur Änderung der Grundrissdisposition, beide Obergeschosse blieben dreispännig. Von der Fußwegkante zurückgesetzt wurde das Gebäude mit Einfriedung und Vorgarten versehen. Über dem Ladeneingang betonten einst Balkone in den Obergeschossen die verbrochene Ecke. 1923 beauftragte Emil Kothe den Bauunternehmer Oswald Schulze mit dem Teilausbau des Dachgeschosses, welcher den Aufbau an der Ölhafenstraße bedingte. Bereits Mitte der 1980er Jahre fand eine umfangreiche Modernisierung des Gebäudes statt, bei welcher der Laden in Wohnraum umgewandelt wurde. Trotz der traditionellen Aufteilung der Putz-Klinker-Fassade zeigt sich in den Architekturdetails, wie den straßenseitige Loggien in den Obergeschossen und den flach hervortretenden, segmentbogige Erker, sowie dem zwischen reduziertem Neobarock und zaghaftem Jugendstil zu verortendem Dekor eine Hinwendung zu zeitgemäßen Formensprachen. Zusammen mit den Nachbargebäuden ist das Mietshaus ein Zeugnis für die bauliche Erweiterung Wahrens um 1900 und somit von baugeschichtlicher und ortsentwicklungsgeschichtlicher Bedeutung. LfD/2015 | 09296899 |
|                                         | Mietshaus in halboffener Bebauung in Ecklage und Vorgarten | Ölhafenstraße 7 (Karte)                              | 1905-1906 (Mietshaus)                                                                                              | mit Eckladen, Putz-Klinker-Fassade, baugeschichtlich und ortsentwicklungsgeschichtlich bedeutend Denkmaltext Ernst Adolf Schultze, der als Bauherr auch die Ausführung und Leitung übernahm, begann im November 1905 mit den Arbeiten an einem viergeschossigen Eckwohnhaus entlang der Ausfallstraße Richtung Halle. An der Ölhafenstraße trennt ein Vorgarten das Gebäude vom Straßenraum. Während im Erdgeschoss ein Eckladen Umsetzung fand, wurden die Obergeschosse dreispännig organisiert. Durch das Baugeschäft Martini & Johannes erfolgte 1929 der massive Ausbau des Dachgeschosses, wodurch der die verbrochene Ecke betonende Ziergiebel verloren ging und das Gebäude im Eckbereich fünfgeschossig erscheint. Mit einem ehemals genuteten Erdgeschoss und den mit hellem Klinker verblendeten Obergeschossen findet sich eine für Wahren traditionelle Fassadengestaltung. In der schlichten Ausformung der Details aus Betonwerkstein – wie Sockel, Stockgesims und Fensterrahmungen – zeigt sich jedoch das Ausklingen des Späthistorismus. Allerdings ist das Erscheinungsbild des Gebäudes durch die Glättung des Erdgeschosses derzeit gestört. Als Beispiel für den Mietshausbau der westlichen Ortserweiterung Wahrens kommt dem Gebäude neben einer baugeschichtlichen auch eine ortsentwicklungsgeschichtliche Bedeutung zu. LfD/2015 | 09297619 |
| Direkt Bild zu diesem Denkmal hochladen | Mietshaus in halboffener Bebauung mit Vorgarten | Ölhafenstraße 10 (Karte)                             | 1909-1910 (Mietshaus)                                                                                              | Putzfassade, baugeschichtlich und ortsentwicklungsgeschichtlich bedeutend Denkmaltext Als Bestandteil einer Häusergruppe erging im Dezember 1909 die Genehmigung für ein dreigeschossiges Wohnhaus in halboffener Bebauung. Als Eigentümer des Grundstückes war der Baumeister H. Br. Oehlschlegel, Inhaber eines Baugeschäfts, zunächst auch für die Ausführung verantwortlich. Bereits im Februar 1910 wurde das im Bau befindliche Gebäude weiterveräußert und Paul Kunze, Richard Schenk und Wilhelm Zimmermann traten fortan als Bauherren auf. Unter dem Hinweis auf eine veränderte Fassadenausführung und ein zusätzliches, nicht erhaltenes Ecktürmchen fand im November 1910 die Schlussabnahme statt. Das hinter einem Vorgarten zurückgesetzte Gebäude mit hohem Sockelgeschoss präsentiert sich daher im Kontrast zur Entwurfszeichnung mit schlichter Putzfassade. Neben Putzbändern in den oberen Geschossen geht von Jugendstilmasken und -spiegeln die dekorative Gestaltung von Haupt- und Seitenansicht aus. Als Beispiel für den Mietshausbau der westlichen Ortserweiterung Wahrens kommt dem Gebäude neben einer baugeschichtlichen auch eine ortsentwicklungsgeschichtliche Bedeutung zu. LfD/2015 | 09297618 |
| Direkt Bild zu diesem Denkmal hochladen | Wohnhaus | Opferweg (Karte)                                     | um 1720 (Wohnhaus)                                                                                                 | freistehendes Wohnhaus nahe der Gnadenkirche in der alten Ortslage Wahren, ursprünglich massiver eingeschossiger Bau mit Krüppelwalmdach und Fachwerkgiebeln, später angebauter zweigeschossiger Querbau in Fachwerkkonstruktion mit Satteldach (vermutlich spätes 18. Jahrhundert), verputzt und teilweise verbrettert, ortsentwicklungsgeschichtlich bedeutend | 09293937 |
| Weitere Bilder                          | Kirche (mit Ausstattung) und Kirchhof mit Grabmalen | Opferweg (Karte)                                     | 1. Hälfte 12. Jh. und später (Kirche), 1736 (Kanzelaltar), 1902/1903 (im Chor), 1902/1903 (Lesepult), 1929 (Orgel) | mittelalterliche Saalkirche mit Westturm und eingezogenem Chor mit polygonalem Schluss, nördlicher Choranbau (für die Patronatsloge) mit Stufengiebel, ortsbildprägend, baugeschichtlich und ortsgeschichtlich bedeutend | 09264520 |
|                                         | Wohnhaus eines Bauernhofes | Opferweg 6 (Karte)                                   | um 1720 (Bauernhaus)                                                                                               | frei stehendes Bauernhaus nahe der Gnadenkirche in der alten Ortslage Wahren, Lehm-Erdgeschoss verputzt, Fachwerk-Obergeschoss teilweise verbrettert, Satteldach, eingeschossiger Anbau an der Ostseite von 1851, ortsentwicklungsgeschichtlich und baugeschichtlich bedeutend | 09299424 |
|                                         | Bauwerksname Hirtenstein (Gedenkstein) | Pater-Aurelius-Platz (Karte)                         | um 1840 (Gedenkstein)                                                                                              | Findlingsstein mit Inschrift »Hirtenstein«, ortsgeschichtlich bedeutend Denkmaltext Auf dem östlich des Wahrener Rathauses gelegenen Pater-Aurelius Platz befindet sich im Bereich der Kreuzung Georg-Schumann- und Linkelstraße der Hirtenstein. Der etwa ein Meter hohe Granitfindling diente einst unweit des nicht mehr existierenden Hirtenhauses (heutige Friedrich-Bosse-Straße 109) als zentraler Sammelpunkt für das Vieh der Gemeinde. 1886 wurde er wegen Verkehrsbehinderung entfernt und im Garten der Restauration „Terrasse“, später im „Alten Gasthof“, aufgestellt. Nachdem an Stelle des „Alten Gasthofs“ Wohnbebauung entstanden war, setzte man den Findling 1935 auf Initiative des Rektors der Gemeindeschule Max Kohlmann und seines Vorgängers Camillo Glaser an den heutigen Aufstellungsort um – aus dieser Zeit stammt die Inschrift „Hirtenstein“ in Fraktur. Des Weiteren gibt es Hinweise auf ein Gemeindesiegel aus dem 19. Jahrhundert, welches den Hirtenstein als Wahrzeichen Wahrens zwischen zwei Bäumen zeigt. Aufgrund der getroffenen Ausführungen kommt dem Hirtenstein eine ortsgeschichtliche Bedeutung zu. LfD/2015 | 09297768 |
| Weitere Bilder                          | Apelstein Nr. 20 (V) | Pater-Aurelius-Platz (Karte)                         | 1862, bezeichnet 1863 (Gedenkstein)                                                                                | Gedenkstein zur Erinnerung an die Kämpfe der Völkerschlacht bei Leipzig 1813, geschichtlich bedeutend Denkmaltext Zwischen 1861 und 1864 ließ der Leipziger Schriftsteller Dr. Theodor Apel (1811-1867) auf eigene Kosten in der Stadt Leipzig und in unmittelbarer Umgebung Marksteine aufstellen, um an die Völkerschlacht von 1813 zu erinnern. Die ursprünglich circa 1,50 Meter hohen und durchnummerierten Sandsteinstelen markieren wichtige Stationen einzelner Verbände während der Kämpfe bei Leipzig: Steine mit ungerader Nummer, einem abgerundeten Abschluss und dem Buchstaben „N“ kennzeichnen dabei die Stellungen der napoleonischen Truppen, Steine mit gerader Nummer, einem pyramidalen Abschluss und dem Buchstaben „V“ die Position der Verbündeten. Aufgrund des verwendeten weichen, schnell verwitternden Sandsteins wurden viele der Denkmale bereits ab Ende des 19. Jahrhunderts durch Repliken ersetzt und teilweise an abweichender Stelle wiederaufgestellt. Der 1863 aufgestellte Apelstein Nummer 20 erinnert an die Stellung des 21.000 Mann starken 1. preußischen Armeecorps unter Generalleutnant Ludwig von Yorck (ab 1814 Graf Yorck von Wartenburg) während der Schlacht bei Möckern am 16. Oktober 1813. Die Kopie in Granit befindet sich heute auf dem 1915 geschaffenen Schmuckplatz an der Linkelstraße. Als Gedenkstein zur Erinnerung an die Kämpfe der Völkerschlacht ist der Apelstein Nummer 20 geschichtlich von Bedeutung. LfD/2014 | 09294137 |
| Direkt Bild zu diesem Denkmal hochladen | Straßenbahn-Wartehäuschen (mit Verkaufsschalter, Aufenthaltsraum für Schaffner und Toilettenanlage, seit 2002 Imbiss) | Pater-Aurelius-Platz 1 (Karte)                       | 1915-1916 (Wartehäuschen)                                                                                          | an der Georg-Schumann-Straße auf dem Pater-Aurelius-Platz (Straßenbahnwendeschleife), Putzfassade, Reformstil-Architektur, baugeschichtlich bedeutend | 09264071 |
|                                         | Einzeldenkmal o. g. Sachgesamtheit: drei Mehrfamilienhäuser einer Wohnanlage (siehe auch Sachgesamtheitsdokument – Obj. 09305672, Am Zuckmantel 1, 3, 5, 7, 9, 11) | Pater-Aurelius-Platz 2; 3; 4 (Karte)                 | 1926-1927 (Mehrfamilienwohnhaus)                                                                                   | Putzfassade, siehe auch Friedrich-Bosse-Straße 84/86 und 90/92, Georg-Schumann-Straße 351/353 und Linkelstraße 2a-f, stadtgeschichtlich, sozialgeschichtlich, städtebaulich, gartengeschichtlich und baugeschichtlich bedeutend Denkmaltext Auf einem ehemaligen Ziegeleigelände ließ das städtische Hochbauamt nach Plänen des Leipziger Stadtbaurats Hubert Ritter ab 1927 eine großzügige Wohnanlage errichten. In zwei Phasen ausgeführt, konnten die letzten Gebäude im Mai 1928 in Gebrauch genommen werden. Bis auf das an der Ausfallstraße Richtung Halle bereits 1914–15 errichtete Eckgebäude Georg-Schumann-Straße 355 nimmt die aus 21 Häusern mit 143 Wohnungen und zwei Läden bestehende Wohnanlage den kompletten Baublock ein. Vis- à-vis zum Wahrener Rathaus begrenzen im Norden viergeschossige Häuser in einer rückschwingenden Figur den als Schmuckplatz ausgebildeten Pater-Aurelius-Platz. Entlang der Linkelstraße und der Straße Am Zuckmantel schließen sich dreigeschossige Gebäudezeilen an, die durch ihre Abstufungen in den Firsthöhen den Eindruck einer Einzelhausbebauung vermitteln. Die an der Friedrich-Bosse-Straße als Kopfbauten fungierenden Doppelhäuser geben den Blick auf den großzügigen, nach Plänen des Direktors der städtischen Gartendirektion Nikolaus Molzen gartenarchitektonisch gestalteten Innenhof mit Gemeinschafts-, Spiel- und Trockenplätzen frei. Mit ihrer städtebaulichen Figur, den dominanten Gesimsen und Stufengiebeln und der rhythmisierenden, expressiven Farbigkeit, die sich auch in der Ausstattung fortsetzt, ist die Wohnanlagen dem Art déco zuzuordnen. In einer Phase des Wohnungsmangels entstanden ist sie zudem ein Zeugnis des kommunalen Wohnungsbaus. Der Wohnanlage am Pater-Aurelius-Platz kommt daher eine stadtgeschichtliche, sozialgeschichtliche, baugeschichtliche, gartengeschichtliche und städtebauliche Bedeutung sowie ein dokumentarischer Wert zu. | 09297675 |
| Direkt Bild zu diesem Denkmal hochladen | Doppelmietshaus in offener Bebauung mit Vorgarten | Pater-Gordian-Straße 1; 3 (Karte)                    | 1906-1909 (Doppelmietshaus)                                                                                        | Putz-Klinker-Fassade, Eisenbahner-Wohnhäuser, ortsentwicklungsgeschichtlich und baugeschichtlich bedeutend Denkmaltext Mit Bau des Wahrener Rangierbahnhofes und der dadurch notwendigen Verlegung des Personenbahnhofs begann die Erschließung des nördlich der Gleise gelegenen Flurgebiets. Entlang der damaligen Lützschenaer Straße sollte zunächst in Form von drei Häusergruppen Wohnraum für die in den Bahnhöfen angestellten Eisenbahner geschaffen werden. Nachdem die Preußische Eisenbahndirektion Halle/Saale bereits Ende 1903 mit der Realisierung der ersten Bauten begonnen hatte, verzögerte sich die Ausführung des letzten Doppelwohnhauses für zwölf Unterbeamte. Wegen nicht eingehaltener Fluchtlinie erfuhren die ersten Entwürfe zunächst eine Überarbeitung, bevor im Oktober 1907 die Baugenehmigung erteilt werden konnte. Die Anpassung an den Straßenverlauf ergab den markant abgeknickten Baukörper des Doppelhauses. Blickfang der Putz-Klinker-Fassade sind die beiden flachen, erkerartigen Vorsprünge, die in ausgeprägten Stufengiebeln enden. In der Gestaltung mittels Klinker ist die Hinwendung zur schlichteren Formensprache des Reformstils deutlich erkennbar. Vorgartenland und eine im Bereich von Haus Nummer 1 wiederaufgebaute Einfriedung grenzen die Gebäude vom Straßenraum ab. Im Zuge der Erschließung des nördlichen Wahrener Flurgebietes entstanden, kommt dem Doppelwohnhaus eine baugeschichtliche und ortsentwicklungsgeschichtliche Bedeutung zu. LfD/2015 | 09263198 |
| Direkt Bild zu diesem Denkmal hochladen | Mietshausgruppe in offener Bebauung | Pater-Gordian-Straße 5; 7; 9 (Karte)                 | 1903-1904 (Mietshaus)                                                                                              | Putz- sowie Putz-Klinker-Fassade, Eisenbahner-Wohnhäuser, baugeschichtlich und ortsentwicklungsgeschichtlich bedeutend Denkmaltext Im Umfeld der neuen Personenhaltestelle Wahrens sollte nördlich der Gleise für die am Rangierbahnhof angestellten Eisenbahner Wohnraum geschaffen werden. Nur wenige Wochen nachdem mit dem Bau der ersten von drei projektierten Häusergruppen entlang der damaligen Lützschenaer Straße begonnen worden war, erhielt die Preußische Eisenbahndirektion Halle/Saale im November 1903 die Genehmigung für die zweite. Für 18 Unterbeamte entstanden drei vom Straßenraum zurückgesetzte Wohnhäuser, deren Äußeres sich am Übergang von Späthistorismus zum Reformstil verorten lässt. Die beiden äußeren Gebäude weisen eine identische Fassadengestaltung auf. Ihr dezentes, auf Putzbändern, -quaderungen und schlichten Fensterrahmungen beruhendes Erscheinungsbild kontrastiert mit der detailreichen Klinkergliederung des mittleren Hauses. Neben der auffälligen Betonung von Hauseingang und Traufbereich bildet das Zwerchhaus mit einem markanten Stufengiebel den Hauptakzent. Das Vorgartenland wird durch eine neuzeitlich wiederaufgebaute Einfriedung vom Straßenraum getrennt. Im Zuge der Erschließung des nördlichen Wahrener Flurgebietes entstanden, kommt der Häusergruppe eine baugeschichtliche und ortsentwicklungsgeschichtliche Bedeutung zu. LfD/2015 | 09298008 |
| Direkt Bild zu diesem Denkmal hochladen | Doppelmietshaus in offener Bebauung | Pater-Gordian-Straße 11; 13 (Karte)                  | 1902-1903 (Doppelmietshaus)                                                                                        | Putz-Klinker-Fassade, Eisenbahner-Wohnhäuser, baugeschichtlich und ortsentwicklungsgeschichtlich bedeutend Denkmaltext Mit Bau des Rangierbahnhofes Wahren und dem Verlegen der Personenhaltestelle auf die nördliche Seite der Gleise begannen hier die Planungen für ein Wohngebiet für die angestellten Eisenbahner. In direkter Nachbarschaft zum neuen Empfangsgebäude sollten zunächst drei Häusergruppen entlang der damaligen Lützschenaer Straße entstehen. Für die Erste, aus zwei sogenannten Beamtenwohngebäuden bestehende, bekam die Preußische Eisenbahndirektion Halle/Saale im Oktober 1903 die Baugenehmigung. Das dreigeschossige Doppelwohnhaus fasste insgesamt zwölf Wohnungen, jede davon mit einem rückwärtigen Balkon ausgestattet. Im Erscheinungsbild zeigt sich zwischen der traditionellen Aufteilung in ein Erdgeschoss mit Putzquaderung und den klinkersichtigen Obergeschossen und der schlichten, reduzierten Formensprache der Fenstereinfassungen der Übergang vom Späthistorismus zum Reformstil. Im Zuge der Erschließung des nördlichen Wahrener Flurgebietes entstanden, kommt dem Doppelwohnhaus eine baugeschichtliche und ortsentwicklungsgeschichtliche Bedeutung zu. LfD/2015 | 09296907 |
| Weitere Bilder                          | Empfangsgebäude, zwei Stellwerke und Toilettenhäuschen | Pater-Gordian-Straße 15 (Karte)                      | 1902-1903 (Empfangsgebäude), 1903-1904 (Toilettenhäuschen)                                                         | Klinkerbauten, Stellwerke auf Höhe Pater-Gordian-Straße 62, Toilettenhäuschen westlich des Empfangsgebäude mit korrespondierender Gestaltung, ortsentwicklungsgeschichtlich und verkehrsgeschichtlich bedeutend | 09294133 |
| Direkt Bild zu diesem Denkmal hochladen | Mietshaus in geschlossener Bebauung, mit Vorgarten | Pater-Gordian-Straße 70 (Karte)                      | 1931-1932 (Mietshaus)                                                                                              | Putzfassade mit Klinkerelementen, im Stil der Moderne, baugeschichtlich bedeutend Denkmaltext Mit Ausnahme des Eckhauses erscheinen die Wohngebäude Nummer 70 bis 86 aufgrund gleicher Trauf- und Geschosshöhen als eine Häuserzeile mit Vorgärten. Jedoch handelt es sich um drei Bauprojekte unterschiedlicher Bauherren. Den Auftakt bildet das im Juni 1931 von der Deutschen Jurko-Gesellschaft Leipzig (Jurko-Mauerwerk stellte eine materialsparende Bauweise dar) nach Entwürfen des firmeneigenen Architekten R. O. Koppe beantragte Wohnhaus mit Kleinwohnungen. Zunächst dreigeschossig geplant, kam nach mehrfacher Überarbeitung des Entwurfs ab April 1932 ein viergeschossiges Gebäude zur Ausführung, das bereits im Oktober desselben Jahres vollendet werden konnte. Während das Erdgeschoss zwei Wohnungen fasste, waren die Obergeschosse dreispännig organisiert. Ein im hohen Sockelgeschoss befindlicher, vom Straßenraum zugänglicher Raum sollte als Laden dienen – die Genehmigung wurde jedoch verwehrt. Stilistisch der Neuen Sachlichkeit verhaftet, zeigen sich in den Gestaltungsdetails wie den Einfassungen der Fenster und des Hauseinganges aus Eisenklinkern Einflüsse expressionistischer Architektur. Zusammen mit den Nachbargebäuden ist das Haus ein Zeugnis des Wohnungsbaus der frühen 1930er Jahre, ihm kommt daher ein baugeschichtlicher Wert zu. LfD/2015 | 09297724 |
| Direkt Bild zu diesem Denkmal hochladen | Drei Mehrfamilienhäuser einer Wohnanlage, mit Vorgarten | Pater-Gordian-Straße 72; 74; 76 (Karte)              | 1931-1932 (Mietshaus)                                                                                              | Putzfassaden, Bestandteile einer Wohnanlage, baugeschichtlich bedeutend Denkmaltext Mit den Nachbarhäusern bis zur Verlängerten Wilhelmstraße erscheinen die Gebäude durch einheitliche Trauf- und Geschosshöhen als eine Häuserzeile mit Vorgärten. Jedoch handelt es sich um drei Projekte unterschiedlicher Bauherren. Die Baugemeinschaft Leipzig reichte im Juni 1931 den mit „Schlichtwohnungsbauvorhaben“ überschriebenen Antrag für drei viergeschossige Wohnhäuser ein, die in allen Geschossen dreispännig ausgebildet waren und eine Hofgemeinschaft bildeten. Nach Entwürfen des Architekten Adolf Warnstorff konnten die Gebäude ein Jahr später fertiggestellt werden. Stilistisch der Neuen Sachlichkeit verhaftet, sind einzig der Sockel und die abgetreppten Einfassungen der Hauseingänge aus Klinker sowie die Sprossenfenster (die in den Entwurfszeichnungen zusätzlich mit Faschen betont wurden) strukturierende Elemente. Zusammen mit den Nachbargebäuden sind die drei Wohnhäuser ein Zeugnis des Wohnungsbaus der frühen 1930er Jahre, ihnen kommt daher ein baugeschichtlicher Wert zu. LfD/2015 | 09305674 |
| Direkt Bild zu diesem Denkmal hochladen | Mehrfamilienhäuser einer Wohnanlage, mit Vorgarten | Pater-Gordian-Straße 78; 80; 82; 84; 86 (Karte)      | 1933-1934, bezeichnet 1935 (Mehrfamilienwohnhaus)                                                                  | Putzfassaden, Nummer 86 in Ecklage verlängerte Wilhelmstraße, baugeschichtlich bedeutend Denkmaltext Mit den Nachbarhäusern bis zur Nummer 70 erscheinen die Gebäude durch einheitliche Trauf- und Geschosshöhen als eine Häuserzeile mit Vorgärten. Jedoch handelt es sich um drei Projekte unterschiedlicher Bauherren. Der Entwurf für die im Oktober 1933 beantragten fünf viergeschossige Wohnhäuser geht auf den Architekten Otto Juhrich zurück, der für die Wohnungsbaugesellschaft Leipziger Handwerker zudem die Bauleitung übernahm. Bereits im August des Folgejahres konnten die Gebäude zur Schlussprüfung gemeldet werden. Ihre schlichten, der Neuen Sachlichkeit verhafteten Putzfassaden werden einzig durch die Sockel und die Rahmungen der Hauseingänge aus Eisenklinkern betont. Entscheidend daher die zusätzliche Hervorhebung der Sprossenfenster mittels Faschen – es ist daher zu bedauern, dass beides nicht in allen Gebäuden erhalten ist. Durch unterschiedliche Putzfärbungen ist derzeit außerdem das zeilenartige Erscheinungsbild der Gebäudegruppe stark gestört. Zusammen mit den Nachbargebäuden sind die Wohnhäuser ein Zeugnis des Wohnungsbaus der frühen 1930er Jahre, ihnen kommt daher ein baugeschichtlicher Wert zu. LfD/2015 | 09297725 |
|                                         | Mehrfamilienhäuser einer Wohnanlage, mit Vorgarten | Paul-Ernst-Straße 1; 3 (Karte)                       | 1938-1939, bezeichnet 1939 (Doppelmietshaus)                                                                       | Putzfassade, siehe auch Hopfenbergstraße 2 (Objekt 09297636) und Georg-Schumann-Straße 306/308/310/312 (Objekt 09297635), Verbindungsbau mit Durchgang, erbaut als private Wohnanlage im Besitz des Kaufmanns Walter Görges, baugeschichtlich und sozialgeschichtlich bedeutend Denkmaltext Nachdem die Architekten Arthur Bock und Otto Paatzsch das Grundstück an der damaligen Hallischen Straße erworben hatten, reichten sie im Juni 1938 einen Bauantrag für sieben Mehrfamilienhäuser mit 50 Kleinwohnungen ein. Sie zeichneten sowohl für den Entwurf, als auch für die Bauleitung verantwortlich, die Ausführung übernahm die Firma Voigt & Böhme. In einem ersten Bauabschnitt wurde im Dezember 1938 mit dem Bau der Seitengebäude an der Hopfenberg- und der Paul-Ernst-Straße begonnen. Sukzessiv wurde die Anlage bis August 1939 fertiggestellt. Im Hofraum wurden neben Spiel- und Trockenplätzen auch Parkplätze und Garagen errichtet. An der Georg-Schumann-Straße dominiert die langgestreckte, viergeschossige Häuserzeile. Schmale Zwischenbauten binden die dreigeschossigen Seitenflügel mit Vorgärten an. Im traditionalistischen Stil der 1930er Jahre mit Spritzputz, Natursteinsockel und betonter Einfassung der Durchgänge sowie der hofseitigen Hauseingänge werden die schlichten Bauten derzeit einzig durch drei erkerartig hervortretende Bereiche an der Hauptfront strukturiert. Empfehlenswert wäre eine erneute Anbringung von Fensterläden im Erdgeschoss als Zier- und Gliederungselemente. Die Ergänzung eines zurückhaltenden, eingeschossigen Anbaus im Eckbereich zur Hopfenbergstraße als Eingang für eine Pflegeeinrichtung aus dem Jahr 2003 fügt sich harmonisch in das Gesamtbild ein. Als Zeugnis für den sozialen Kleinwohnungsbau der 1930er Jahre im Leipziger Ortsteil Wahren kommt der Wohnanlage eine baugeschichtliche und sozialgeschichtliche Bedeutung zu. LfD/2015 | 09297637 |
|                                         | Mehrfamilienhäuser einer Wohnanlage, mit seitlicher Doppelgarage und Vorgarten neben Nr. 19 | Paul-Ernst-Straße 19; 21; 23 (Karte)                 | 1936-1939 (Mehrfamilienwohnhaus), 1938-1939 (Garage)                                                               | Putzfassade mit Klinkergliederung, Kellergeschoss mit zwei Garageneinfahrten in Nummer 19 zusätzlich neben der Doppelgarage, bauliche Einheit mit Hopfenbergstraße 16 (Objekt 09297747), baugeschichtlich bedeutend | 09297647 |
| Direkt Bild zu diesem Denkmal hochladen | Doppelwohnhaus (Pferdnerstraße 25 und Pittlerstraße 1) in offener Bebauung in Ecklage, mit Vorgarten | Pferdnerstraße 25 (Karte)                            | 1939-1940 (Doppelwohnhaus)                                                                                         | Putzfassade, kleine Bleiglasfenster, baugeschichtlich und ortsentwicklungsgeschichtlich bedeutend | 09297609 |
| Direkt Bild zu diesem Denkmal hochladen | Doppelwohnhaus (Pferdnerstraße 27 und Zehmenstraße 16) in offener Bebauung in Ecklage, mit Vorgarten | Pferdnerstraße 27 (Karte)                            | 1939-1940 (Doppelwohnhaus)                                                                                         | Putzfassade, kleine Bleiglasfenster, baugeschichtlich und ortsentwicklungsgeschichtlich bedeutend | 09297608 |
| Weitere Bilder                          | Wasserturm | Pirolweg (Karte)                                     | 1907-1909 (Wasserturm)                                                                                             | technisches Denkmal, sozialgeschichtlich, technikgeschichtlich und baugeschichtlich bedeutend, Wert für die Volksbildung Denkmaltext Nördlich der Magdeburger Eisenbahnstrecke baute die Gemeinde Wahren 1907-1909 mehrere Betriebsgebäude für das Wasserwerk, zu denen auch ein Wasserturm gehörte. Charakteristisch für den Turm ist der hohe Sockel, an dem ein schmaler Eingangsvorbau angefügt wurde. Den Schaft gliedern Lisenen, die bis zur Behälterauskragung reichen. Diese wird optisch durch Konsolen abgefangen. Ein geschweiftes Dach bildet den oberen Abschluss des Turmkopfes. Gegenüber diesem wohlüberlegten Aufbau trat die sparsam angebrachte Bauornamentik zurück, die heute sehr wahrscheinlich aufgrund von Instandsetzungsmaßnahme der 1950er Jahre nicht mehr vorhanden ist. Andererseits unterstreicht diese Reduzierung die gelungene Gliederung der Baumassen. Als einem Beispiel der architektonischen Reformbemühungen nach 1900 auch und gerade bei Industrie- und stadttechnischen Bauten kommt dem Wasserturm eine baugeschichtliche Bedeutung zu, sein sozial- und technikgeschichtlicher Wert im Zusammenhang mit der infrastrukturellen Modernisierung von Wahren steht im engen Zusammenhang mit der Bedeutung für die Volksbildung LfD/2013 | 09297740 |
|                                         | Zwei hintereinanderliegende Eisenbahnbrücken | Pittlerstraße (Karte)                                | 1902 (Eisenbahnbrücke)                                                                                             | Teil des Leipziger Güterrings und des Personenverkehrs zwischen Magdeburg und Leipzig, Bogenbrücken in genieteter Stahlfachwerkkonstruktion mit verbundenem Auflager in Ecklage Pater-Gordian-Straße, Strecke 6403 Magdeburg Hbf – Leipzig Hbf, siehe auch Brücke gleichen Typs unter Linkelstraße (Objekt 09263839), eisenbahngeschichtlich und ortsentwicklungsgeschichtlich bedeutend | 09263840 |
| Direkt Bild zu diesem Denkmal hochladen | Doppelwohnhaus (Pferdnerstraße 25 und Pittlerstraße 1) in offener Bebauung in Ecklage, mit Vorgarten | Pittlerstraße 1 (Karte)                              | 1939-1940 (Doppelwohnhaus)                                                                                         | Putzfassade, kleine Bleiglasfenster, baugeschichtlich und ortsentwicklungsgeschichtlich bedeutend | 09297609 |
| Direkt Bild zu diesem Denkmal hochladen | Wohnhaus in offener Bebauung, mit Vorgarten und Grünfläche | Pittlerstraße 4 (Karte)                              | 1935-1937 (Wohnhaus)                                                                                               | ehemals Teil einer Wohnanlage mit fünf Mehrfamilienhäusern und Siedlungsgrün (Hermundurenstraße 12 und Pferdnerstraße 19/21/23 wurden 2003 abgebrochen), Putzfassade, sozialgeschichtlich und baugeschichtlich bedeutend Denkmaltext „Mit zusammen 20 Wohnungen“ erging Baubegehren für die Errichtung von fünf Vierfamilienhäusern im März 1935 durch Baumeister Dr. Ing. Erich Seidel, Inhaber einer Zimmerei, unter Hinzuziehung des Leipziger Architekten und Baumeisters Max Schumann. Dieser übernahm auch die Bauleitung und führte statische Berechnungen an (Statik der Dachbinder durch den Bauherren). Für die Ausführung steht die Bauunternehmung Hugo Reichardt aus Böhlitz-Ehrenberg unter Vertrag. Zum 27. Mai 1937 wurde die Ingebrauchnahme behördlich gestattet. Massiv in Ziegelmauerwerk wurden die Keller ausgeführt, die oberirdischen Geschosse bestehen aus „Wabensteine in verlängertem Zementmörtel“. Das Äußere zeigt Leipziger Kratzputz und rote Biberschwanz-Dachdeckungen. Im Mai 1936 Änderung der Wohnungsgrundrisse, indem jede Wohnung nun ein eigenes Bad erhielt – „damit eine Reichsbürgschaft erlangt werden kann“. Aus dem 3.010 Quadratmeter großen Bauplatz zwischen Pittler- und Hermundurenstraße entstanden die einzelnen Häuser in offener Bauweise und Kammstellung, Hecken und Holztore bildeten die straßenseitigen Einfassungen (1937 beantragt), die Wege zu den Hauseingängen waren gepflastert. Rückwärtig gewährleistete ein Fahrweg die Andienung der einzelnen Häuser mit Automobilen etc., ein Gartenplan zeigt Rasenflächen, Solitärbäume und jenseits des Fahrweges einen großzügigen Wäsche-Trockenplatz. Infolge Vernachlässigung der Bausubstanz ließ die stadteigene Leipziger Wohnungsbaugesellschaft mbH 2003 vier der fünf Häuser abbrechen, allein das Haus Pittlerstraße 4 hat als bemerkenswertes Zeugnis privaten sozialen Wohnungsbaus der 1930er Jahre die schweren (Abbruch-)Zeiten überstanden. Bedauerlicherweise ist eines der interessantesten kleinen Siedlungsensembles in Leipzig somit seines Aussagewertes weitgehend verlustig gegangen. LfD/2013, 2014 | 09297615 |
|                                         | Mietshausgruppe in offener Bebauung mit Vorgarten | Pittlerstraße 12; 14; 16 (Karte)                     | 1905-1906 (Nummer 14, 16, Mietshaus), 1909 (Nummer 12, Mietshaus)                                                  | Putzfassaden, ortsentwicklungsgeschichtlich und baugeschichtlich bedeutend Denkmaltext Anfang des 20. Jahrhunderts sollte das Areal südlich des sich entlang von Stammer- und nördlicher Pittlerstraße entwickelnden Industriegebietes mit Mietshäusern bebaut werden. Ein Großteil der Grundstücke befand sich in Besitz von Röthig’s Terrain Gesellschaft, die im April 1905 den Bau einer Häusergruppe initiierte. Nachdem die Gebäude Nummer 14 und 16 bereits im Folgejahr durch das Büro für Architektur und Bauausführung Röthig & Hedel fertiggestellt werden konnten, verzögerte sich die Ausführung von Haus Nummer 12, welches sich im Eigentum von Adolf Sauerbier befand. Erst nach einem Besitzerwechsel konnten die Arbeiten im Auftrag Ernst Tauberts nach den vorhandenen Entwürfen 1909 beginnen. In einer für Wahren vergleichsweise aufwendigen Gestaltung im Heimatstil präsentiert sich die durch Einfriedung und Vorgarten vom Straßenraum zurückgesetzte, dreigeschossige Häusergruppe mit ausgebauten Dachgeschossen: Hauptblickfang ist dabei das Blendfachwerk in den Obergeschossen und die durch Zwerchgiebel und Gauben strukturierte Dachlandschaft. Zusätzlich beleben Gliederungselemente aus Klinker und die teilweise bossierte Kunststeinquaderung des Sockels die Putzfassade. Den Wohnhäusern kommt eine baugeschichtliche und eine ortsentwicklungsgeschichtliche Bedeutung zu. LfD/2015 | 09297693 |
| Weitere Bilder                          | Mietshausgruppe in offener Bebauung mit Vorgarten | Pittlerstraße 15; 17; 19 (Karte)                     | bezeichnet 1909 (Nummer 15, Mietshaus), um 1915 (Nummer 17, 19, Mietshaus)                                         | Putzfassaden, ortsentwicklungsgeschichtlich und baugeschichtlich bedeutend Denkmaltext In direkter Nähe zum Industriegebiet an Stammer- und Pittlerstraße errichtete der Baumeister Georg Kühn ab Oktober 1908 eine Häusergruppe aus drei Wohngebäuden samt Vorgarten. Als Inhaber eines Baugeschäfts für Maurer- und Zimmerarbeiten zeichnete er dabei auch für die Bauleitung und Ausführung verantwortlich. Für den eigenen Gebrauch richtete Kühn im Erdgeschoss des im November 1909 fertiggestellten Hauses Nummer 15 eine stattliche Etagenwohnung ein, die durch einen separaten, auffällig gestalteten seitlichen Eingang erschlossen wurde. Mit Abschluss der Bauarbeiten an Gebäude Nummer 19 im August 1910 war die Häusergruppe komplettiert. Im Hof folgten in den nächsten Jahren Hintergebäude bzw. Lagerschuppen für Kühns Baugeschäft, dass über Gleise direkt an den Wahrener Güterbahnhof angeschlossen war. Die schlichte Häusergruppe im Reformstil wird durch drei Zwerchhäuser mit geschweiften Giebeln im hohen Mansarddach charakterisiert. Zarte Putzornamentik, Kunststeinfaschen und erkerartig betonte Fenstergruppen vervollständigen die zurückhaltende noble Gestaltung der Putzfassade. Als einem der wenigen ausgeführten Wohnhausprojekte der westlichen Erweiterung Wahrens Anfang des 20. Jahrhunderts kommt der Mietshausgruppe eine baugeschichtliche und ortsentwicklungsgeschichtliche Bedeutung zu. LfD/2015 | 09297694 |
|                                         | Mietshausgruppe in offener Bebauung mit Vorgarten | Pittlerstraße 18; 20; 22 (Karte)                     | 1899-1901 (Mietshäuser)                                                                                            | Putzfassade, ortsentwicklungsgeschichtlich und baugeschichtlich bedeutend Denkmaltext eines der ersten umgesetzten Wohnbauprojekte im Westen Wahrens war die im März 1899 von dem Baumeister Robert Röthig beantragte Gruppe von drei Mietshäusern. Röthig übernahm auch die Bauleitung und Ausführung. Im Sommer des Folgejahres konnten die ersten beiden Gebäude in Gebrauch genommen werden, die Fertigstellung von Nummer 18 verzögerte sich ungewöhnlich lange bis Mai 1901. Die Erdgeschosse der Gebäude beherbergten Läden, die bereits ab Fertigstellung als Waschküchen genutzt und in den 1930er bzw. Anfang der 1940er Jahre zu Wohnraum umgebaut wurden. Im Kontrast zu den benachbarten, wenige Jahre später entstandenen Häusergruppen präsentiert sich diese mit einer für Wahren traditionellen späthistoristischen Putzfassade. Typisch dabei das genutete Erdgeschoss sowie die Fensterrahmungen und -verdachungen aus Kunststein, wobei das erste Obergeschoss durch Dreiecksgiebel, Halbsäulen und Pilaster eine zusätzliche Betonung erfährt. Eine Besonderheit stellten die Holzbalkone an den Giebelseiten dar – aufgrund eines Kriegsschadens musste die Anlage an Haus Nummer 22 jedoch abgebrochen werden. Der Mietshausgruppe kommt eine baugeschichtliche und ortsentwicklungsgeschichtliche Bedeutung zu. LfD/2015 | 09297697 |
|                                         | Kontorgebäude einer Fabrik | Pittlerstraße 25 (Karte)                             | 1906-1907 (Kontorhaus)                                                                                             | erbaut als Maschinenfabrik, später Zahnräderfabrik, Lage an den werkseigenen Anschlussgleisen, Klinkerfassade, südlich schließt an der Pittlerstraße die im Zweiten Weltkrieg stark zerstörte Fabrikhalle an, bis 1932 Werkeinheit mit Pittlerstraße 27 (Objekt 09296736), baugeschichtlich und wirtschaftsgeschichtlich bedeutend | 09297700 |
| Weitere Bilder                          | Hauptgebäude mit Erweiterungsbau und Halle A, B und C einer Fabrik sowie Transformatorenhaus und Einfriedung | Pittlerstraße 26 (Karte)                             | 1899, später erweitert (Fabrikgebäude)                                                                             | Gebäude der Pittler-Werkzeugmaschinenfabrik AG, baugeschichtlich, ortsentwicklungsgeschichtlich und wirtschaftsgeschichtlich bedeutend | 09263881 |
|                                         | Fabrikgebäude in rückwärtiger Lage | Pittlerstraße 27 (Karte)                             | 1906-1907 (Fabrikhalle)                                                                                            | Fabrikhalle mit Oberlicht, gelbe Klinkerfassade, bis 1932 Werkeinheit mit der Maschinenfabrik »Diamant« Pittlerstraße 25 (Objekt 09297700), baugeschichtlich und wirtschaftsgeschichtlich bedeutend | 09296736 |
| Weitere Bilder                          | Ehemaliges Gaswerk mit Fabrikgebäude, Wohn- und Verwaltungsgebäude, Einfriedung und Pflasterung | Pittlerstraße 32; 34 (Karte)                         | 1890-1910 (Gaswerk), 1909 (Direktorenwohnhaus)                                                                     | Verwaltungsgebäude mit Beamten- bzw. Direktorenwohnung, Putzfassade mit Fachwerkelementen, Fabrikanlage bestehend aus zwei vielgliedrigen Fabrikgebäuden in rückwärtiger Lage, ehemals betrieben von der Thüringer Gasgesellschaft, technikgeschichtlich, baugeschichtlich und ortsentwicklungsgeschichtlich bedeutend | 09297723 |
| Weitere Bilder                          | Fabrikgebäude mit Erweiterungsbau an der Straße und einem Fabrikgebäude in rückwärtiger Lage | Pittlerstraße 33 (Karte)                             | 1904, später erweitert (Fabrik)                                                                                    | gelbe Klinkerfassaden, baugeschichtlich, ortsentwicklungsgeschichtlich und wirtschaftsgeschichtlich bedeutend | 09297701 |
|                                         | Straßenbrücke über die Weiße Elster | Rittergutsstraße (Karte)                             | 1911-1912 (Straßenbrücke)                                                                                          | zweigelenkige Einfeld-Bogenbrücke aus Eisenbeton, Eisengeländer zwischen Kunststeinpfosten, ortsgeschichtlich von Bedeutung | 09306451 |
|                                         | Wohnhauszeile in offener Bebauung | Rittergutsstraße 1; 3; 5 (Karte)                     | 1937 (Wohnhaus) | Wohnblock aus drei Mehrfamilienhäusern, Putzfassaden mit Erkern, als Heim 6 des Abonnentenheims des Familienlesezirkels Siegfried Schußheim an Stelle des Alten Gasthofs errichtet (vergleiche Wendenstraße 2, Objekt 09297682), ortsentwicklungsgeschichtlich, sozialgeschichtlich und baugeschichtlich bedeutend Denkmaltext An Stelle des ab 1921 als Rauchwarenzurichterei genutzten Alten Gasthofes ließ Siegfried Schußheim das sechste Abonnentenheim seines Familienlesezirkels errichten. Nach Abbruch der älteren Bebauung kam von Mai bis Dezember 1937 ein Wohnblock zur Ausführung. Die Wiederitzscher Architekten Alfred Müller und Hans Maske zeichneten dabei für Entwurf und Bauleitung verantwortlich. In direkter Nachbarschaft zu den bisherigen Wohn- und Altenheimen (s.a. Wendenstraße 2) entstanden im traditionalistischen Stil der späten 1930er Jahre drei dreigeschossige Wohngebäude, die neben Kleinwohnungen auch größere für kinderreiche Familien fassten. Charakteristisch für den schlicht geputzten Block ist neben den bis in das Walmdach geführten Erkern vor allem die dem geschwungenen Straßenverlauf folgende Form des Baukörpers. Teilweise mit verglasten Veranden ausgestattet, boten die Wohnungen zu niedrigen Preisen einen vergleichsweise hohen Komfort. 1938 nach Palästina emigriert, musste Schußheim die Häuser an einen privaten Wohnungsverwalter verkaufen, der den sozialen Grundgedanken nicht weiterführte. Als Zeugnis für den innovativen privaten Bau von Wohlfahrtseinrichtungen ist der Wohnblock von baugeschichtlicher, ortsteilentwicklungsgeschichtlicher und sozialgeschichtlicher Bedeutung. LfD/2015 | 09296871 |
|                                         | Pfarrhaus und Seitengebäude sowie Stütz- und Einfriedungsmauer mit Toreinfahrt | Rittergutsstraße 2 (Karte)                           | 19. Jh. (Pfarrhaus)                                                                                                | ländliches Gebäude mit Krüppelwalmdach, Fachwerk-Obergeschoss auf massivem Erdgeschoss, unverzichtbarer Bestandteil der alten Ortslage, als Pfarrhaus von Wahren hervorgehobener Wert, ortsgeschichtlich und baugeschichtlich bedeutend | 09297683 |
|                                         | Wohnhaus in offener Bebauung | Rittergutsstraße 11 (Karte)                          | 1. Hälfte 18. Jh. (Wohnhaus)                                                                                       | Teil des ehemaligen Gemeindeguts in der alten Ortslage Wahren, Fachwerkbau mit Walmdach, in unmittelbarer Nähe kleiner Fabrikbau der ehemaligen Rauchwarenfärberei Kniesche in rückwärtiger Lage (kein Denkmal, zur Rauchwarenfärberei siehe auch Hendelweg 11/13/15/17, Objekt 09297742), das Lehm- und Fachwerkgebäude ist baugeschichtlich und ortsentwicklungsgeschichtlich bedeutend | 09297686 |
|                                         | Mietshaus in halboffener Bebauung | Rittergutsstraße 15 (Karte)                          | um 1911 (Mietshaus)                                                                                                | Putzfassade, ehemals mit Café, baugeschichtlich und ortsentwicklungsgeschichtlich bedeutend Denkmaltext Unweit der alten Wahrener Ortslage und in Nachbarschaft zu Rauchwarenzurichtereien entstand von 1912 bis 1915 eine Mietshausgruppe im Reformstil für den Architekten und Maurermeister Theodor Thieme, Inhaber des Baugeschäfts für Hoch- und Tiefbau Franz Thieme Nachfolger. Nach einem Entwurf des Architekten Guido Neu wurde für die Nummer 15 als letztes der drei Gebäude im August 1913 der Antrag eingereicht, Bauleitung und Ausführung übernahm Thieme. Durch den Ersten Weltkrieg verzögerten sich die Arbeiten, sodass die Obergeschosse erst im Oktober 1915 bezugsfertig waren – die Ingebrauchnahme des Erdgeschosses erfolgte ein knappes Jahr später. Statt des zunächst projektierten Ladens beherbergte dieses bis Ender der 1950er Jahre eine Gaststätte, das so genannte Elsterschlösschen. Prägend für das straßenseitige Erscheinungsbild sind die segmentbogigen Fenster des Erdgeschosses, die nur flach hervortretenden Erker sowie der geschwungene Zwerchgiebel. Putzspiegel, Kartuschen, Festons und figürliche Darstellungen beleben die ansonsten schlichte Putzfassade. Dem Mietshaus kommt eine baugeschichtliche und eine ortsentwicklungsgeschichtliche Bedeutung zu. LfD/2015 | 09297657 |
|                                         | Mietshaus in geschlossener Bebauung | Rittergutsstraße 17 (Karte)                          | um 1915 (Mietshaus)                                                                                                | Putzfassade, baugeschichtlich und ortsentwicklungsgeschichtlich bedeutend Denkmaltext Nahe der Weißen Elster im Umfeld einiger Rauchwarenzurichtereien errichtete der Architekt und Maurermeister Theodor Thieme, Inhaber des Baugeschäfts für Hoch- und Tiefbau Franz Thieme Nachfolger, von 1912 bis 1915 eine Wohnhausgruppe im Reformstil. Für den Entwurf des mittleren Gebäudes, für das im September 1913 die Baugenehmigung erteilt wurde, zeichnete der Architekt Arthur Magel verantwortlich. Bereits im Juli des Folgejahres konnte das Wohnhaus in Gebrauch genommen werden. In Anpassung an den Straßenverlauf springt die Bauflucht zum früher entstandenen Gebäude Nummer 19 leicht zurück. Der dadurch entstandene Eckbereich wurde, zusätzlich zu den hofseitigen Loggien, mit hölzernen Balkonen versehen, die jedoch Mitte der 1950er Jahre aufgrund von Baufälligkeit abgebrochen werden mussten. Im Vergleich zu den beiden Nachbarhäusern präsentiert sich die Putzfassade wesentlich zurückhaltender. Betonung findet sie vornehmlich durch die beiden Kastenerker und den sich darüber erhebenden geschwungenen Zwerchgiebel. Aufgrund der Lage in unmittelbarer Nähe zur alten Wahrener Ortslage kommt dem Mietshaus neben einer baugeschichtlichen auch eine ortsentwicklungsgeschichtliche Bedeutung zu. LfD/2015 | 09297658 |
|                                         | Mietshaus in halboffener Bebauung | Rittergutsstraße 19 (Karte)                          | 1912-1913 (Mietshaus)                                                                                              | Putzfassade, baugeschichtlich und ortsentwicklungsgeschichtlich bedeutend Denkmaltext Der Maurermeister und Inhaber des Baugeschäfts für Hoch- und Tiefbau Franz Thieme Nachf. stellte am 29. April 1912 einen Bauantrag zur Errichtung eines Gruppenwohnhauses, die Pläne hierzu fertigte der Architekt Arthur Nagel an. Für den ersten Teil dieses Komplexes, erteilte die Amtshauptmannschaft erst im Januar des folgenden Jahres die Genehmigung, im Herbst konnten dann alle Räume bezogen werden. Ohne Erlaubnis der Behörde ließ Thieme im Dachgeschoss Wohnräume einrichten, die erst 1920 offiziell vermietet werden durften. Prägend für das dreigeschossige Gebäude sind die beiden straßenseitigen Kastenerkerüber die ein großer geschweifter Giebel aufsteigt. Pilasterrahmungen und Putzdekor bereichern die Fassade. In jeder Etage befinden sich zwei Wohnungen, die bereits seit der Bauzeit in den Obergeschossen mit Bädern ausgestattet waren. Aufgrund der Anklänge an die Reformarchitektur weist das Gebäude eine baugeschichtliche Bedeutung auf, zudem kommt dem Haus als einem Beispiel der Überformung der alten dörflichen Strukturen von Wahren eine ortsentwicklungsgeschichtliche Bedeutung zu. LfD/2011 | 09297659 |
| Weitere Bilder                          | Herrenhaus, Garten und Brunnen eines Rittergutes | Rittergutsstraße 23 (Karte)                          | um 1749/1750 (Herrenhaus)                                                                                          | Putzfassade, barockes Gebäude, baugeschichtlich und ortsgeschichtlich bedeutend | 09262723 |
| Direkt Bild zu diesem Denkmal hochladen | Hälfte eines Doppelwohnhauses in halboffener Bebauung | Rotkehlchenweg 11 (Karte)                            | 1926-1927 (Wohnhaushälfte)                                                                                         | Teil der Siedlung Sonnenhöhe, zeittypische Putzfassade, ortsentwicklungsgeschichtlich bedeutend | 09292196 |
|                                         | Mietshaus in geschlossener Bebauung mit Vorgarten | Schillerplatz 8 (Karte)                              | 1906 (Mietshaus)                                                                                                   | Putzfassade, Lage an einem kleinen städtischen Schmuckplatz, baugeschichtlich und ortsentwicklungsgeschichtlich bedeutend Denkmaltext Ernst Schiebel aus Schleußig gab 1906 die Errichtung eines Mietshauses bei Baumeister Emil Reiche in Auftrag, der Ausführung, Bauleitung und wohl auch die Entwurfszeichnungen übernahm. Der Zweispänner liegt gegenüber einem Schmuckplatz und ist von der Fußwegkante zurückgesetzt, daher Einfriedung und Vorgarten. Jede Wohnung erhielt zwei Stuben, Küche und Vorsaal sowie eine Kammer, die größere Wohnung in jeder Etage besaß ein Erkerzimmer und eine zweite Kammer. Im Stil des ausklingenden Jugendstils erscheint die Putzfassade mit Fensterrahmungen aus Kunststein, einem über dem Erker aufwachsenden Turm mit (ehemals) Welscher Haube und einem ansprechenden Haustürportal. Leider entstellt das 1923 aufgesetzte Dachhaus das Erscheinungsbild, mehr noch allerdings die 2004 viel zu nah neben dem Turm „abgeworfene“ stehende Gaube. Initiator der Arbeiten 1923 war August Richard Schulze, der für die Ausführung Oswald Schütze hinzuzog. Mit Investitionsvorrangbescheid vom November 1997 ging das Grundstück aus dem Besitz der Leipziger Wohnungsbaugesellschaft an die Priamus-Immobilien GmbH in Leipzig-Gohlis über, eine Sanierung, einhergehend mit Umbau und Balkonanbau erfolgten aber erst 2004 unter der Confidenz Projektentwicklungs GmbH aus Stuttgart und Planvorlagen der in Leipzig ansässigen Bürogemeinschaft für Bauplanung und Baukoordinierung Ricco Klein und Christine Partschefeld. Ausführung durch G 4 Fortuna Bau GmbH Schkeuditz und Dachdeckermeisterbetrieb Jörg Huth aus Zschepplin. Das Mietshaus ein Zeugnis der Wahrener Ortserweiterung, wirkungsvoll in Szene gesetzt an einem kleinen städtischen Schmuckplatz, baugeschichtlich von Bedeutung. LfD/2013, 2014 | 09297617 |
|                                         | Hauptgebäude der Schule und Toilettengebäude im Hof | Stahmelner Straße 1 (Karte)                          | 1894-1895 (Schule)                                                                                                 | Hauptgebäude: rote Klinkerfassade mit Sandstein und gelber Klinkergliederung, Toilettengebäude: rote Klinkerfassade mit gelber Klinkergliederung, mehrfach erweiterter und umgebauter Gebäudeflügel an der Stahmelner Straße (sogenannte Alte Schule, kein Denkmal, 2016 abgebrochen, benachbartes Hausmeisterwohnhaus war erster Schulbau von 1832 mit schlichter Putzfassade und Walmdach, ebenfalls abgebrochen), das nebeneinander der einzelnen Schulbauten verdeutlichte ehemals in besonders anschaulicher Weise den Wandel vom Dorf zur Industriegemeinde im Verlauf des 19. Jahrhunderts, baugeschichtlich und ortsgeschichtlich bedeutend | 09294691 |
|                                         | Fabrikgebäude und Rest der Einfriedungsmauer | Stahmelner Straße 9 (Karte)                          | um 1880 (Fabrikgebäude)                                                                                            | vierseitige Anlage um einen Innenhof, mit Tordurchfahrt, rote Klinkerfassade mit Zierbändern aus gelbem Klinker und Putzflächen, ortsentwicklungsgeschichtlich und baugeschichtlich bedeutend | 09298983 |
| Direkt Bild zu diesem Denkmal hochladen | Mehrfamilienhaus in geschlossener Bebauung | Stahmelner Straße 30 (Karte)                         | 1988 | Wohnhaus errichtet in Plattenbauweise, Treppenhaus mit braunen Keramikfliesen abgesetzt und vertikal betont, ortsentwicklungs- und baugeschichtlich bedeutend | 09307288 |
|                                         | Stall- und Scheunengebäude eines Mühlenanwesens | Stahmelner Straße 35; 35a; 35b; 35c (Karte)          | um 1860 (Seitengebäude)                                                                                            | Lage an der Weißen Elster, gewölbtes Erdgeschoss, ehemals zweiflügeliger Bau (südlicher Seitenflügel abgebrochen), Putzfassade, letztes Zeugnis für die ehemalige Nutzung des Grundstücks, Wert für die Volksbildung, ortsgeschichtlich und baugeschichtlich bedeutend | 09297616 |
|                                         | Wohnhaus in offener Bebauung | Stahmelner Straße 39 (Karte)                         | um 1850 (Müllerwohnhaus)                                                                                           | Grundstück zur Handelsmühle Bassenge & Mirus zugehörig, Putzfassade, siehe auch Mühle Wahren (Objekt 09297616, Stahmelner Straße 35), ortsgeschichtlich und baugeschichtlich bedeutend Denkmaltext Ein auf dem Wahrener Mühlgut befindliches, wohl aus der Mitte des 19. Jahrhunderts stammendes eingeschossiges Wohnhaus wurde 1891 durch den Maurermeister Wilhelm Germanus übersetzt. Für die Bauherrenseite zeichneten Bassenge und Mirus. In den Jahren 1924/1925 wurde die Stadtgemeinde Leipzig zur Hälfte Eigentümer des Grundstücks. Das verputzte, nunmehr zweigeschossige Gebäude mit erhaltener Holztreppe und Innentüren aus dem Umbaujahr ist mit einem ziegelgedeckten Satteldach abgeschlossen. Aus dieser Zeit stammende Fenster und Winterfenster, die 1997 noch erhalten waren, sind 2012 nicht mehr vorhanden, die hölzerne Haustür um 1930. Ortsgeschichtlich und baugeschichtlich von Wert im Zusammenhang mit dem Wahrener Mühlgut. LfD/2012 | 09297607 |
| Direkt Bild zu diesem Denkmal hochladen | Mietshaus in geschlossener Bebauung in Ecklage | Stammerstraße 5 (Karte)                              | um 1904 (Mietshaus)                                                                                                | Putz-Klinker-Fassade, baugeschichtlich und ortsentwicklungsgeschichtlich bedeutend | 09297666 |
| Direkt Bild zu diesem Denkmal hochladen | Mehrfamilienhäuser mit Vorgärten und Einfriedung | Wartenburgstraße 4; 6; 8; 10; 12; 14 (Karte)         | um 1928 (Mehrfamilienwohnhaus)                                                                                     | Putzfassade mit Klinkergliederung, baugeschichtlich und ortsentwicklungsgeschichtlich bedeutend | 09297650 |
|                                         | Villa (später Altenheim), mit Toreinfahrt und Villengarten | Wendenstraße 2 (Karte)                               | vor 1824 (Villa)                                                                                                   | zeittypische Putzfassade, Anklänge an den Schweizerstil, 1931 zum Heim 1 des Abonnentenheims des Familienlesezirkels Siegfried Schußheim umgebaut, dazugehörige Häuserzeile in der Straße Am Hirtenhaus (Heim 2 und 3) 2006 abgebrochen, vergleiche Rittergutsstraße 1/3/5 (Objekt 09296871), baugeschichtlich, sozialgeschichtlich, personengeschichtlich und ortsentwicklungsgeschichtlich bedeutend Denkmaltext Auf einem ehemaligen Pferdnergrundstück wurde Anfang des 19. Jahrhunderts (vor 1824) eine klassizistische Villa errichtet. Ihr schlichtes Erscheinungsbild wird durch einen hohen Bruchsteinsockel, teilweise rundbogige Tür- und Fensteröffnungen mit Sandsteinfaschen und ein Stockgesims bestimmt. Mit dem Bau des zweigeschossigen Gebäudes mit Mezzaningeschoss ging wahrscheinlich auch die Umgestaltung des Grundstückes zu einer Gartenanlage einher. 1931 übernahm Siegfried Schußheim, Gründer des gleichnamigen Familienlesezirkels, die Villa und baute sie zu einem Wohn- und Altenheim für seine Abonnenten um. In diese Zeit fällt der Verandaanbau an der Gebäuderückseite – spätestens jetzt ist auch die Parkgestaltung nachweisbar. Bis 1937 entstanden im direkten Umfeld fünf weitere Heime (siehe auch Rittergutsstraße 1/3/5). Dem Wohlfahrtsgedanken verpflichtet erfolgte die Vermietung der einzelnen Zimmer bei hohem Wohnkomfort und zusätzlicher Verpflegung zu niedrigen Preisen. Ende der 1930er Jahre musste Schußheim nach Palästina emigrieren, nach kurzer Zeit erwarb die Stadt Leipzig das Heim und führte den Betrieb fort. Die auch heute als Pflegeeinrichtung genutzte Villa samt Garten ist ein Zeugnis für das soziale Engagement Schußheims sowie seines innovativen Heimkonzeptes und ist damit von baugeschichtlicher, ortsentwicklungsgeschichtlicher, sozialgeschichtlicher und personengeschichtlicher Bedeutung. LfD/2015 | 09297682 |
| Direkt Bild zu diesem Denkmal hochladen | Sachgesamtheit Eisenbahnersiedlung Wahren, mit dem Einzeldenkmal: vier Mehrfamilienhäuser (siehe Einzeldenkmaldokument – Obj. 09297726) und den Sachgesamtheitsteilen: Vorgarten an der Wiskenstraße sowie Doppelwohnhäuser Dähnhardtstraße 1/3 und Koloniestraße 2/4 und 6/8 | Wiskenstraße 9; 11; 13; 15 (Karte)                   | 1936-1937 (Wohnanlage)                                                                                             | Putzfassade, Wohnanlage der Eisenbahner-Baugenossenschaft, baugeschichtlich und ortsgeschichtlich von Bedeutung | 09300976 |
| Direkt Bild zu diesem Denkmal hochladen | Einzeldenkmal der Sachgesamtheit Eisenbahnersiedlung Wahren: vier Mehrfamilienhäuser einer Siedlung (siehe auch Sachgesamtheitsdokument – Obj. 09300976) | Wiskenstraße 9; 11; 13; 15 (Karte)                   | 1936-1937 (Mehrfamilienwohnhaus)                                                                                   | Putzfassade, Wohnanlage der Eisenbahner-Baugenossenschaft, baugeschichtlich und ortsgeschichtlich von Bedeutung | 09297726 |
| Direkt Bild zu diesem Denkmal hochladen | Doppelwohnhaus (Pferdnerstraße 27 und Zehmenstraße 16) in offener Bebauung in Ecklage, mit Vorgarten | Zehmenstraße 16 (Karte)                              | 1939-1940 (Doppelwohnhaus)                                                                                         | Putzfassade, kleine Bleiglasfenster, baugeschichtlich und ortsentwicklungsgeschichtlich bedeutend | 09297608 |

## Ehemalige Kulturdenkmale
| Bild                                    | Bezeichnung                 | Lage                            | Datierung                   | Beschreibung | ID       |
| --------------------------------------- | --------------------------- | ------------------------------- | --------------------------- | --- | -------- |
| Weitere Bilder                          | Eisenbahnüberführung        | (Karte)                         | 1902–1905 (Eisenbahnbrücke) | Eisenbahnüberführung über die Luppe als Teil des Großen Eisenbahngüterringes, Strecke 6380 Leipzig/Leutzsch-Leipzig/Wahren (Streckenkilometer 1525; gelbe Klinkerbögen mit 179 m Gesamtlänge) | 09290718 |
|                                         | Eisenbahnüberführung        | (Karte)                         | 1906/1907 (Eisenbahnbrücke) | Eisenbahnüberführung des Großen Eisenbahngüterringes neben der Jugendherberge am Auensee; zwischen Viadukt Wahren und Bogenfolge über die Luppe (gelber Klinkerbau)                           | 09297743 |
| Weitere Bilder                          | Stahlbetonbrücke am Auensee | Gustav-Esche-Straße (Karte)     | 1914 (Straßenbrücke)        | Stahlbetonbrücke am Auensee | 09298655 |
|                                         | Mietvilla                   | Pater-Gordian-Straße 40 (Karte) | bez. 1912 (Villa)           | Mietvilla in halboffener Bebauung in Ecklage Landhausstraße mit Vorgarten (Putzfassade) | 09298984 |
| Direkt Bild zu diesem Denkmal hochladen | Wohnhaus                    | Rittergutsstraße 6 (Karte)      | 19. Jh. (Wohnhaus)          | Wohnhaus in offener Bebauung (Fachwerk) | 09297684 |
| Direkt Bild zu diesem Denkmal hochladen | Wohnhaus                    | Rittergutsstraße 7 (Karte)      | bez. 1698 (Wohnhaus)        | Wohnhaus in offener Bebauung in Ecklage Am alten Gasthof (Giebel-Fachwerk; Krüppelwalmdach; Lehmziegel), abgerissen                                                                           | 09297685 |